# Comunidad Valenciana
La Comunidad Valenciana (oficialmente en valenciano: Comunitat Valenciana) es una comunidad autónoma española situada en el este de la península ibérica. Se constituyó formalmente en el año 1982 al aprobarse su Estatuto de Autonomía y, desde el año 2006, se considera nacionalidad históricaal amparo de lo dispuesto en el artículo segundo de la Constitución.
El actual territorio valenciano coincide en su mayor parte con el del histórico Reino de Valencia que pervivió desde el siglo XIII al XVIII como parte de la Corona de Aragón. Desde entonces ha recibido diversas denominaciones: a finales del siglo XIX se conocía como Región Valenciana, a partir de la década de 1960 también se emplea de manera no oficial la forma de País Valenciano y a partir del Estatuto de Autonomía de 1982 el término de «Comunidad Valenciana» se extiende y se populariza. También se usa Valencia, aunque este último puede llevar a confusión con la ciudad y con la provincia homónimas.
Su territorio, con capital en la ciudad de Valencia, está situado en el este y sureste de la península ibérica. Cuenta con una superficie de 23 255 km² y es la octava autonomía más extensa de España. Está formada por las provincias de Alicante, Castellón y Valencia y limita al norte con Cataluña y Aragón, al oeste con Castilla-La Mancha y Aragón y al sur con la Región de Murcia. También forma parte del territorio valenciano el archipiélago de las islas Columbretes, la isla de Tabarca y otras islas menores e islotes cercanos a la costa, además del Rincón de Ademuz, un exclave separado totalmente del resto del territorio valenciano por el municipio castellano-manchego de Santa Cruz de Moya al sur y el municipio turolense Arcos de las Salinas al norte.
En 2024, en el territorio de la Comunidad Valenciana habitaban 5 319 285 personas en un total de 542 municipios. La mayor concentración de población se da en torno a la ciudad de Valencia, cuya área metropolitana llega a 1 559 084 habitantes (2014), de los cuales 786 424 están empadronados en la ciudad. La segunda mayor concentración de población de la comunidad es el área metropolitana de Alicante-Elche, que cuenta con 757 085 habitantes (2014).
La Comunidad Valenciana constituye un territorio altamente industrializado, con un potente sector turístico y con un elevado peso del sector agrícola, motivo por el cual su economía es la cuarta más importante de entre las comunidades autónomas españolas, al generar el 9,6 % del PIB nacional.
En las primeras legislaturas autonómicas se sucedieron tres gobiernos socialistas presididos por Joan Lerma. Tras las elecciones de 1995, por la firma de un Pacto por el Cambio con la formación Unión Valenciana, gobernó la Generalidad Valenciana el Partido Popular, que en las sucesivas elecciones consiguió mayorías absolutas. Fueron presidentes Eduardo Zaplana, José Luis Olivas, Francisco Camps y Alberto Fabra, quien ocupó el cargo tras la dimisión de su antecesor por su imputación en una rama del caso Gürtel. Desde las elecciones de 2023, el presidente de la Generalidad es Carlos Mazón, del Partido Popular de la Comunidad Valenciana, gracias a un pacto con Vox, terminando así con ocho años de gobierno del socialista Ximo Puig en coalición con Compromís y Podemos.

## Toponimia
La denominación «Comunidad Valenciana» y el resto de nombres históricos que ha recibido la comunidad autónoma a lo largo de su historia, se debe al topónimo de su capital, Valencia. El topónimo Valencia deriva del término latino Valentia Edetanorum, que le dieron los romanos al fundarla. Dicha denominación puede traducirse como «valor (o fuerza) en la tierra de los edetanos» y se enmarca en la costumbre, ya practicada en Italia en el siglo II a. C., de fundar colonias con topónimos alegóricos de virtudes militares. Los árabes la denominaron مدينة التراب (Madīna at-Turab, «Ciudad de la Arena»), por estar emplazada en la orilla del río Turia, y reservaron el término بلنسية (Balansīa) para la totalidad de la taifa de Valencia. Sin embargo, para la época de Abd al-Aziz la ciudad había recuperado para sí el nombre de Balansīa, que pasó a ser Valencia, en romance, tras la conquista por Jaime I. Actualmente se utilizan los nombres de Valencia, en castellano, y València, en valenciano.
Del mismo modo, las denominaciones de la Comunidad Valenciana han sido varias a lo largo del tiempo, aunque Comunitat Valenciana (en valenciano) es desde 1982 la única que está establecida como oficial en su Estatuto de Autonomía:

Artículo primero.

1. El pueblo valenciano, históricamente organizado como Reino de Valencia, se constituye en Comunidad Autónoma, dentro de la unidad de la Nación española, como expresión de su identidad diferenciada como nacionalidad histórica y en el ejercicio del derecho de autogobierno que la Constitución Española reconoce a toda nacionalidad, con la denominación de Comunitat Valenciana.

En su momento, para la aprobación del Estatuto de Autonomía de la Comunidad Valenciana, hubo mucho debate a la hora de elegir el nombre oficial del territorio valenciano; de hecho, acabó por mencionarse en su preámbulo las denominaciones alternativas no oficiales de País Valenciano y del histórico Reino de Valencia en los siguientes términos:

Aprobada la Constitución Española fue, en su marco, donde la tradición valenciana proveniente del histórico Reino de Valencia se encontró con la concepción moderna del País Valenciano y dio origen a la autonomía valenciana, como integradora de las dos corrientes de opinión que enmarcan todo aquello que es valenciano en un concepto cultural propio en el estricto marco geográfico que alcanza.

El uso del término Levante o Región Levantina para denominar a la Comunidad Valenciana está muy extendido fuera de la comunidad y del arco mediterráneo. Sin embargo, un informe de 1996 del Consejo Valenciano de Cultura, órgano consultivo en materia cultural de la Generalidad Valenciana, argumenta la inconveniencia de dicho uso.

## Símbolos

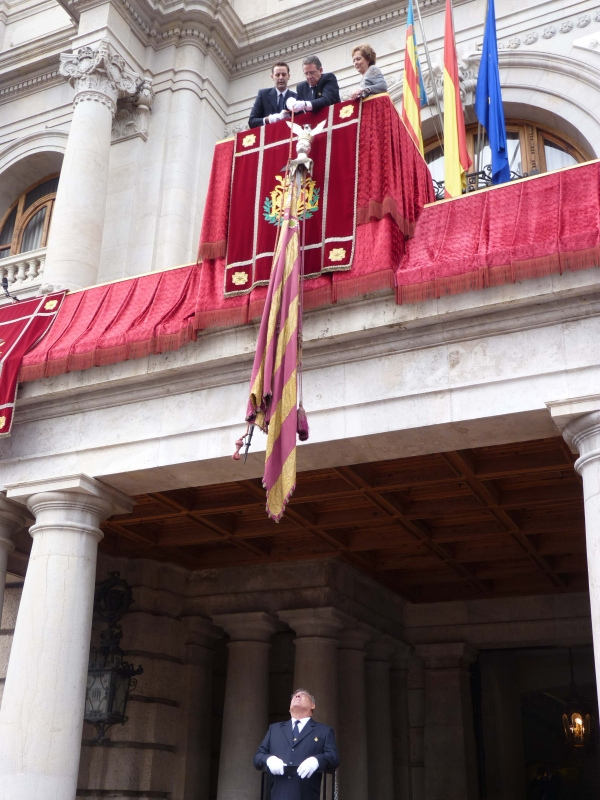
Bajada de la Real Señera desde el Ayuntamiento de Valencia, para la procesión cívica del Día de la Comunidad Valenciana

Los símbolos de la Comunidad Valenciana quedan recogidos en el Estatuto de Autonomía de la Comunidad Valenciana y en la ley 8/1984 de la Generalidad Valenciana, de 4 de diciembre, por la que se regulan los símbolos de la Comunidad Valenciana y su utilización.

### Bandera
La bandera de la Comunidad Valenciana, llamada también Real Señera, Señera Coronada, o Señera tricolor, está descrita en el artículo 4.º del Estatuto de Autonomía de la Comunidad Valenciana y en el artículo 2.º de la ley 8/1984. De este modo, la Señera coronada, queda establecida de la siguiente manera: «La Bandera de la Comunidad Valenciana es la tradicional “Señera” compuesta por cuatro barras rojas sobre fondo amarillo, coronadas sobre franja azul junto al asta.»

### Escudo
El emblema o escudo de la Comunidad Valenciana se constituye con la heráldica del Rey Pedro el Ceremonioso, representativa del histórico Reino de Valencia. La versión actual vigente se describe en el artículo 6.º de la ley 8/1984: «Escudo inclinado hacia la derecha, de oro, con cuatro palos de gules. Por timbre yelmo de plata coronado; mantelete que cuelga en azur, con una cruz paté curvilínea y fijada con punta aguzada de plata, forrado de gules; por cimera, un dragón naciente de oro, alado, linguado de gules y dentado de plata.»

### Himno
El himno de la región se escribió para la Exposición Regional Valenciana de 1909, aunque varios años después los alcaldes de los ayuntamientos de Castellón de la Plana, Valencia y Alicante decidieron que aquel himno se convirtiera en el himno del Reino de Valencia, designación que se aprobó en mayo de 1925. La música del himno es del maestro José Serrano y la letra de Maximiliano Thous Orts. Tanto la música como la letra están reguladas mediante el artículo 3.º de la ley 8/1984, el cual dispone que en los actos solemnes que se celebren en el territorio de la Comunidad Valenciana, el himno oficial será interpretado conjuntamente con el himno nacional, precediéndolo en el orden de interpretación.

### Día oficial
El 9 de octubre es el Día de la Comunidad Valenciana, una celebración institucional contemporánea que tiene su origen en el año 1976, cuando el Plenario de Parlamentarios del País Valenciano proclamó para esa fecha el Día Nacional del País Valenciano. El 9 de octubre es una fecha clave de la historia valenciana, ya que se conmemora la conquista de Valencia por el rey Jaime I en 1238 y la formación del Reino de Valencia.
Otro símbolo que se está utilizando desde el año 1987 es el logo de la marca turística Comunitat Valenciana. El logo representa una palmera coloreada con los tres colores de la bandera autonómica (amarillo, rojo y azul), junto al cual aparece escrito Comunitat Valenciana, denominación oficial de la comunidad autónoma. A lo largo de la historia, la sociedad civil valenciana ha utilizado otros símbolos no oficiales, como son las representaciones de las figuras animales heráldicas del murciélago (rat-penat) y del dragón (drac-alat), el Pendón de la Conquista o el Señal Real de Aragón.

## Geografía
La Comunidad Valenciana es una comunidad autónoma de España situada en el este y sureste de la península ibérica, en el litoral del mar Mediterráneo. Con 23 255 km², es la octava región de España por superficie y representa el 4,60 % de la extensión nacional. La Comunidad Valenciana, estrecha y alargada, se extiende entre el río Cenia (en Vinaroz) y Pilar de la Horadada, un poco más al sur del río Segura, con una longitud de costa de 518 km. El territorio valenciano también incluye el archipiélago mediterráneo de las islas Columbretes, así como la isla de Tabarca, junto a otros islotes y peñones cercanos al litoral valenciano. Su posición geográfica es 40° 47′ N en el extremo norte, 37° 51′ N en el extremo sur, 0° 31′ E en el extremo oriental y 1° 32′ O en el extremo occidental.

### Relieve

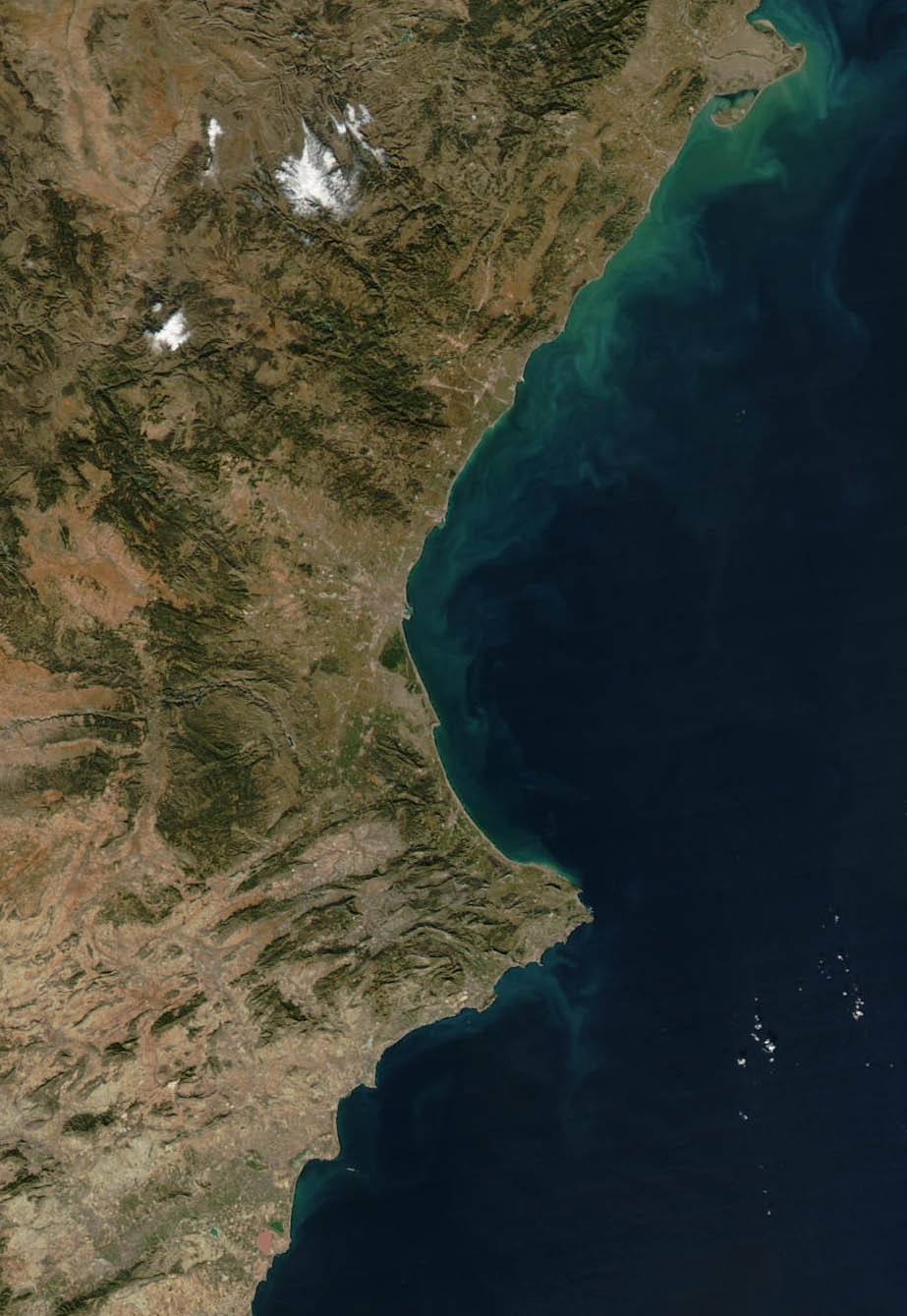
Imagen satelital de la comunidad

Las montañas ocupan la mayor parte de la Comunidad Valenciana y dejan solamente una estrecha franja litoral para las llanuras que, además, solo se ensanchan en el extremo norte (llanura de Vinaroz), en la Plana de Castellón, en la Huerta de Valencia y en el extremo sur (Vega Baja del Segura). En el resto de la costa, las montañas se encuentran a corta distancia de la línea litoral.
De este modo, el relieve está configurado por las montañas del norte, que pertenecen al Sistema Ibérico, las sierras meridionales del Sistema Bético y las sierras, mesetas y llanuras centrales. Además de estos enclaves, la Comunidad Valenciana cuenta con varias islas e islotes, entre los cabe destacar la Isla de Tabarca (provincia de Alicante) y las Islas Columbretes (provincia de Castellón), que son estas últimas un conjunto de cuatro grupos de islas volcánicas.
En el Maestrazgo se encuentra la montaña más emblemática de la comunidad, el Peñagolosa, de 1813 m s. n. m. (metros sobre el nivel del mar), considerada popularmente como la más elevada, pero este honor en realidad le corresponde al cerro Calderón, en el Rincón de Ademuz, que asciende hasta los 1839 m s. n. m.; también en este exclave valenciano encontramos el Gavilán (1747 m s. n. m.), La Cruz de los Tres Reinos (1555  m s. n. m.) y la Tortajada (1541 m s. n. m.). Otro pico de más de 1500 m s. n. m. lo encontramos en tierras del Condado de Cocentaina la Marina Baja y la Hoya de Alcoy (norte de Alicante): el Aitana (1558 m s. n. m.).

### Costas
La Comunidad Valenciana posee 524 km de costa. El litoral alterna acantilados como la sierra de Irta o los de la Villajoyosa con zonas húmedas, marjales y albuferas, como el Prat de Cabanes-Torreblanca, las Albuferas de Valencia y Elche, las lagunas de La Mata y Torrevieja, transformadas en salinas, o los marjales de Pego y Sagunto. En la costa valenciana también hay grandes restingas de arena o grava, como las de la marjal de Almenara, la dehesa del Saler o la de Guardamar del Segura
La Comunidad Valenciana, en el ámbito del relieve costero, se caracteriza principalmente por el golfo que ocupa las provincias de Castellón y Valencia, y por el Cabo de la Nao que es donde finaliza este. Al sur del Cabo de la Nao las costas son muy irregulares y con muchos cabos no muy importantes, y, al sur de estos, se encuentra el golfo de Alicante, conocido con el nombre turístico de Costa Blanca.

### Clima
La Comunidad Valenciana está bañada en toda su costa por el mar Mediterráneo del que recibe el nombre su clima, que en la Comunidad Valenciana suele ser suave, sobre todo en la costa. Sin embargo, la Comunidad Valenciana presenta diferentes variantes del clima mediterráneo:
| Climas de la Comunidad Valenciana   |                         | |                                                                                  |
| Tipo de clima                       | Clasificación de Köppen | Descripción | Mapa                                                                             |
| Clima mediterráneo continentalizado | Csa y Bsk               | Es un clima de temperaturas extremas, al que da lugar la transición entre el continental y el mediterráneo típico, propio del interior de la península ibérica. Los inviernos son fríos y los veranos son muy cálidos y secos con temperaturas máximas que en algunas zonas alcanzan los 35 °C, e incluso los 40 °C. Las precipitaciones también son escasas, pero mejor distribuidas a lo largo del año y en invierno pueden ser en forma de nieve. Las ciudades representativas de este clima son Requena, Villena y Alcoy. |                                                                                  |
| Clima mediterráneo típico           | Csa                     | Se extiende por todo el litoral norte y centro de la comunidad, tiene inviernos no muy fríos debido a la característica suavizadora de temperatura que hace el mar, los veranos son largos bastante secos y calurosos, con máximas en torno a los 30 °C; respecto a precipitaciones se concentran en primavera y otoño, con riesgos de gota fría en esta última estación. Las ciudades representativas de este clima son Castellón, Gandía, Sagunto y Valencia. |                                                                                  |
| Clima mediterráneo seco o semiárido | Bsh y Bsk               | Se da desde el norte de la provincia de Alicante hasta el extremo sur, al límite con la Región de Murcia. Las temperaturas son muy cálidas en verano y en invierno son muy suaves 10 a 13 °C. Las precipitaciones son muy escasas: conforme nos dirigimos hacia el sur de la provincia de Alicante aparece un clima más bien árido con inviernos muy suaves en torno a los 12 °C, con veranos muy largos, muy secos y muy calurosos con temperaturas máximas de más de 30 °C, las escasísimas precipitaciones que caen suelen darse en las estaciones de transición (otoño y primavera). Las ciudades más representativas de este clima son Alicante, Benidorm, Elche, Orihuela, Torrevieja y Guardamar del Segura. |                                                                                  |
| Clima de montaña                    | Csb                     | Se da en las zonas más altas de la comunidad, junto con el mediterráneo continentalizado. El clima de montaña se rige por la altitud, factor que influye en la temperatura y las precipitaciones. Estas suelen ser más abundantes y en forma de nieve durante el invierno. Se da en zonas montañosas como en el Peñagolosa o en ciudades como Morella. | Clima mediterráneo continental Clima mediterráneo típico Clima mediterráneo seco |
| Fuente: Piqueras Haba, Juan (1999)  |                         | |                                                                                  |

### Hidrografía

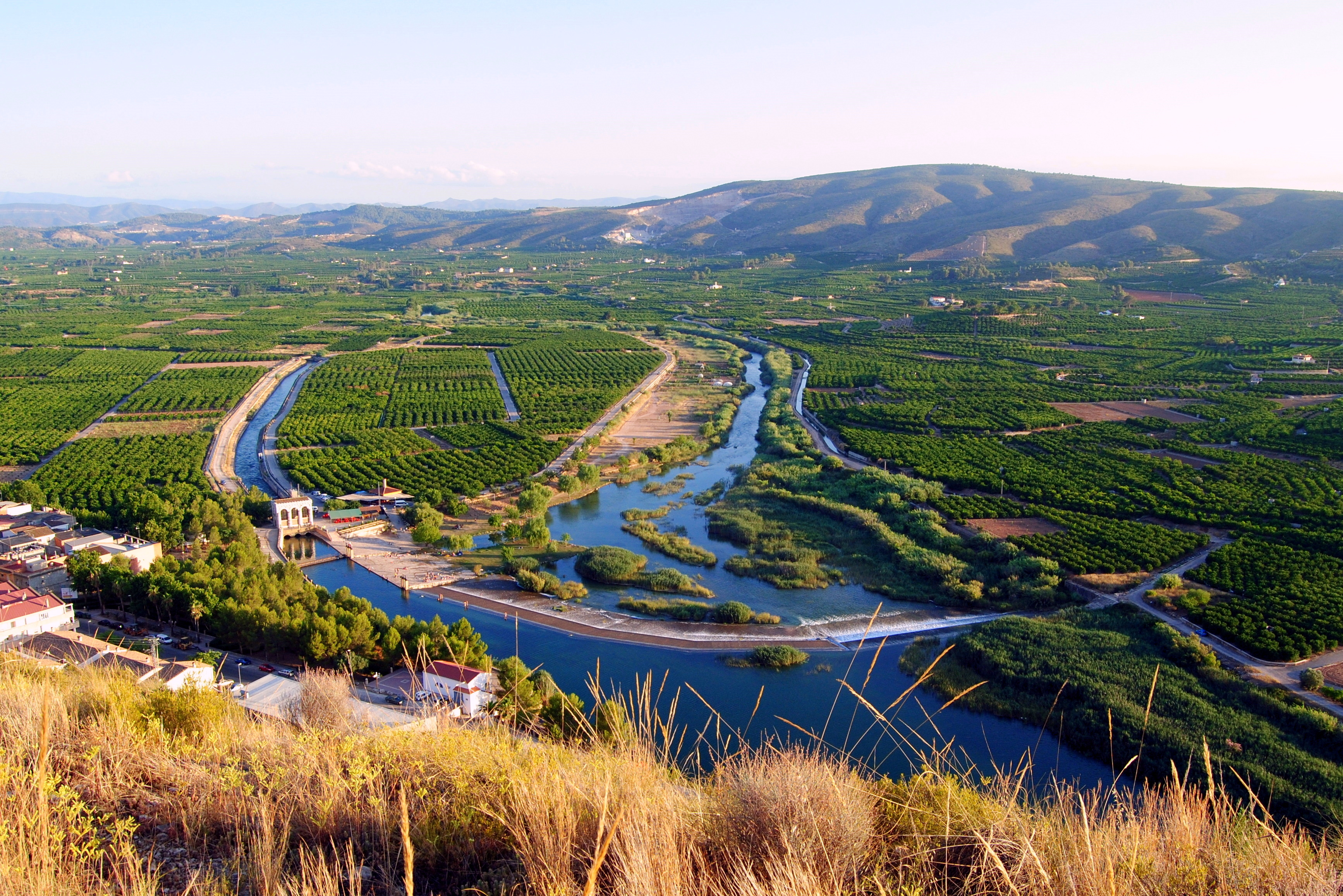
El río Júcar en el Azud de Antella

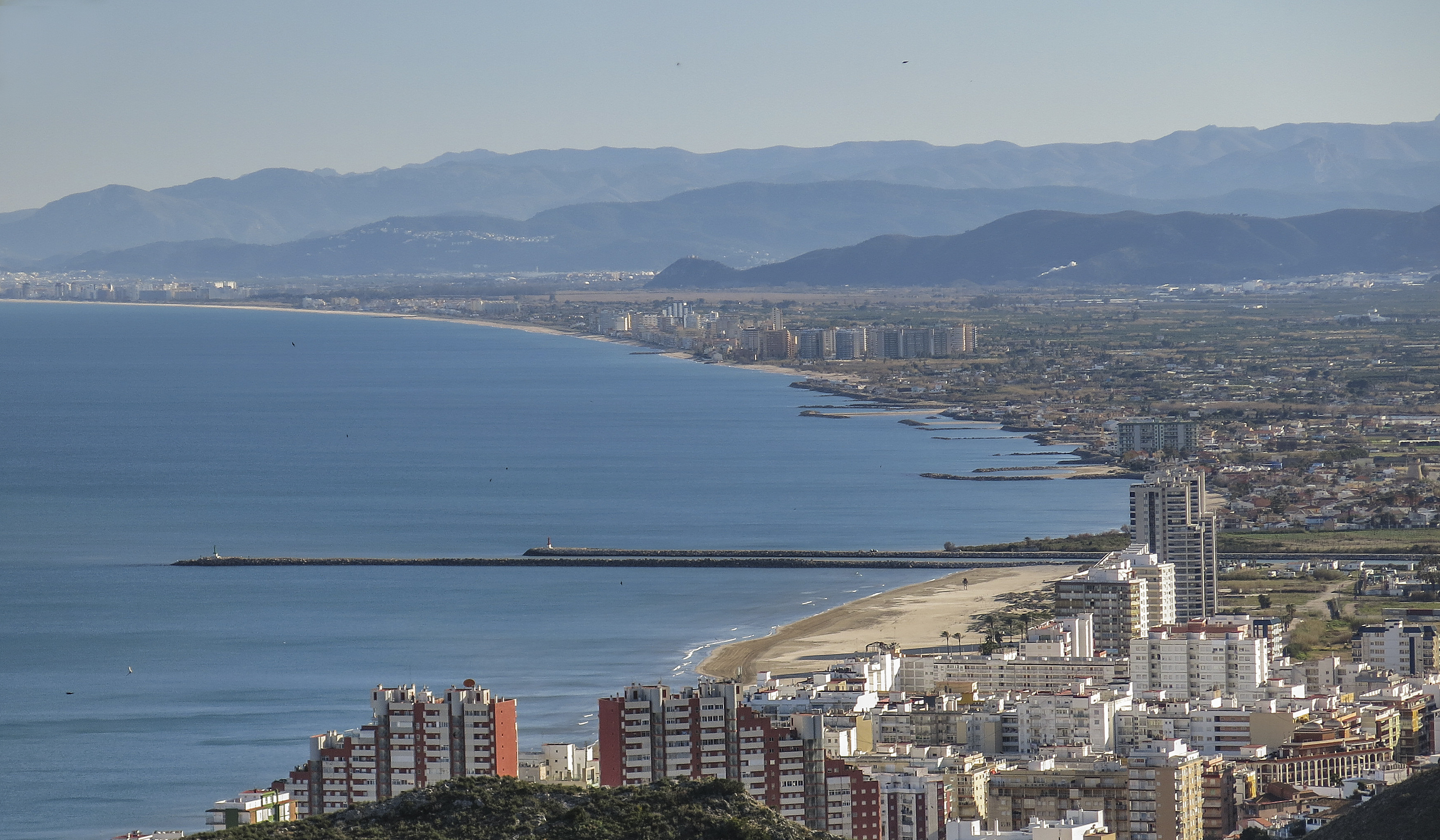
Desembocadura del río Júcar

Entre los ríos alóctonos, nacidos fuera del territorio valenciano, cabría destacar a dos como los más importantes, el Segura, de 325 km, que nace en Fuente Segura (Jaén) y el Júcar, de 498 km, que nace en Ojuelos de Valdeminguete, Cuenca. También destacan, aunque con una cuenca más reducida, el río Mijares, de 156 km, que nace en la sierra de Gúdar (Teruel) y el río Turia, de 280 km, que nace en la Muela de San Juan, en las sierras de Albarracín (Teruel) y que desemboca en Valencia. Excepto el Segura, que nace en las cordilleras Béticas, los demás ríos lo hacen en el sistema Ibérico.
Estos ríos tienen un caudal permanente, si bien son acusados los estiajes y muy temidas sus crecidas otoñales que causan inundaciones en sus llanuras aluviales (de norte a sur: la Plana, la Huerta, la Ribera y la Vega). Sufren un intensísimo aprovechamiento hídrico por medio de presas que derivan sus aguas para el consumo humano, industrial, turístico y sobre todo agrícola, y son la base de los prósperos regadíos valencianos.
Los ríos autóctonos se caracterizan por ser cortos, de cauce irregular y escaso, cuencas pequeñas y gran desnivel en su recorrido, al nacer en las sierras próximas a la costa. Suelen presentar grandes estiajes (el cauce queda completamente seco) y fuertes crecidas.
Al norte del golfo de Valencia están los ríos Cenia, limítrofe con Cataluña, el Cérvol y el Cervera, los cuales nacen en el sistema Ibérico y su caudal es escaso y aprovechado para el regadío. Por el centro de la llanura litoral del golfo de Valencia vierten sus aguas el Palancia, el Serpis, este último denominado también río de Alcoy, y los pequeños ríos Girona y Gorgos (o Jalón). Todos estos ríos, junto al río Turia y al Júcar, conforman la mayor llanura aluvial del territorio valenciano. El Júcar sirve de divisoria entre los sistemas Ibérico y Bético y cabe destacar algunos de sus afluentes como ríos autóctonos: el río Magro y el río Albaida con el Cáñoles y el Clariano. También son de importancia la rambla de la Viuda, afluente del Mijares, el barranco del Carraixet, la rambla del Poyo, barrancos paralelos al río Turia, y finalmente el río de Chelva o Tuéjar y la Rambla Castellarda que son afluentes del río Turia.
Al sur del macizo penibético los ríos son de caudal muy escaso, lecho habitualmente seco y presentan cauces amplios y pedregosos. Destacan el Algar, el Amadorio, el Monnegre, la rambla de las Ovejas, que desemboca en Alicante y el Vinalopó, con su afluente el Tarafa.
Un caso especial de río autóctono es el Bergantes, que nace cerca de la ciudad de Morella en la zona noroeste de la provincia de Castellón y desemboca en el Guadalope, que es un afluente del Ebro.
La rambla del Poyo o barranco del Poyo, también llamado barranco de Chiva, Torrente o Catarroja, es un torrente o curso de agua estacional situado en la provincia de Valencia, España. Su cuenca se encuentra entre la de los ríos Turia y Júcar y la del barranco de Picasent y tiene una extensión de 479 kilómetros cuadrados y una longitud de 43,5 km. Es una de las mayores manifestaciones de cuenca endorreica en la Comunidad Valenciana, pues sus aguas vierten a la Albufera de Valencia y no al mar Mediterráneo. El día 29 de octubre de 2024 se registraron en la cuenca del barranco del Poyo precipitaciones superiores a los 700 l/m² en 24 horas. La estación de medición de la Confederación Hidrográfica del Júcar situada en la localidad de Loriguilla llegó a registrar un caudal de 2283 m³/s de agua a las 18.55 horas. Ese caudal era cuatro veces el caudal normal del río Ebro, cuando habitualmente el caudal en ese punto suele ser nulo.
| Principales ríos de la Comunidad Valenciana  |               |              |                     |                      |
| Río                                          | Longitud (km) | Cuenca (km²) | Caudal medio (m³/s) | Caudal máximo (m³/s) |
| Júcar                                        | 498           | 21 578       | 49,22               | 16 000               |
| Segura                                       | 325           | 19 525       | 21,59               | 2000                 |
| Turia                                        | 280           | 6394         | 14,75               | 3700                 |
| Mijares                                      | 156           | 4028         | 9,06                | 3000                 |
| Vinalopó                                     | 81            | 1692         | 0,85                | -                    |
| Palancia                                     | 85            | 911          | 0,20                | 900                  |
| Serpis                                       | 75            | 753          | 2,59                | 770                  |
| Fuente: Confederación hidrográfica del Júcar |               |              |                     |                      |

### Flora
La Comunidad Valenciana forma parte biogeográficamente del Reino Holártico, y más concretamente de la región mediterránea. En la tabla siguiente puede observarse más detalladamente a qué subzonas biogeográficas pertenece concretamente cada área de la Comunidad Valencianaː
| Zonas biogeográficas de la Comunidad Valenciana |              |                         |                                |                     |        |                         |                                                    |
| Reino                                           | Región       | Subregión               | Subprovincia                   | Sector              | Sector | Sector                  | Sector                                             |
| Holártico                                       | Mediterránea | Mediterránea Occidental | Valenciano-Catalano-Provenzal  | Catalano-Valenciana | 1.1    | Valenciano-Tarraconense | Sectores biogeográficos de la Comunidad Valenciana |
| Holártico                                       | Mediterránea | Mediterránea Occidental | Valenciano-Catalano-Provenzal  | Catalano-Valenciana | 1.2    | Setabense               | Sectores biogeográficos de la Comunidad Valenciana |
| Holártico                                       | Mediterránea | Mediterránea Occidental | Castellano-Maestrazgo-Manchega | Castellana          | 2.2    | Manchego                | Sectores biogeográficos de la Comunidad Valenciana |
| Holártico                                       | Mediterránea | Mediterránea Occidental | Castellano-Maestrazgo-Manchega | Oroibérica          | 2.3    | Maestracense            | Sectores biogeográficos de la Comunidad Valenciana |
| Holártico                                       | Mediterránea | Mediterránea Occidental | Murciano-Almeriense            | Murciano-Almeriense | 3      | Alicantino-Murciano     | Sectores biogeográficos de la Comunidad Valenciana |
| Fuente: Rivas Martínez, et al (2002)            |              |                         |                                |                     |        |                         |                                                    |

Desde el punto de vista bioclimático la vegetación se dispone en estratos en función altitudinal, que se corresponden con los termoclimas o pisos bioclimáticos. En la Comunidad Valenciana están representados los pisos termomediterráneo, mesomediterráneo, supramediterráneo y oromediterráneo, mientras que la presencia de los pisos crioromediterráneo e inframediterráneo se presentan puntualmente.
De este modo, la vegetación típica de la Comunidad Valenciana es el bosque mediterráneo, caracterizado por vegetación de hoja perenne y xerófila, adaptada a lo largo del período estival de sequía. La especie climácica y dominante es la carrasca, si bien la especie más abundante es el pino carrasco. Otras especies que se encuentran en tierras valencianas son las encinas, los quejigos, y los alcornoques, estos últimos en zonas de sustrato ácido, así como también el olivo, el almendro, el algarrobo, el naranjo y el árbol del caqui como especies cultivadas. El sotobosque dominante está compuesto por especies leñosas de tipo espinoso y aromático, como el romero, el tomillo, la coscoja, el lentisco, el mirto, el hinojo, la aliaga y la jara. En torno a los cauces y a las zonas húmedas son abundantes los bosques de ribera y la vegetación palustre, formada por árboles como los álamos, los olmos y los chopos, y por especies herbáceas como las cañas, los carrizos y la mansiega, entre otras muchas especies.
Por lo general el bosque valenciano está muy alterado por la acción del hombre a lo largo de la historia, fundamentalmente por la urbanización, la agricultura y por los incendios forestales. La maquia, formación secundaria de carácter arbustivo, es la vegetación típica en las zonas de bosques degradados. Ante esta problemática se ha recurrido a la repoblación de extensas zonas con especies no climácicas como el pino, motivo por el cual en la actualidad es la especie más abundante en los bosques valencianos.

### Fauna

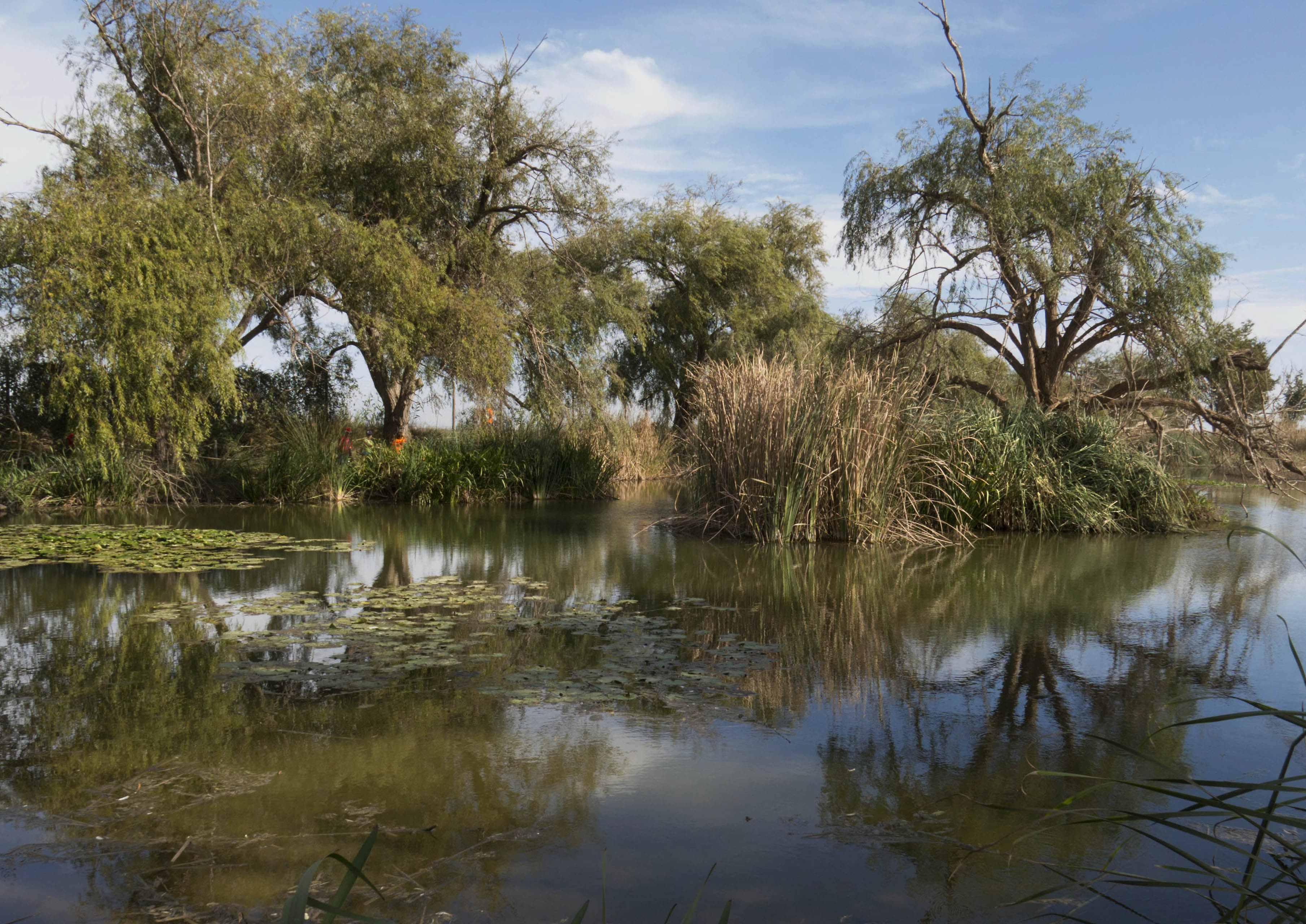
Laguna del Samaruc de Algemesí, declarada Área de Reserva del Samaruc

La fauna de la Comunidad Valenciana es el resultado de la diversidad de hábitats. Entre los peces de agua dulce destacan algunas especies como el fartet y el samarugo, por ser dos especies de peces endémicas de la Comunidad Valenciana, aunque también hay poblaciones de anguila, mújol, lubina, etc.

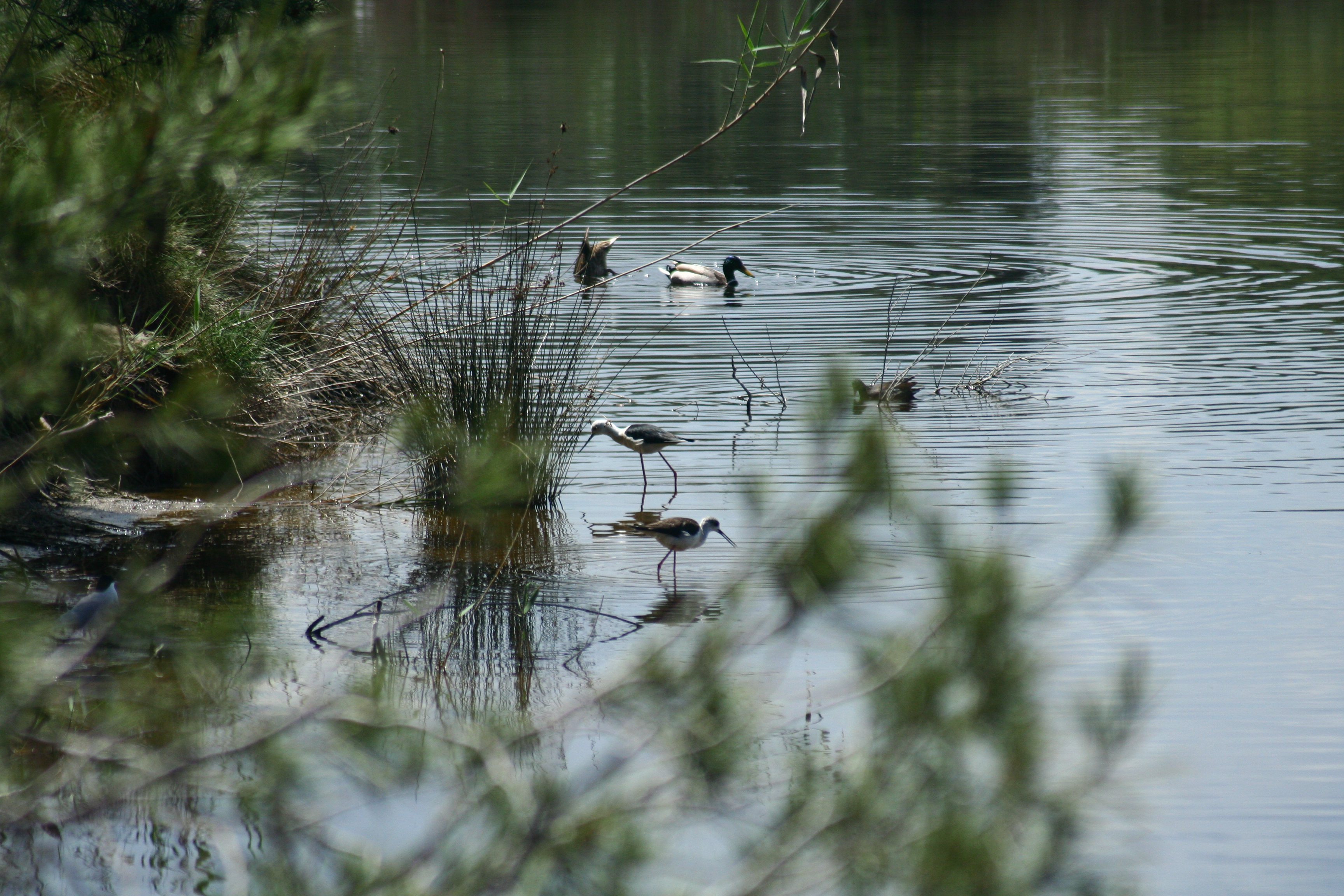
Cigüeñuelas y ánades reales en la Albufera de Valencia

Por lo que respecta a los anfibios en territorio valenciano habitan varias especies, como el sapo común, el sapo corredor, rana común, así como también el gallipato, entre otros. Los reptiles que se encuentran en la Comunidad Valenciana están representados por diversas especies como por ejemplo el lagarto ocelado, la lagartija colilarga, la culebra de escalera, la culebra bastarda, la víbora hocicuda, el galápago europeo.
Las especies más interesantes de la avifauna son sin duda las rapaces y las aves acuáticas. En la Comunidad Valenciana existen 22 especies de rapaces diurnas y 7 de nocturnas, de las cuales destacan por su vulnerabilidad el cernícalo primilla, el águila perdicera y la pescadora, el aguilucho lagunero y el cenizo, el alimoche, el milano negro, el halcón peregrino y el de Eleonor. Por lo que respecta a las aves acuáticas en la Comunidad Valenciana existe una gran variedad de las anátidas, como el pato colorado, la cuchara común, o el ánade azulón. También son destacables las colonias de garzas (garcilla bueyera, garcilla cangrejera, garza real), así como también es reseñable la presencia de especies como el charrán común, el charrán patinegro, la cigüeñuela común, la cerceta pardilla o diversas especies de gaviota. Otras aves y pájaros típicos de la Comunidad Valenciana son el arrendajo, el trepador azul, el petirrojo, el torcecuello, el pinzón, etc.
La mastofauna está representada, fundamentalmente, por especies de roedores, como la rata parda, la rata de agua, el ratón de campo o el ratón moruno, así como también por especies de mayor tamaño como el jabalí, la cabra montesa, el muflón, el zorro, la garduña, la jineta y el tejón. Además de esto, hay que mencionar que en la Comunidad Valenciana hay una gran variedad de especies de murciélagos, algunas de ellas de gran importancia y en grave peligro de extinción, como el murciélago de cueva, el murciélago rabudo, etc.

### Espacios naturales

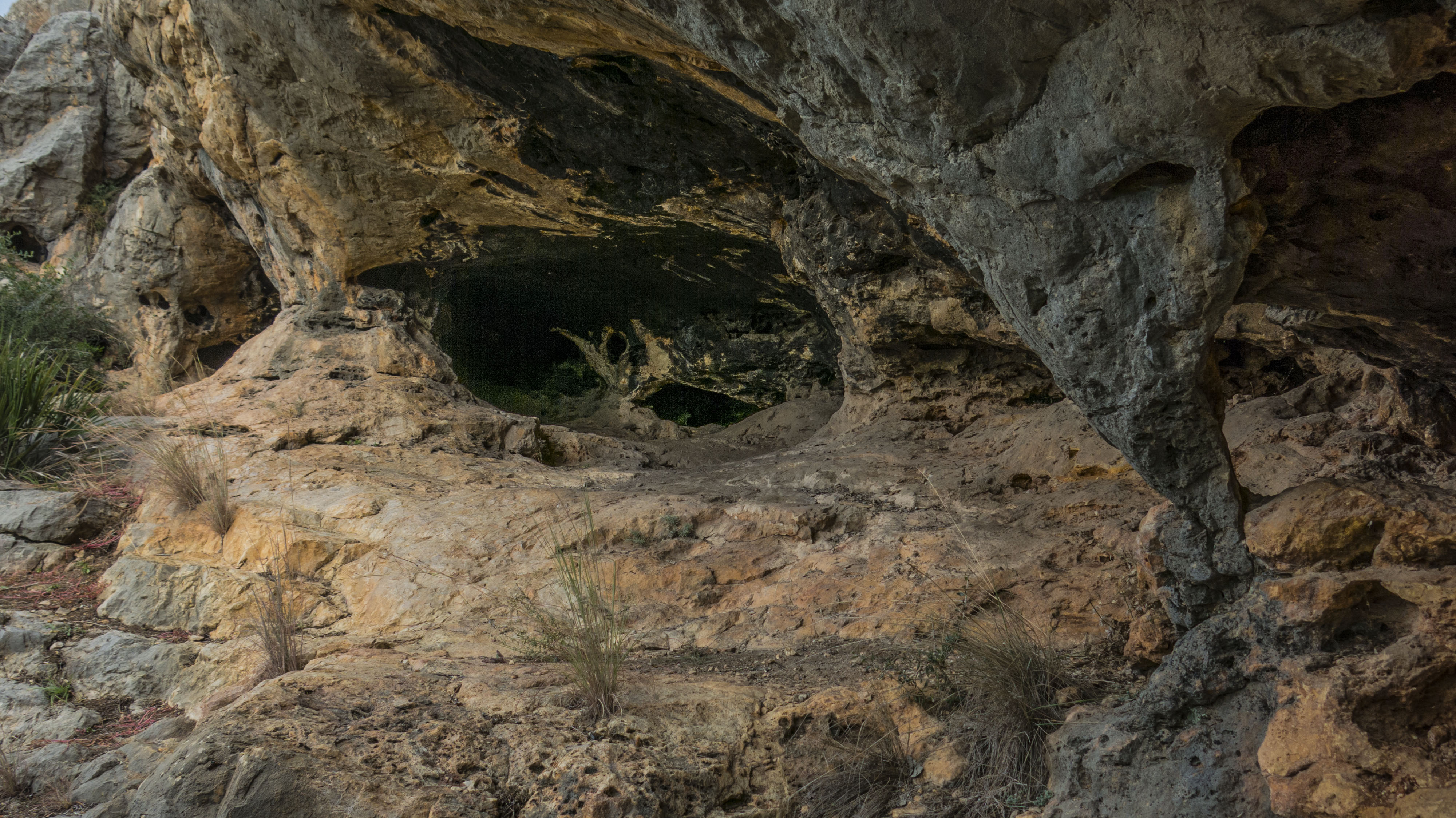
Paraje natural de las Cuevas del Truig

La Generalidad Valenciana, con la ley 11/94 del 27 de diciembre sobre Espacios Naturales Protegidos de la Comunidad Valenciana establece diferentes clases de espacios naturales, con diferentes niveles de protección. De este modo, los espacios naturales que existen en la Comunidad Valenciana son los parques naturales, los parajes naturales municipales, las reservas naturales, los monumentos naturales, los paisajes protegidos, las zonas húmedas y las microreservas de flora. Aparte de estas figuras de protección, desde las instituciones valencianas se pueden proponer a otros estamentos estatales o internacionales, como el Ministerio de Medio Ambiente, UE o UNESCO, la protección de los parajes con otras figuras legales como los lugares de importancia comunitaria, las zonas de especial protección para las aves, los parques nacionales, las reservas de la biosfera, etc.
Aunque ningún espacio protegido de la Comunidad Valenciana tiene el rango de parque nacional existen multitud de zonas de elevado valor ecológico. De este modo, aquellos espacios que tienen un mayor nivel de protección en la Comunidad Valenciana son los parques naturales, los cuales son las áreas que por la representatividad de sus ecosistemas o la singularidad de su flora, su fauna, de sus formaciones geomorfológicas, o bien por la belleza de sus paisajes, poseen unos valores ecológicos, educativos, culturales o estéticos, que merecen su conservación y una atención preferente por parte de la Generalidad Valenciana, la cual es la encargada de protegerlos.
| Parques y reservas naturales de la Comunidad Valenciana             |                                 |           |                 |      |
| Parque natural                                                      | Parque natural                  | Provincia | Superficie (ha) | Mapa |
| 1                                                                   | Carrascal de la Fuente Roja     | Alicante  | 2450            |      |
| 2                                                                   | El Hondo                        | Alicante  | 2495            |      |
| 3                                                                   | Salinas de Santa Pola           | Alicante  | 2574            |      |
| 4                                                                   | Lagunas de la Mata y Torrevieja | Alicante  | 3743            |      |
| 5                                                                   | Macizo del Montgó               | Alicante  | 2092            |      |
| 6                                                                   | Sierra Helada                   | Alicante  | 5655            |      |
| 7                                                                   | Peñón de Ifach                  | Alicante  | 47              |      |
| 8                                                                   | Sierra de Mariola               | Alicante  | 17 257          |      |
| 8                                                                   | Sierra de Mariola               | Valencia  | 17 257          |      |
| 9                                                                   | Marjal de Pego-Oliva            | Alicante  | 1250            |      |
| 9                                                                   | Marjal de Pego-Oliva            | Valencia  | 1250            |      |
| 10                                                                  | Albufera de Valencia            | Valencia  | 21 120          |      |
| 11                                                                  | Bosque rupícola del Turia       | Valencia  | 4480            |      |
| 12                                                                  | Hoces del Cabriel               | Valencia  | 31 446          |      |
| 13                                                                  | Chera-Sot de Chera              | Valencia  | 6451            |      |
| 14                                                                  | Puebla de San Miguel            | Valencia  | 6300            |      |
| 15                                                                  | Sierra Calderona                | Valencia  | 17 772          |      |
| 15                                                                  | Sierra Calderona                | Castellón | 17 772          |      |
| 16                                                                  | Sierra de Espadán               | Castellón | 31 182          |      |
| 17                                                                  | Desierto de las Palmas          | Castellón | 3293            |      |
| 18                                                                  | Prado de Cabanes-Torreblanca    | Castellón | 865             |      |
| 19                                                                  | Islas Columbretes               | Castellón | 19              |      |
| 20                                                                  | Sierra de Irta                  | Castellón | 7744            |      |
| 21                                                                  | Tenencia de Benifasar           | Castellón | 4965            |      |
| 22                                                                  | Peñagolosa                      | Castellón | 1094            |      |
| Fuente: Consejería de Infraestructuras, Territorio y Medio Ambiente |                                 |           |                 |      |

## Historia

### Prehistoria y Antigüedad

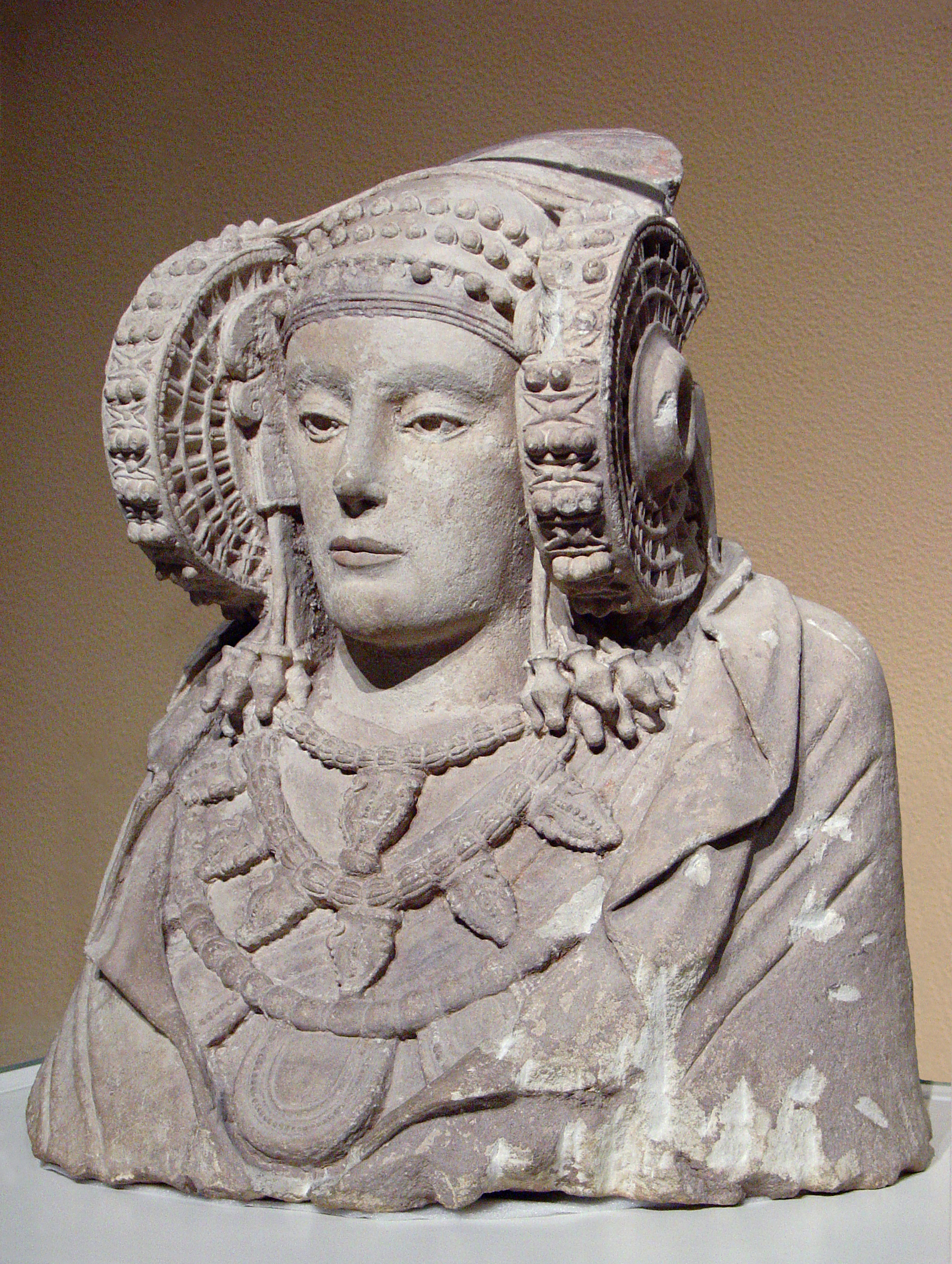
La Dama de Elche, escultura íbera

Los primeros vestigios de poblamiento humano encontrados en la actual Comunidad Valenciana datan de hace 250 000 años (finales del Paleolítico Inferior). Los más antiguos encontrados hasta ahora son los del yacimiento de Bolomor (Tabernes de Valldigna, Valencia). En el Paleolítico Medio (del 100 000 al 35 000 a. C.), el número de yacimientos aumenta a lo largo de la región, como el de El Salt (Alcoy) datado de entre el 60 000 y el 30 000 a. C., donde se han recuperado restos del hombre de Neandertal. El Paleolítico Superior y el Mesolítico están bien representados en la región, pudiéndose citar las cuevas de Parpalló y Malladetes en Gandía para el primer periodo y la Cueva de la Cocina (en el macizo del Caroig, suroeste de la provincia de Valencia) para el segundo. El Neolítico llegó a las tierras de la actual Comunidad Valenciana hacia el 5000 a. C. con la aparición de la agricultura y la ganadería, lo que supuso una transformación en la ocupación y la explotación del territorio. Hacia el 2500 a. C. se inicia la metalurgia en la región, que muestra influencias y contactos del sudeste peninsular. El tamaño y la ubicación de los poblados, ahora en las laderas de las montañas, refleja una progresiva complejidad social. Del 1000 a. C., en la Edad de Bronce tardía, data el poblado del Cabezo Redondo, cuyos habitantes acumularon el llamado tesoro de Villena, que representa el mayor conjunto de orfebrería de la prehistoria de la península ibérica.
En la época antigua, la región estaba habitada por los íberos, el pueblo autóctono prerromano de la Comunidad Valenciana, el cual se dividía a su vez en diversos grupos: en la zona sur los contestanos, en el centro los edetanos, y en el norte los ilercavones. Los íberos mantuvieron relaciones comerciales marítimas con fenicios, griegos y cartagineses. Uno de los hechos más conocidos y estudiados de esta época es el asedio a Arse (actual Sagunto) por parte del cartaginés Aníbal, desencadenante de la segunda guerra púnica, que decide así el destino del Mediterráneo. Tras la victoria romana en la segunda guerra púnica (202 a. C.), todo el litoral valenciano acabó sometido a la autoridad de Roma. Durante los siete siglos de dominio romano, los íberos se fueron integrando paulatinamente en la nueva organización política, económica y social y adquiriendo el latín como lengua.
En época antigua, los griegos llegaron a la península ibérica, y establecieron varias colonias; entre las más importantes de la comunidad está Hemeroskopeion (situada cerca del Cap Roig), donde se han encontrado varias calzadas y restos de monumentos.

### Edad Media

El Imperio bizantino durante el reinado de Justiniano I

#### Época visigoda y bizantina
El paso de los bizantinos y visigodos duró desde principios del siglo VI hasta principios del VIII, tiempo en el que la mayor parte del territorio estuvo sujeto al reino visigodo de Toledo, siempre envuelto en conflictos dinásticos y políticos, mientras que áreas del centro y sur estaban bajo dominación del Imperio bizantino (antiguo Imperio romano de Oriente), integradas en la Provincia de Spania, hasta su expulsión definitiva de la península en el 620. Parece también probable la existencia desde inicios del siglo VIII (año 713) de un Reino de Tudmir. No obstante, apenas existen pruebas arqueológicas de la presencia visigoda y bizantina.

#### Ocupación musulmana
Las fuerzas del Califato omeya ingresaron a España en el año 711 y derrotaron rápidamente a los visigodos en la batalla de Guadalete. Abd al-Aziz, hijo del líder de las fuerzas omeyas, llegó a un acuerdo con Teodomiro, un conde visigodo establecido en Orihuela, en el cual se reconocía su señorío sobre la zona a cambio de aceptar la soberanía de los Omeyas y pagar tributos. Este territorio se convirtió en una región autónoma cristiana dentro de Al-Ándalus, que abarcaba la provincia de Alicante y partes de las provincias de Valencia, Murcia y Albacete. Sin embargo, en el año 779, la ciudad de Valencia se rebeló y fue destruida por Abderramán I. A partir de entonces, la llegada de nuevos pobladores árabes y bereberes permitió un mayor control del territorio por parte del Emirato de Córdoba. A pesar de ello, hasta el siglo X (con las islamizaciones de Abderramán III), la población valenciana continuó siendo mayoritariamente cristiana.

Los reinos de taifas en el 1037

Tras la muerte de Almanzor en el 1030, el Califato de Córdoba se descompuso y Al-Ándalus se dividió en una treintena de estados independientes, los primeros reinos de taifas. En la Comunidad Valenciana surgieron la Taifa de Denia, la Taifa de Valencia y la Taifa de Alpuente.
En el 1065, Fernando I de Castilla atacó la ciudad de Valencia, pero se retiró sin haber conseguido conquistarla. La Taifa de Valencia fue incorporada seguidamente por la de Toledo, hasta que con ayuda castellana recuperó la independencia en 1076. En 1085, tras la conquista de Toledo por los cristianos y la muerte del rey de la Taifa de Valencia, fue elevado al trono de esta taifa Al-Qádir, el antiguo rey de la Taifa de Toledo, con la ayuda militar de Alfonso VI de Castilla.

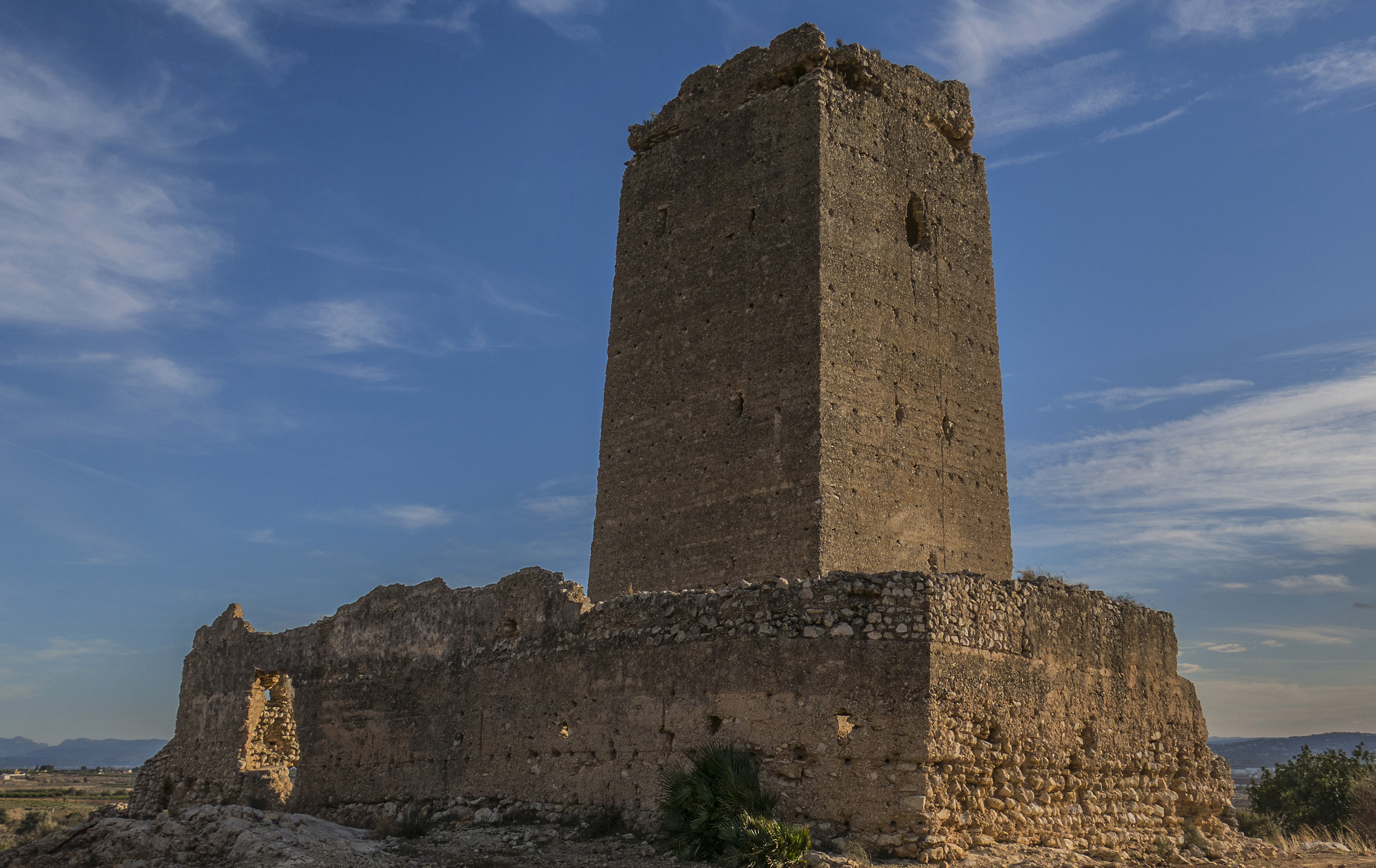
Castillo de Aledua con los restos de la muralla

En esta situación confusa, Rodrigo Díaz de Vivar (apodado el Cid Campeador), un luchador mercenario castellano desterrado por el rey Alfonso VI de Castilla, hizo tributarias a las taifas de Albarracín y Alpuente, y se dedicó a proteger a Al-Qádir (aliado de los cristianos) de los ataques de la Taifa de Zaragoza y de las revueltas populares. Sin embargo, tras una revuelta proalmorávide en Valencia, Al-Qádir fue asesinado, lo que llevó al Cid a conquistar la ciudad en junio de 1094. Tras su muerte en 1099, los almorávides tomaron el control de toda la Comunidad en el 1102, a pesar de la resistencia ofrecida por los lugareños cristianos establecidos con la ayuda de la Corona de Aragón y del ejército del Cid. A mediados del XII, fueron desplazados por los almohades.
Desde el punto de vista económico, las tierras de la región valenciana fueron hasta el siglo XI rurales, sin centros urbanos importantes. Fue a partir del califato y, sobre todo, de los primeros reinos de taifas, cuando aparecieron los sistemas de regadío de la región, como la Huerta de Valencia, la Vega Baja del Segura o las huertas de Elche y Alicante. La demanda de productos de lujo por la clase dominante en los reinos de taifas impulsó la actividad artesanal y el comercio. En Játiva fue donde se estableció la primera fábrica de papel de todo Occidente.

#### Reconquista cristiana

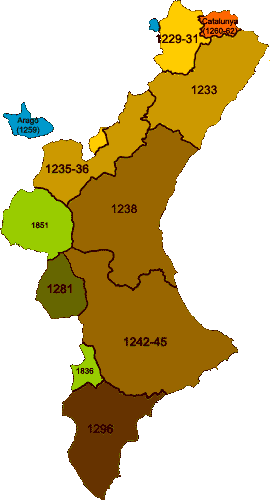
Fases de reconquista o incorporación de los territorios

Entre 1232 y 1245 el rey de Aragón Jaime I el Conquistador conquistó los reinos taifa de Balansiya y Denia y estructuró el nuevo territorio como un reino autónomo dentro de la Corona de Aragón (el reino de Valencia). En 1238, la ciudad de Valencia fue conquistada por Jaime I con ayuda de tropas de la orden de Calatrava. Se realizó el reparto de las tierras como queda testimoniado en el Llibre del Repartiment. En 1251 se crearon los Fueros de Valencia (els Furs) que años después se hicieron extensivos al resto del Reino de Valencia. Las partes central y sur de la provincia de Alicante, que fueron conquistadas por la Corona de Castilla en 1244-1248, pasaron definitivamente a formar parte del Reino de Valencia en 1304 por la sentencia arbitral de Torrellas, tras haberse incumplido el consensuado Tratado de Almizra, según el cual al sur de la línea Biar-Busot quedaba todo para la Corona de Castilla. Así, el reino de Valencia, en época foral, lo conformaban dos gobernaciones: la de Valencia y la Ultra Saxonam («tras Jijona», con estatus foral diferenciado, capital en Orihuela y, más adelante, Alicante), esta última formada por los territorios cedidos por Castilla en 1304. A su vez, la gobernación de Valencia se dividía administrativamente en tres lugartenencias: de Valencia, Dellà Uixò (con capital en Castellón) y Dellà Xúquer («tras el Júcar», en Játiva).
Con los Fueros de Valencia, el recién fundado reino tuvo una serie de instituciones políticas propias, la Diputación General del Reino de Valencia, si bien bajo dominio real de la Corona de Aragón. En cuanto a la población, aunque permaneció la población mudéjar, inicialmente mayoritaria, se hicieron repoblaciones cristianas de origen principalmente catalán y aragonés. El proceso de poblamiento del Reino de Valencia fue un proceso largo que no acabará hasta el siglo XVII, tras la expulsión de los moriscos y que involucraría a gentes de origen diverso (catalanes, aragoneses, navarros, occitanos...). La inmigración a tierras valencianas a lo largo de la Edad Media ha sido un tema que ha suscitado, y sigue suscitando polémica entre los investigadores, según algunos autores predominaba la de origen catalán, que inicialmente contó con 1018 casas por 597 de los aragoneses, mientras que otros autores consideran el elemento aragonés predominante, teniendo 1832 casas los aragoneses frente a las 993 de catalanes.
La expansión mediterránea de la Corona de Aragón en el siglo XV originó un periodo de prestigio económico, social, y cultural denominado siglo de oro valenciano, que culminó en 1479 con la unión con Castilla bajo el reinado de los Reyes Católicos.

### Edad Moderna

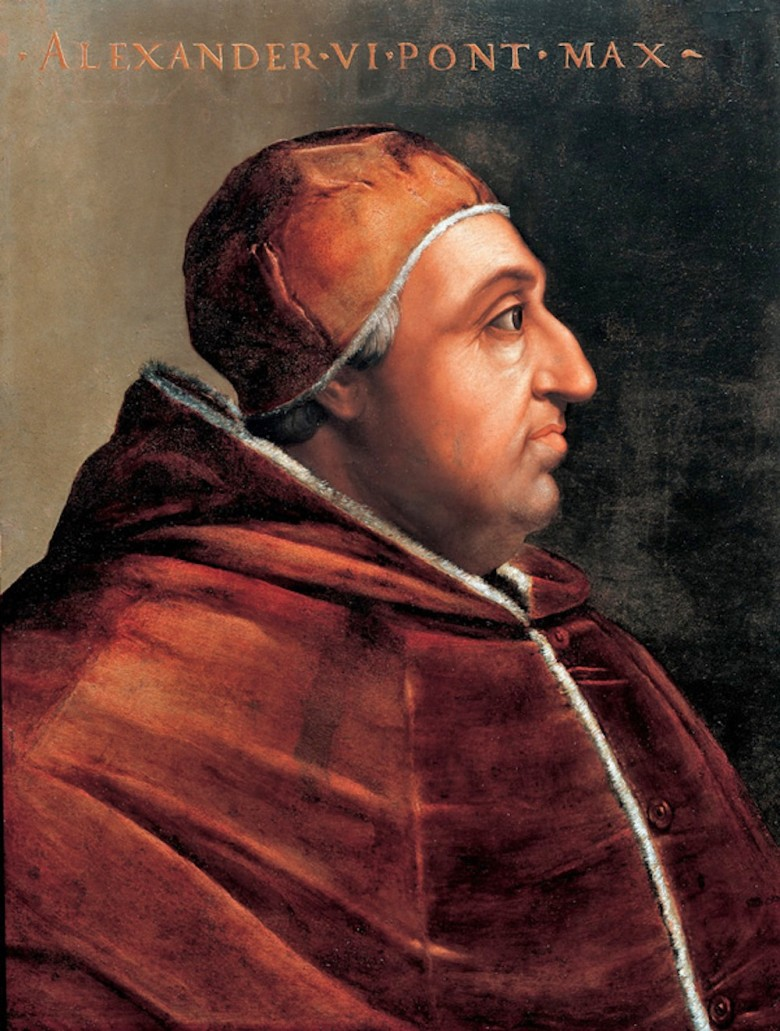
Alejandro VI, papa de la Iglesia católica de la Casa de Borja

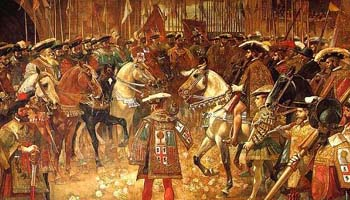
La paz de las Germanías, por Marcelino de Unceta

La llegada al poder de Carlos I de España en 1518 dio lugar a importantes conflictos sociales como las revueltas de las Germanías de los gremios y agricultores valencianos contra diversos virreyes y lugartenientes. Por su parte, el descubrimiento de América originó un desplazamiento del comercio mundial hacia el Atlántico y provocó una disminución del peso relativo del reino, mientras que los ataques de los piratas berberiscos amenazaban continuamente la costa. La expulsión de los moriscos (1609) afectó especialmente al reino, que vio perder a la tercera parte de su población.
A partir de 1680 tuvo lugar una revitalización de la economía valenciana. Sin embargo, fue parada por la guerra de sucesión española que enfrentó a Felipe V de Borbón, ascendido al trono en 1701, con el archiduque Carlos de Austria, pretendiente también al trono español y cuyos partidarios se alzaron a su favor en 1705. El Reino de Valencia se pronunció mayoritariamente (salvo excepciones como Alicante, Jijona, Bañeres y la todavía castellana Villena) a favor del pretendiente austriaco, por lo que la región fue escenario de numerosas operaciones militares: finalmente, tras la batalla de Almansa librada en 1707, Felipe V hizo efectivo su reinado sobre la región valenciana y favoreció a las ciudades y grupos sociales que se habían mantenido fieles. Siguiendo el modelo absolutista francés de Luis XIV, Felipe V desmanteló las estructuras del Reino de Valencia mediante los Decretos de Nueva Planta y las integró en un mismo modelo con las del reino de Castilla como, posteriormente, se realizó con las de los demás reinos de la Corona de Aragón. Las reformas borbónicas dividieron también el antiguo Reino de Valencia en trece gobernaciones o corregimientos: Morella, Peñíscola, Castellón, Valencia, Alcira, Cofrentes, Játiva, Montesa, Denia, Alcoy, Jijona, Alicante y Orihuela.
Tras los Decretos de Nueva Planta en 1707, se derogaron los fueros y las instituciones del reino y se creó una nueva organización administrativa, basada en la que existía en la Corona de Castilla. Posteriormente, durante el siglo XVIII la región mantuvo un crecimiento económico modesto pero constante, principalmente agrícola, se extendió la superficie de regadío (mediante la canalización de las aguas fluviales y la desecación de zonas pantanosas), se roturaron zonas improductivas y se abancalaron las laderas de las montañas.

### Edad Contemporánea

#### SiglosXIXyXX

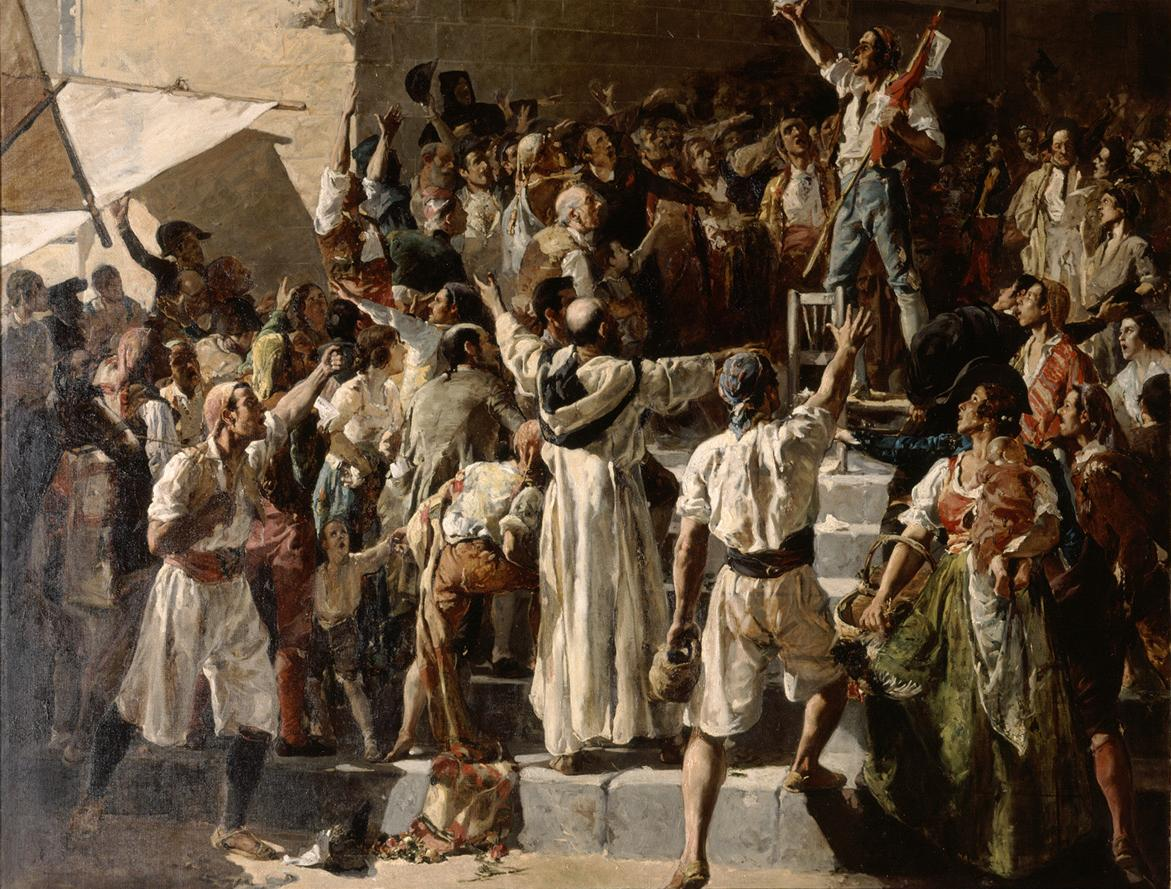
El Crit del Palleter, episodio de la Primera batalla de Valencia de la guerra de la Independencia española contra Napoleón Bonaparte. Pintura de Joaquín Sorolla

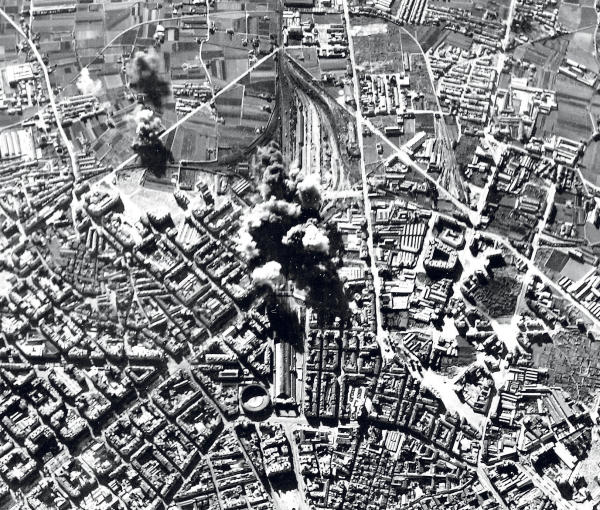
Bombardeo sobre la estación del Norte y el barrio de Ruzafa en Valencia. Durante la campaña de levante los bombardeos contra Valencia aumentaron considerablemente

La guerra de Independencia española frente a los invasores franceses (1808-1814) fue dañina para la economía valenciana, aunque menos que en otras regiones de España. Durante la primera guerra carlista, la provincia de Castellón (descontando la capital), especialmente el Maestrazgo y la localidad de Morella, fue uno de los principales baluartes de los guerrilleros carlistas, coordinados por el general Cabrera.
En 1833, con la nueva organización territorial liberal, la región valenciana fue dividida administrativamente en las provincias actuales de provincia de Alicante, Valencia y Castellón, que, salvo excepciones (incorporación en 1836 del condado de Villena y Sax, y en 1851 de Requena-Utiel), conservaron los límites del histórico reino de Valencia. Durante el siglo XIX, se siguió ampliando las superficies agrícolas, en principio relacionadas con el cultivo de la viña, el arroz, las naranjas, y el almendro. La Revolución Industrial, como en la mayor parte de España, fue incompleta y retrasada, pero el establecimiento de Sagunto como gran centro portuario-siderúrgico, las industrias textiles de Alcoy y la aparición de pequeñas empresas a lo largo de la Comunidad permitieron un despegue industrial a partir de finales del siglo XIX.
Patricio de la Escosura promulgó un decreto el 29 de septiembre de 1847, suspendido más tarde, por el que se establecía el Gobierno General de Valencia y Murcia (con capital en Valencia y abarcando las provincias de Valencia, Murcia, Alicante, Albacete y Castellón) como figura administrativa regional.
Tras el efímero precedente de cantonalismo valenciano durante la Primera República (1873-1874), Francisco Silvela, mediante una Real Orden de 20 de julio de 1891 y un Proyecto de Ley en la misma fecha (que finalmente no tuvieron consecuencias) dio cuenta de la intención de organizar el gobierno de la península, Canarias y Baleares en trece regiones, entre las que se encontraba la Región de Valencia (capital Valencia, incluyendo también a Albacete, Alicante, Castellón y Murcia). A principios del siglo XX algunos sectores sociales empezaron a solicitar una cierta autonomía política para la región valenciana, como por ejemplo con el proyecto de Mancomunidad Valenciana de 1919. Asimismo, durante la Segunda República (1931-1939), se redactaron diversas propuestas para un Estatuto de Autonomía propio, pero ninguna llegó a aprobarse mediante votación. Entre 1936 y 1937 hizo aparición como ente administrativo el llamado Comité Ejecutivo Popular de Valencia.
Sin embargo, el proyecto de estatuto de Esquerra Valenciana sí que fue aplicado por decreto en el contexto revolucionario de 1937, por lo cual no se consideró como refrendado de cara al acceso a la autonomía y la Comunidad Valenciana no se reconoció como nacionalidad histórica; una de las reivindicaciones históricas del nacionalismo valenciano ha sido este reconocimiento[cita requerida] que, tras la reforma del 2006, ya queda recogido en el estatuto de autonomía.
Durante el tardofranquismo surgió un nuevo sector económico que superó al sector agrícola en cuanto a nivel de ingresos, el turismo, mientras que la industria se desarrollaba de forma considerable, principalmente a través de pequeñas y medianas empresas. Era la época del milagro económico español (1959-1973).

#### Transición y etapa autonómica

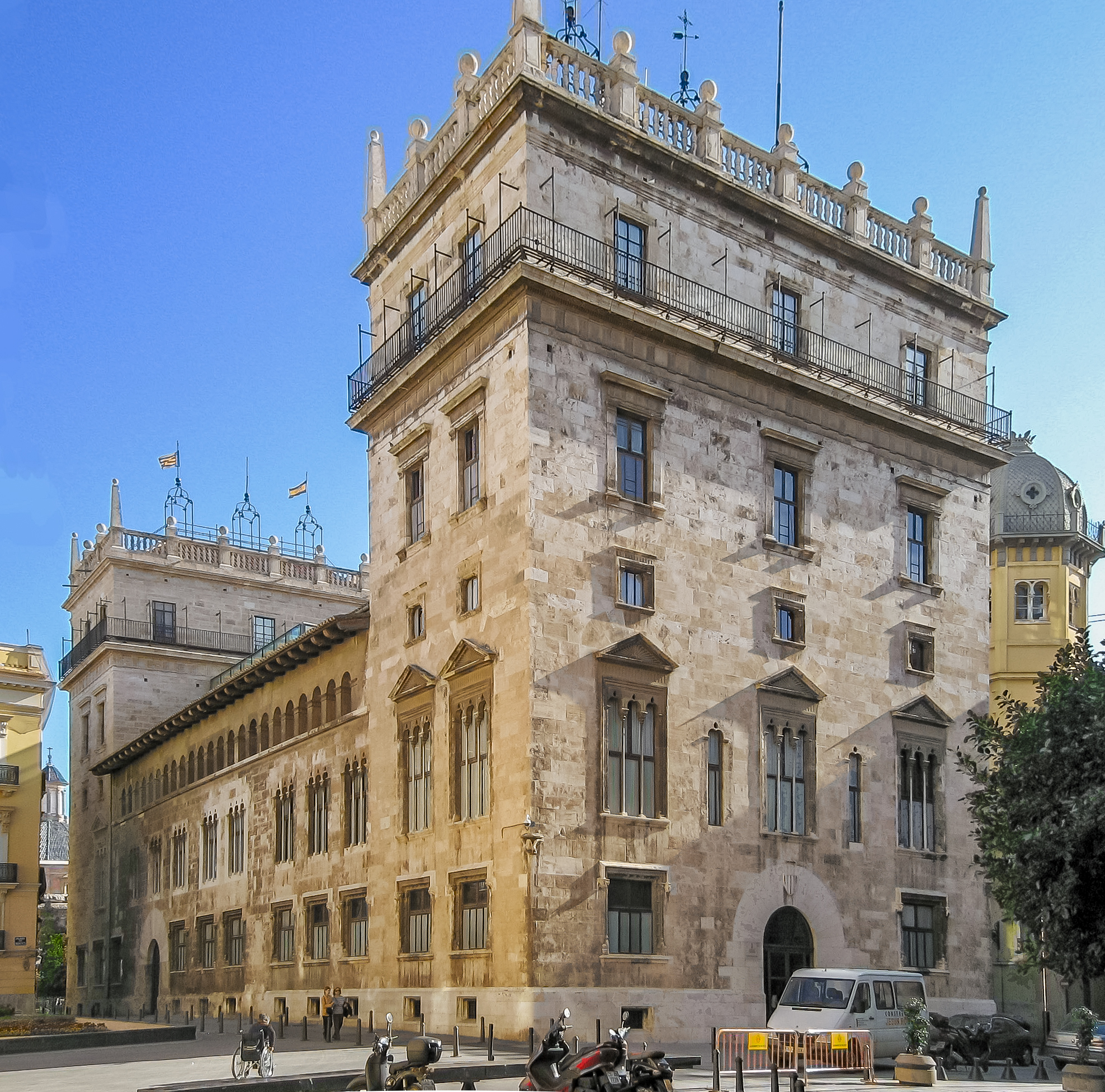
Palacio de la Generalidad, icono del autogobierno valenciano

Con la Transición, las provincias de Castellón, Valencia y Alicante se convertirían en graneros del voto socialista hasta los años 1990. Tras el establecimiento en la Constitución española de 1978 del Estado de las Autonomías, se aprobó un Estatuto de Autonomía para la Comunidad Valenciana en 1982, con un gobierno regional, la Generalidad, que asegura una administración propia en aspectos como la Sanidad o la Educación.
Aunque su Estatuto de Autonomía se promulgó mediante el artículo 143 de la Constitución española, posteriormente se aprobó en 1982 una ley que lo equiparaba competencialmente a las denominadas nacionalidades históricas (Ley Orgánica 12/1982, de 10 de agosto, de Transferencias a la Comunidad Valenciana de Competencias en Materia de Titularidad Estatal, cuyo acrónimo es «LOTRAVA»). Posteriormente, el Estatuto de Autonomía valenciano sufrió dos reformas, una en 1992 para incluir todas las competencias adquiridas por la LOTRAVA, y otra en 2006, de mayor calado, con competencias nuevas, y en la que se declara la Comunidad Valenciana como nacionalidad histórica en el primer artículo, siguiendo a otras comunidades que lo habían hecho con anterioridad.
La Generalidad Valenciana estuvo presidida entre 1982 y 1995 por Joan Lerma, del PSPV-PSOE, y tras este por Eduardo Zaplana (1995-2002), José Luis Olivas (2002-2003), Francisco Camps (2003-2011) y Alberto Fabra (2011-2015) del Partido Popular. Las elecciones a las Cortes Valencianas de 2011 volvieron a revalidar la mayoría absoluta del PP y permitieron a Francisco Camps volver a formar gobierno, aunque tuvo que dimitir poco tiempo después, tras lo cual las cortes autonómicas designaron a Alberto Fabra como sucesor. Durante ocho años, entre 2015 y 2023, la Comunidad Valenciana estuvo gobernada por una coalición entre Compromís y PSPV-PSOE en su primera legislatura, y por un tripartito entre PSPV-PSOE, Compromís y Podemos en su segunda, con Ximo Puig como presidente. Desde las elecciones de 2023, el presidente es Carlos Mazón.
Desde la restauración de la democracia, la economía y la demografía valencianas han crecido a un ritmo mayor que el nacional. Constituye en 2021 el 10,65 % de la población española (la cuarta región del país por población) y es en 2017 la segunda comunidad autónoma que más productos exporta al extranjero, contando con uno de los puertos más importantes de Europa.

### Linajes
Con la conquista cristiana del siglo XIII, se produjo el asentamiento en el nuevo reino de numerosos linajes nobiliarios, sobre todo procedentes de otros lugares de la Corona de Aragón que tenían raíces en el territorio, deviniendo linajes valencianos nobles. Acto seguido se muestran algunos de los más destacados en el ámbito histórico, con miembros importantes en algunos casos:
| - Linaje de los Arenós - Linaje de los Bertrán de Lis - Linaje de los Beneyto - Linaje de los Boïl - Ramon de Boïl i Dies - Pere de Boïl i Castellar - Jofré de Boïl i Codinats - Pere de Boïl i d'Aragó - Felip de Boïl i de la Scala - Ramon de Boïl i Montagut - Felip de Boïl i Soler - Linaje de los Borja (Familia Borja) - Roderic de Borja i de Castre-Pinós - Carles de Borja-Centelles i Ponce de León - Francisco de Borja - Joan de Borja i d'Armendia - Pedro Luis de Borja - Juan de Borja - Joan de Borja i de Castro - Joan de Borja i Enríquez - Carles de Borja-Aragó i Castro - Francesc Tomàs de Borja-Aragó i Centelles - Carles Francesc de Borja-Aragó-Centelles i Fernández de Velasco - Francesc Pasqual Dídac de Borja-Aragó-Centelles i Doria - Francesc Carles de Borja-Aragó-Centelles i Doria - Linaje de los Carrós - Berenguer Carròs - Francesc Carròs i de Cruïlles - Linaje de los Castellví - Pere de Castellví - Francisco de Castellví - Agustí de Castellví i de Llança - Julià de Castellví i Lladró - Josep de Castellví i d'Alagó - Ricardo Castellví de Ibarrola - Linaje de los Catalán de Valeriola - Bernardo Catalá de Valeriola - Josefa Dominga Catalá de Valeriola - Linaje de los Centellas | - Linaje de los Corella - Linaje de los Escrivá - Jaume Escrivà - Línea de Escrivà de Romaní - Gaspar Escrivà de Romaní - Línea de Escrivá de Híjar - Onofre Vicente Escrivá de Híjar - Baltasar Escrivá de Híjar - Linaje de los Lladró - Linaje de los Maça - Linaje de los Mercader - Berenguer Mercader i Miró - Gaspar Mercader - Linaje el Milá - Luis de Milá y de Borja - Linaje de los Montpalau - Joan de Montpalau - Baltasar de Montpalau - Linaje de los Monsoriu - Francisca Felipa de Montsoriu - Linaje de los Pardo de la Casta - Linaje de los Pròixida - Linaje de los Roís de Corella - Joan Roís de Corella - Eximèn Peres Roís de Corella i de Santacoloma - Joan Roís de Corella i Llançol de Romaní - Linaje de los Sabata de Calatayud - Lluís Peres Sabata de Calataiud i de Pallars - Linaje de los Safortesa - Linaje de los Vallterra - Ènnec de Vallterra - Linaje de los Vich - Jerónimo Vich y Valterra - Juan Vich y Manrique de Lara - Linaje de los Jérica |

## Gobierno y política

### Administración estatal

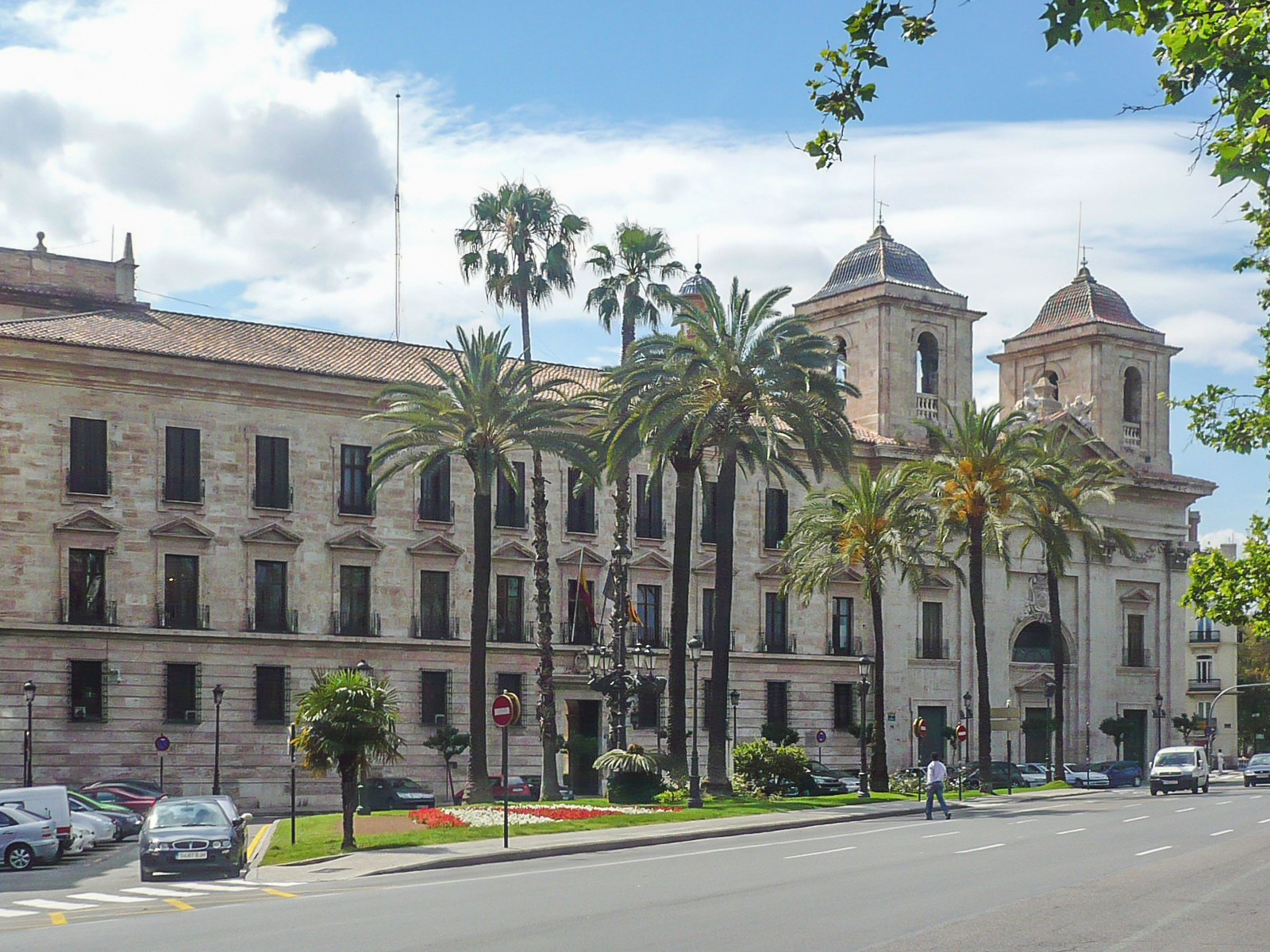
Palacio del Temple, sede de la Delegación del Gobierno

La Administración General del Estado es una de las Administraciones Públicas de España, caracterizada por su competencia sobre todo el territorio nacional, en contraposición a las Administraciones autonómicas y locales. Su régimen general se recoge en el artículo 103 de la Constitución española de 1978 y en la Ley 6/1997, de 14 de abril de 1997, de Organización y Funcionamiento de la Administración General del Estado (LOFAGE), la cual establece que la Administración General del Estado, bajo la dirección del Gobierno y con sometimiento pleno a la Ley y al Derecho, sirve con objetividad los intereses generales y desarrolla funciones ejecutivas de carácter administrativo. La Administración del Estado en la Comunidad Valenciana está coordinada por el delegado del Gobierno, a nivel autonómico, y los Subdelegados de Gobierno, a nivel provincial, que son designados por decreto por el Gobierno de España. En la actualidad Pilar Bernabé García ostenta el cargo de delegada del Gobierno en la Comunidad Valenciana, mientras que Alberto Martínez Díaz es el subdelegado del Gobierno en Alicante, David Barelles Adsuara lo es en Castellón, y Luis Santamaría Ruiz lo es en Valencia.

### Administración autonómica
La Generalidad Valenciana es el conjunto de instituciones de autogobierno de la Comunidad Valenciana. El nombre oficial que tiene desde la última redacción del Estatuto de Autonomía en el año 2006 es simplemente Generalitat, que sustituye la doble denominación anterior, Generalidad Valenciana y Generalitat Valenciana, aunque ambos términos se siguen empleando en el ámbito social para distinguirla de la Generalidad de Cataluña.
Las Cortes Valencianas, con sede en el Palacio de los Borja de la ciudad de Valencia, son un parlamento unicameral en el que se representa al pueblo valenciano mediante 99 diputados elegidos para un periodo de cuatro años por sufragio universal, libre, igual, directo y secreto. Las Cortes ejercen la potestad legislativa de la Generalidad Valenciana, aprueban los presupuestos de la Generalidad y controlan e impulsan la acción política y de Gobierno. También se encargan de designar seis senadores, los cuales deben tener una representación proporcional con cada grupo parlamentario de las Cortes; esto supone una elección de representantes del pueblo indirecta o de segundo grado. En las elecciones a las Cortes celebradas el 28 de mayo de 2023 el Partido Popular ganó las elecciones al conseguir 40 escaños, frente los 31 del PSPV-PSOE, los 15 de Compromís, los 13 de Vox (partido con el que, en la actualidad, gobierna el PP) y dejar fuera a Podemos tras no superar la barrera del 5 % de votos necesarios para conseguir representación parlamentaria.
El poder ejecutivo de la Generalidad Valenciana recae en el Consejo de la Generalidad Valenciana, el cual está formado por un presidente (el cual es a su vez el presidente de la Generalidad), un vicepresidente o vicepresidentes, en su caso, y los consejeros. El presidente es elegido por las Cortes Valencianas, actualmente ostenta este cargo Carlos Mazón. A partir que es designado por las Cortes el presidente tiene la potestad de elegir un gobierno del que formen parte los consejeros, que han de prometer o jurar el Estatuto y la Constitución y que deben hacerse cargo de las diferentes áreas de gobierno o consejerías. Actualmente, el Consejo de la Generalidad Valenciana está formado por ocho conserjerías, las cuales se encargan de la gestión de las siguientes áreas:
| Consejo de la Generalidad Valenciana                             |         |                            |                     |                     |
| Partido político                                                 |         | PP                         |                     | Vox                 |
| Cargo                                                            | Titular | Titular                    | Toma de posesión    | Toma de posesión    |
| Presidente de la Generalidad Valenciana                          |         | Carlos Arturo Mazón Guixot | 17 de julio de 2023 | 17 de julio de 2023 |
| Vicepresidente primero y Cultura y Deportes                      |         | Vicente Barrera Simó       | 19 de julio de 2023 | 19 de julio de 2023 |
| Vicepresidenta segunda y Servicios Sociales, Igualdad y Vivienda |         | Susana Camarero Benítez    | 19 de julio de 2023 | 19 de julio de 2023 |
| Hacienda, Economía y Administración Pública                      |         | Ruth María Merino Peña     | 19 de julio de 2023 | 19 de julio de 2023 |
| Justicia e Interior                                              |         | Elisa María Núñez Sánchez  | 19 de julio de 2023 | 19 de julio de 2023 |
| Sanidad                                                          |         | Marciano Gómez Gómez       | 19 de julio de 2023 | 19 de julio de 2023 |
| Educación, Universidades y Empleo                                |         | José Antonio Rovira Jover  | 19 de julio de 2023 | 19 de julio de 2023 |
| Agricultura, Ganadería y Pesca                                   |         | José Luis Aguirre Larrauri | 19 de julio de 2023 | 19 de julio de 2023 |
| Medioambiente, Aguas, Infraestructuras y Territorio              |         | Salomé Pradas Ten          | 19 de julio de 2023 | 19 de julio de 2023 |
| Innovación, Industria, Comercio y Turismo                        |         | Nuria Montes de Diego      | 19 de julio de 2023 | 19 de julio de 2023 |

Son también instituciones de la Generalidad la Sindicatura de Cuentas (o Sindicatura de Comptes), el Síndico de Agravios (o Síndic de Greuges), el Consejo Valenciano de Cultura (o Consell Valencià de Cultura), la Academia Valenciana de la Lengua (o Acadèmia Valenciana de la Llengua), el Consejo Jurídico Consultivo de la Comunidad Valenciana (o Consell Jurídic Consultiu de la Comunitat Valenciana) y el Comité Económico y Social de la Comunidad Valenciana (o Comité Econòmic i Social).

### Administración local
Según el título VIII de la constitución, en España la administración local está formada por el conjunto de administraciones públicas que gestionan principalmente las provincias y municipios, y cada una de estas entidades goza de autonomía para la gestión de sus respectivos intereses.

#### Diputaciones provinciales
La Comunidad Valenciana está formada por las provincias de Alicante, Castellón y Valencia, las cuales son entidades con personalidad jurídica propia, y con autonomía para la gestión de sus intereses, a través de las diputaciones provinciales. La regulación de las diputaciones se encuentra en la actual Constitución española de 1978, en la Ley 7/1985, de 2 de abril reguladora de bases de régimen local así como en el Texto Refundido 781/86, de 18 de abril, de las disposiciones legales vigentes en materia de Régimen Local. Las diputaciones tienen un sistema de representación indirecta, ya que sus diputados se eligen mediante el número de concejales municipales que obtiene cada partido político. En la tabla se puede observar la estructura organizativa de las diferentes diputaciones provinciales de la Comunidad Valenciana:
| Diputaciones provinciales (2023-2027)                  |            |                  |            |             |             |             |
| Diputación                                             | Diputación | Presidente       | Presidente | Corporación | Corporación | Corporación |
|                                                        | Castellón  | Marta Barrachina |            |             | PPCV        | 14          |
|                                                        | Castellón  | Marta Barrachina | PSPV-PSOE  | 10          |             |             |
|                                                        | Castellón  | Marta Barrachina | Compromís  | 2           |             |             |
|                                                        | Castellón  | Marta Barrachina | Vox        | 1           |             |             |
|                                                        |            |                  |            |             |             |             |
|                                                        | Valencia   | Vicente Mompó    |            |             | PPCV        | 13          |
|                                                        | Valencia   | Vicente Mompó    | PSPV-PSOE  | 12          |             |             |
|                                                        | Valencia   | Vicente Mompó    | Compromís  | 3           |             |             |
|                                                        | Valencia   | Vicente Mompó    | Vox        | 2           |             |             |
|                                                        | Valencia   | Vicente Mompó    | Ens Uneix  | 1           |             |             |
|                                                        |            |                  |            |             |             |             |
|                                                        | Alicante   | Toni Pérez       |            |             | PPCV        | 16          |
|                                                        | Alicante   | Toni Pérez       | PSPV-PSOE  | 13          |             |             |
|                                                        | Alicante   | Toni Pérez       | Vox        | 1           |             |             |
|                                                        | Alicante   | Toni Pérez       | Compromís  | 1           |             |             |
| Fuente: Diputaciones de Alicante, Castellón y Valencia |            |                  |            |             |             |             |

#### Ayuntamientos
| Principales ayuntamientos de la Comunidad Valenciana (2023-2027) |                   |         |             |             |             |  |
| Ayuntamiento                                                     | Alcalde           | Alcalde | Corporación | Corporación | Corporación |  |
| Castellón de la Plana                                            | Begoña Carrasco   |         |             | PPCV        | 11          |  |
| Castellón de la Plana                                            | Begoña Carrasco   |         | PSPV-PSOE   | 9           |             |  |
| Castellón de la Plana                                            | Begoña Carrasco   |         | Vox         | 4           |             |  |
| Castellón de la Plana                                            | Begoña Carrasco   |         | Compromís   | 3           |             |  |
|                                                                  |                   |         |             |             |             |  |
| Valencia                                                         | María José Catalá |         |             | PPCV        | 13          |  |
| Valencia                                                         | María José Catalá |         | Compromís   | 9           |             |  |
| Valencia                                                         | María José Catalá |         | PSPV-PSOE   | 7           |             |  |
| Valencia                                                         | María José Catalá |         | Vox         | 4           |             |  |
|                                                                  |                   |         |             |             |             |  |
| Alicante                                                         | Luis Barcala      |         |             | PPCV        | 14          |  |
| Alicante                                                         | Luis Barcala      |         | PSPV-PSOE   | 8           |             |  |
| Alicante                                                         | Luis Barcala      |         | Vox         | 4           |             |  |
| Alicante                                                         | Luis Barcala      |         | Compromís   | 2           |             |  |
| Alicante                                                         | Luis Barcala      |         | EUPV-Podem  | 1           |             |  |
| Fuente: Ministerio del Interior                                  |                   |         |             |             |             |  |

### Justicia
El órgano jurisdiccional superior de la comunidad autónoma es el Tribunal Superior de Justicia de la Comunidad Valenciana (TSJCV), con sede en la ciudad de Valencia, ante el que se agotan las sucesivas instancias procesales sin perjuicio de la jurisdicción que corresponde al Tribunal Supremo. No obstante, el Tribunal Superior de Justicia de la Comunidad Valenciana no es un órgano de la comunidad autónoma, sino que forma parte del Poder Judicial, que es único en toda España y que no puede ser transferido a las comunidades autónomas. El territorio valenciano está dividido en 36 partidos judiciales.
Asimismo, de acuerdo con el artículo 38 del Estatuto de autonomía, el Síndico de Agravios (Síndic de Greuges, en valenciano, equivalente al Defensor del Pueblo) es el Alto Comisionado de las Cortes Valencianas, y su principal función es el velar por la defensa de los derechos y libertades reconocidos en el Título I de la Constitución Española y en el Título II del Estatuto de Autonomía, en el ámbito competencial y territorial de la Comunidad Valenciana.

#### Derecho civil foral valenciano

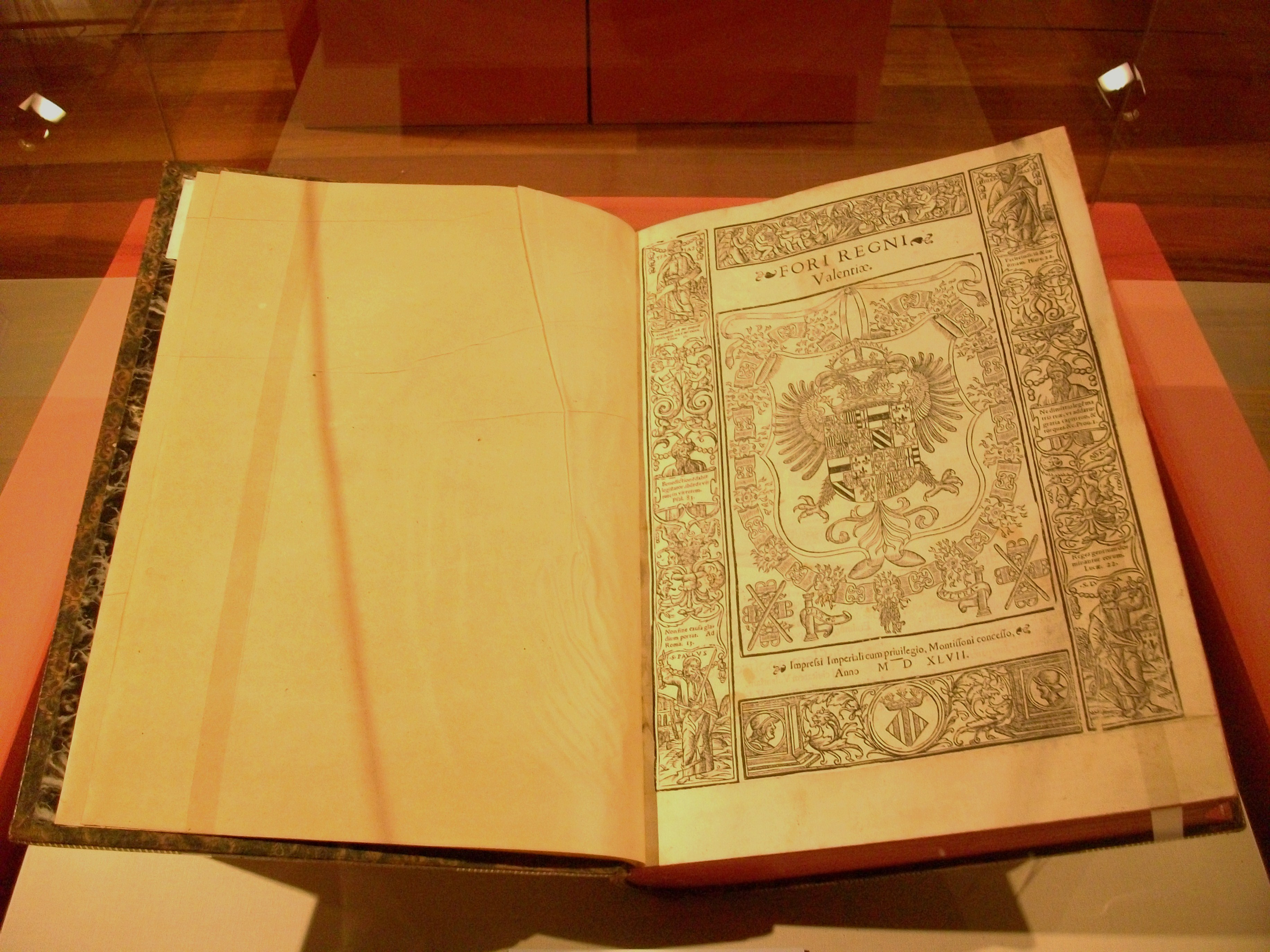
Edición de los Furs de 1547

Tras la reforma operada en 2006, el Estatuto de Autonomía de la Comunidad Valenciana anunció en su preámbulo y recogió en su artículo 7, que el desarrollo legislativo de las competencias de la Generalidad procuraría el impulso y el desarrollo del derecho civil foral valenciano a partir de la recuperación de los contenidos correspondientes de los Fueros del histórico Reino de Valencia. La primera implementación de esta competencia vio la luz un año después con la aprobación de la Ley 10/2007, de 20 de marzo, de la Generalidad, de Régimen Económico Matrimonial Valenciano, que inaplica las normas del Código Civil en materia de régimen económico del matrimonio. Asimismo, el Consell valenciano aprobó en 2009 un Anteproyecto de Ley valenciana de sucesiones que, sin embargo, recibió un dictamen desfavorable del Consejo Jurídico Consultivo valenciano, por lo que entró en vía muerta.
Otras normas aprobadas con base en el artículo 7 del Estatuto de Autonomía han sido la Ley 12/2008, de 3 de julio, de la Generalidad, de protección integral de la infancia y la adolescencia de la Comunidad Valenciana; y la Ley 5/2011, de 1 de abril, de la Generalidad, de Relaciones Familiares de los hijos e hijas cuyos progenitores no conviven. Si bien estas normas aluden únicamente al derecho de familia, sus preámbulos hacen mención al deseo del legislador valenciano de elaborar en el futuro un Código de derecho civil foral valenciano que englobe las distintas leyes que se promulguen en la materia. Hablamos, por tanto, de una incipiente pretensión a la compilación del derecho civil foral valenciano, que pasa primero por la recuperación, adaptación y desarrollo de su contenido histórico.

### Organización territorial

#### Provincias

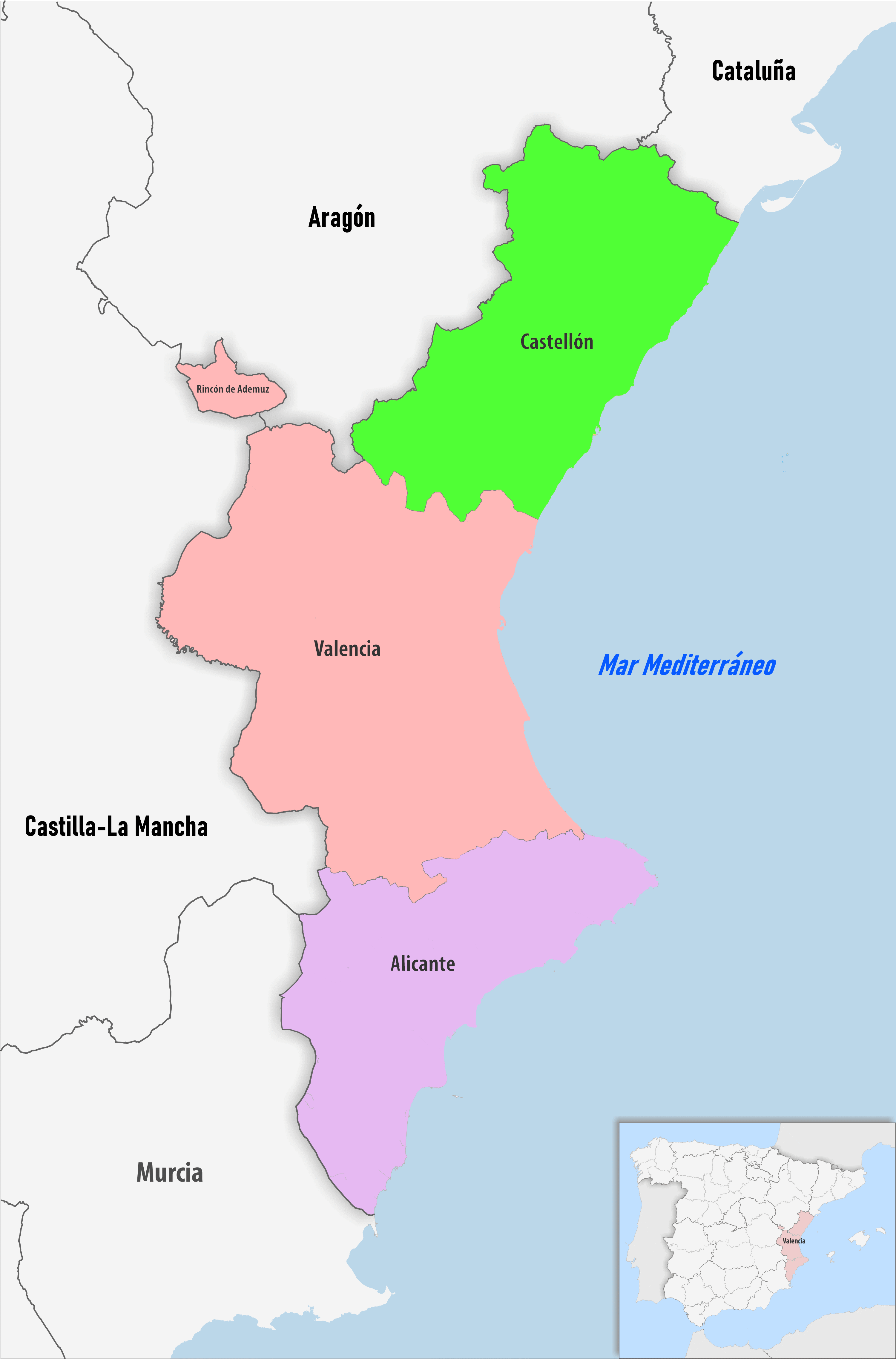
Mapa de las provincias de la Comunidad Valenciana

La Comunidad Valenciana está formada por las provincias de Alicante, Castellón y Valencia.
Las provincias constituyen la división administrativa más antigua vigente en la Comunidad Valenciana. Fueron creadas por Javier de Burgos mediante el Real Decreto de 30 de noviembre de 1833 a partir de la agrupación de municipios, y tomando el nombre de sus capitales. Esta división se basó en la breve división provincial de 1822 en vigor durante el trienio liberal, y que en territorio valenciano se había basado a su vez en las cuatro antiguas Gobernaciones del Reino de Valencia, que el decreto de Burgos redujo a tres con la eliminación de la provincia de Játiva, manteniendo estas en todo momento los límites del antiguo Reino de Valencia. Con posterioridad a la constitución de las actuales provincias españolas en 1833 se han producido dos modificaciones que hayan afectado al territorio valenciano: la incorporación en 1836 de Villena y Sax a la provincia de Alicante desde las de Albacete y Murcia, respectivamente, y la de Requena-Utiel a la provincia de Valencia desde la de Cuenca, en 1851. La actual Comunidad Valenciana surgió en 1982 mediante la unión estatutaria de las tres provincias que abarcaban el histórico Reino de Valencia:
| Provincias de la Comunidad Valenciana       |           |           |                  |                   |                     |
| Provincia                                   | Provincia | Población | Superficie (km²) | N.º de municipios | Partidos judiciales |
|                                             | Alicante  | 1 901 594 | 5816             | 141               | 13                  |
|                                             | Castellón | 590 616   | 6632             | 135               | 5                   |
|                                             | Valencia  | 2 605 757 | 10 763           | 266               | 19                  |
| Fuente: Instituto Valenciano de Estadística |           |           |                  |                   |                     |

#### Comarcas
La estructuración comarcal está prevista en el Estatuto de autonomía, pero no se ha aprobado una ley de demarcación comarcal. Existe un informe que contiene una propuesta denominada «Propuesta de demarcaciones territoriales homologadas», publicada en un libro por la Consejería de Administraciones Públicas en 1987, en el que se proponían tres categorías de demarcaciones territoriales homologadas (DTH). Así, la primera categoría de DTH sería el municipio; la segunda, la comarca; y la tercera, la provincia. En esta propuesta no se daba ninguna definición de comarca, ni tampoco se otorgaba competencias ni entidad jurídica de nivel comarcal.
Aunque el comarcalismo ha sido una forma de estructura tradicional de la Comunidad Valenciana, la división comarcal de dicha propuesta es moderna, fruto de un intenso y también conflictivo debate que comenzó en los años 1960. De este modo, la Comunidad Valenciana se divide en las 34 comarcas siguientes:
| Comarcas de la Comunidad Valenciana         |                           |            |                  |                  |                       |         |
| Provincia                                   | Comarca                   | Comarca    | Población (2019) | Superficie (km²) | Densidad (hab./km²)   | Capital |
| Provincia                                   | Castellano                | Valenciano | Población (2019) | Superficie (km²) | Densidad (hab./km²)   | Capital |
| Castellón                                   |                           |            |                  |                  |                       |         |
| Alcalatén                                   | L'Alcalatén               | 15 585     | 648,70           | 24,03            | Alcora                |         |
| Alto Maestrazgo                             | L'Alt Maestrat            | 6657       | 663,06           | 10,04            | Albocácer             |         |
| Alto Mijares                                | L'Alt Millars             | 3853       | 647,40           | 5,95             | Cirat                 |         |
| Alto Palancia                               | L'Alt Palància            | 23 753     | 965,15           | 24,61            | Segorbe               |         |
| Bajo Maestrazgo                             | El Baix Maestrat          | 81 871     | 1221,32          | 67,03            | Vinaroz               |         |
| Plana Alta                                  | La Plana Alta             | 252 828    | 957,20           | 264,13           | Castellón de la Plana |         |
| Plana Baja                                  | La Plana Baixa            | 191 015    | 605,20           | 315,62           | Burriana              |         |
| Los Puertos de Morella                      | Els Ports                 | 4400       | 903,90           | 4,87             | Morella               |         |
| Valencia                                    |                           |            |                  |                  |                       |         |
| Campo de Turia                              | El Camp de Túria          | 162 991    | 823,35           | 197,96           | Liria                 |         |
| Campo de Murviedro                          | El Camp de Morvedre       | 91 662     | 271,22           | 337,96           | Sagunto               |         |
| Canal de Navarrés                           | La Canal de Navarrés      | 15 687     | 709,29           | 22,12            | Enguera               |         |
| Costera                                     | La Costera                | 71 522     | 548,15           | 130,48           | Játiva                |         |
| Hoya de Buñol                               | La Foia de Bunyol         | 42 598     | 817,93           | 52,08            | Chiva                 |         |
| Huerta Norte                                | L'Horta Nord              | 228 424    | 140,44           | 1626,49          | Puzol                 |         |
| Huerta Oeste                                | L'Horta Oest              | 354 334    | 187,60           | 1888,77          | Torrente              |         |
| Huerta Sur                                  | L'Horta Sud               | 178 118    | 166,16           | 1071,97          | Catarroja             |         |
| Plana de Utiel-Requena                      | La Plana d'Utiel-Requena  | 37 753     | 1725,89          | 21,87            | Requena               |         |
| Rincón de Ademuz                            | El Racó d'Ademús          | 2266       | 370,10           | 6,12             | Ademuz                |         |
| Ribera Alta                                 | La Ribera Alta            | 220 366    | 970,01           | 227,18           | Alcira                |         |
| Ribera Baja                                 | La Ribera Baixa           | 79 869     | 276,84           | 288,50           | Sueca                 |         |
| Safor                                       | La Safor                  | 171 903    | 429,62           | 400,13           | Gandía                |         |
| Los Serranos                                | Els Serrans               | 16 159     | 1405,30          | 11,50            | Chelva                |         |
| Valencia                                    | València                  | 794 288    | 134,65           | 5898,91          | Valencia              |         |
| Valle de Albaida                            | La Vall d'Albaida         | 87 349     | 724,07           | 120,64           | Onteniente            |         |
| Valle de Cofrentes-Ayora                    | La Vall de Cofrents-Aiora | 9835       | 1141,20          | 8,62             | Ayora                 |         |
| Alicante                                    |                           |            |                  |                  |                       |         |
| Alto Vinalopó                               | L'Alt Vinalopó            | 52 401     | 644,98           | 81,24            | Villena               |         |
| Bajo Vinalopó                               | El Baix Vinalopó          | 293 775    | 487,97           | 602,03           | Elche                 |         |
| Campo de Alicante                           | L'Alacantí                | 487 113    | 673,59           | 723,16           | Alicante              |         |
| Condado de Cocentaina                       | El Comtat                 | 28 096     | 377,76           | 74,37            | Cocentaina            |         |
| Hoya de Alcoy                               | L'Alcoià                  | 109 193    | 539,67           | 202,33           | Alcoy                 |         |
| Marina Alta                                 | La Marina Alta            | 175 156    | 767,19           | 228,31           | Denia                 |         |
| Marina Baja                                 | La Marina Baixa           | 188 623    | 557,98           | 338,05           | Villajoyosa           |         |
| Vega Baja del Segura                        | El Baix Segura            | 355 257    | 980,71           | 362,24           | Orihuela              |         |
| Vinalopó Medio                              | El Vinalopó Mitjà         | 171 069    | 796,60           | 214,75           | Elda                  |         |
| Total                                       | Total                     | Total      | 5 003 769        | 23 253,30        | 215,18                |         |
| Fuente: Instituto Valenciano de Estadística |                           |            |                  |                  |                       |         |

#### Municipios
Los municipios son la base territorial de la Comunidad Valenciana, donde se cuentan 542, de los cuales 135 son de la Provincia de Castellón, 266 de Valencia y 141 de Alicante. Estos organismos son entidades con personalidad jurídica plena, por lo que cuentan con total autonomía en la gestión de sus intereses, su gobierno y administración corresponde a los ayuntamientos, los cuales pueden crear mancomunidades para la prestación o gestión más eficiente de servicios propios municipales. Las principales competencias que tienen los ayuntamientos son las relacionadas con materias como urbanismo, servicios sociales comunitarios, abastecimiento y tratamiento de aguas, recogida y tratamiento de residuos, la promoción del turismo, la cultura y el deporte entre otras materias.
| Municipios más poblados de la Comunidad Valenciana |          |         |                    |            |            |          |             |         |          |         |                  |         |            |             |        |
| Municipio                                          |          |         |                    |            |            |          |             |         |          |         |                  |         |            |             |        |
| Valencia                                           | Alicante | Elche   | Castellón de la P. | Torrente   | Torrevieja | Orihuela | Gandía      | Paterna | Benidorm | Sagunto | S.V. del Raspeig | Alcoy   | Elda       | Villarreal  |        |
| Población                                          | 825 948  | 358 720 | 243 128            | 180 379    | 89 401     | 94 803   | 83 720      | 80 095  | 74 822   | 74 663  | 70 486           | 60 269  | 60 372     | 53 818      | 52 505 |
| Superficie (km²)                                   | 134,65   | 201,27  | 326,07             | 107,5      | 69,32      | 71,44    | 384         | 60,8    | 35,85    | 38,51   | 132              | 40,55   | 129,86     | 45,79       | 55,12  |
|                                                    |          |         |                    |            |            |          |             |         |          |         |                  |         |            |             |        |
| Municipio                                          |          |         |                    |            |            |          |             |         |          |         |                  |         |            |             |        |
| Alcira                                             | Mislata  | Denia   | Burjasot           | Santa Pola | Onteniente | Burriana | Villajoyosa | Petrel  | Villena  | Aldaya  | Vall de Uxó      | Manises | Chirivella | Crevillente |        |
| Población                                          | 47 335   | 46 153  | 46 942             | 40 634     | 38 556     | 36 430   | 36 927      | 36 891  | 34 076   | 34 385  | 34 035           | 31 884  | 32 273     | 31 745      | 30 585 |
| Superficie (km²)                                   | 110,46   | 2,06    | 66,18              | 3,4        | 58,6       | 125,43   | 47          | 38,50   | 104,26   | 345,6   | 16,1             | 67,10   | 19,65      | 25          | 103,30 |
| Fuente: Instituto Nacional de Estadística 2024     |          |         |                    |            |            |          |             |         |          |         |                  |         |            |             |        |

##### Entidades locales menores
En la Comunidad Valenciana existen otras figuras territoriales inferiores a los municipios, las entidades locales menores. Estas entidades son los núcleos de población separados territorialmente del municipio al que pertenecen y que, teniendo características peculiares, se han constituido como una entidad local menor. Todas las entidades locales menores de la Comunidad Valenciana tienen la consideración de entidad local y disfrutan de personalidad y capacidad jurídica plena para el ejercicio de sus competencias. Actualmente, existen siete entidades locales menores, 3 en la provincia de Valencia, otras 3 en la provincia de Alicante y una en la provincia de Castellón.
| Entidades locales menores de la Comunidad Valenciana |                     |           |           |                              |
| Entidad local menor                                  | Municipio           | Provincia | Población | Miembros de la Junta Vecinal |
| La Llosa de Camacho                                  | Alcalalí            | Alicante  | 206       | 3                            |
| La Jara                                              | Denia               | Alicante  | 1841      | 7                            |
| Jesús Pobre                                          | Denia               | Alicante  | 835       | 5                            |
| Ballestar                                            | Puebla de Benifasar | Castellón | 36        | 3                            |
| La Barraca d'Aigües Vives                            | Alcira              | Valencia  | 889       | 5                            |
| El Perelló                                           | Sueca               | Valencia  | 1912      | 7                            |
| Mareny de Barraquetes                                | Sueca               | Valencia  | 743       | 5                            |
| Fuente: Generalidad Valenciana                       |                     |           |           |                              |

## Demografía
La Comunidad Valenciana es, con 5 319 285 habitantes (INE 2024), la cuarta comunidad autónoma de España por población, y representa el 10,94 % de la población nacional. Su población se encuentra muy desigualmente distribuida: está concentrada en la franja costera y presenta una densidad de población media de 228,73 hab./km². La región ha presentado un fuerte crecimiento demográfico desde los años 1960 hasta 2024, cuando alcanza su máximo; el 18,23 % de su población es de nacionalidad extranjera (INE 2024).
A pesar de la elevada tasa de población, existen 24 municipios, la mayoría en la provincia de Castellón, que tienen menos de 100 habitantes. Castell de Cabres con 19 habitantes es la localidad de la Comunidad Valenciana con menor número de habitantes.

### Evolución
El estudio de la evolución demográfica de la Comunidad Valenciana se puede dividir en dos periodos claramente diferenciados, los cuales pertenecen a dos momentos distintos de la transición demográfica: el ciclo demográfico antiguo (hasta el siglo XVIII), caracterizado por una alta mortalidad y una alta natalidad, y el ciclo demográfico moderno (a partir de finales del siglo XVIII y principios del XIX), en los que la bajada de la mortalidad provocó inicialmente una transición demográfica, con fuertes incrementos de la población, que pasó en sus momentos finales a una estabilidad demográfica gracias a la bajada de la natalidad. En el caso de la Comunidad Valenciana, y en el conjunto español, ambos ciclos coincidieron temporalmente con la no presencia de censos de población fiables, que permitan un estudio preciso de los estados y procesos demográficos.
| Evolución demográfica de la Comunidad Valenciana y porcentaje con respecto al total nacional |           |           |           |           |           |           |           |           |           |
| Año                                                                                          | 1857      | 1887      | 1900      | 1910      | 1920      | 1930      | 1940      | 1950      | 1960      |
| Población                                                                                    | 1 246 485 | 1 459 465 | 1 587 533 | 1 704 127 | 1 745 514 | 1 896 738 | 2 176 670 | 2 307 068 | 2 480 879 |
| Porcentaje                                                                                   | 8,06 %    | 8,31 %    | 8,53 %    | 8,52 %    | 8,16 %    | 8,01 %    | 8,37 %    | 8,20 %    | 8,11 %    |
| Año                                                                                          | 1970      | 1981      | 1991      | 2001      | 2010      | 2012      | 2018      | 2019      | 2021      |
| Población                                                                                    | 3 073 255 | 3 646 765 | 3 923 841 | 4 202 608 | 5 111 706 | 5 129 266 | 4 963 703 | 5 003 759 | 5 047 045 |
| Porcentaje                                                                                   | 9,05 %    | 9,66 %    | 9,95 %    | 10,22 %   | 10,87 %   | 10,90 %   | 10,64 %   | 10,64 %   | 10,66 %   |
| Fuente: Instituto Nacional de Estadística                                                    |           |           |           |           |           |           |           |           |           |

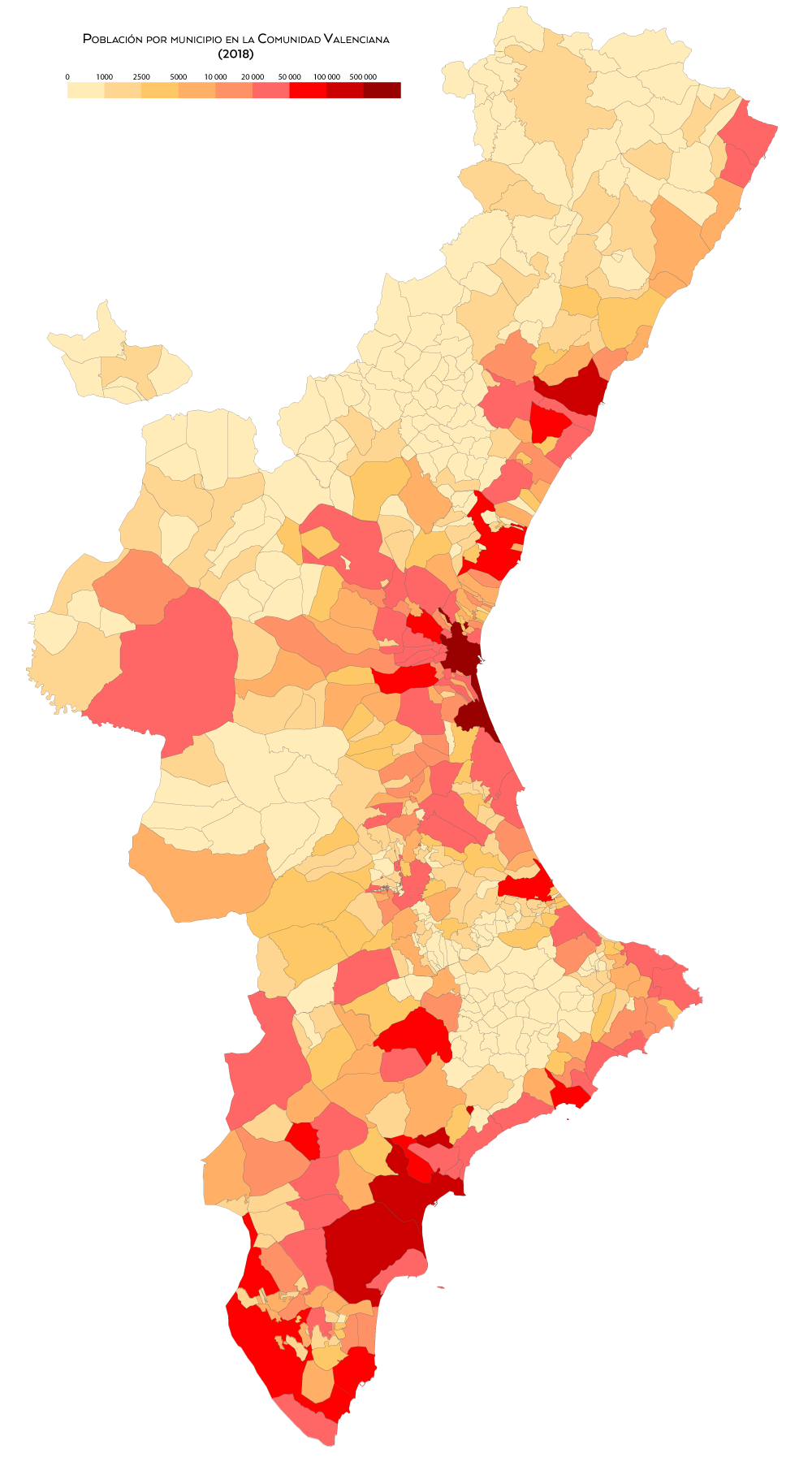
Población por municipio (2018)
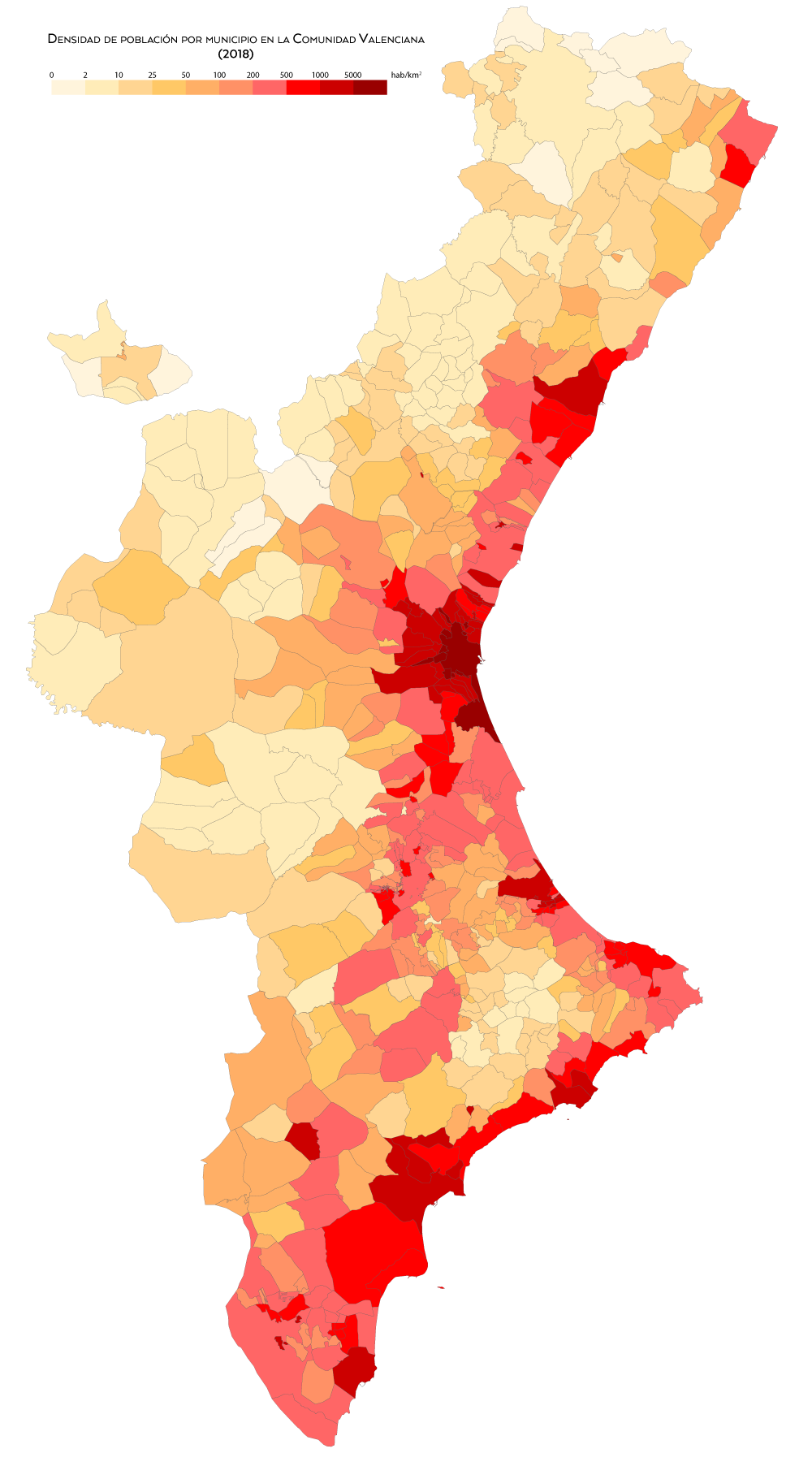
Densidad de población por municipio (2018)
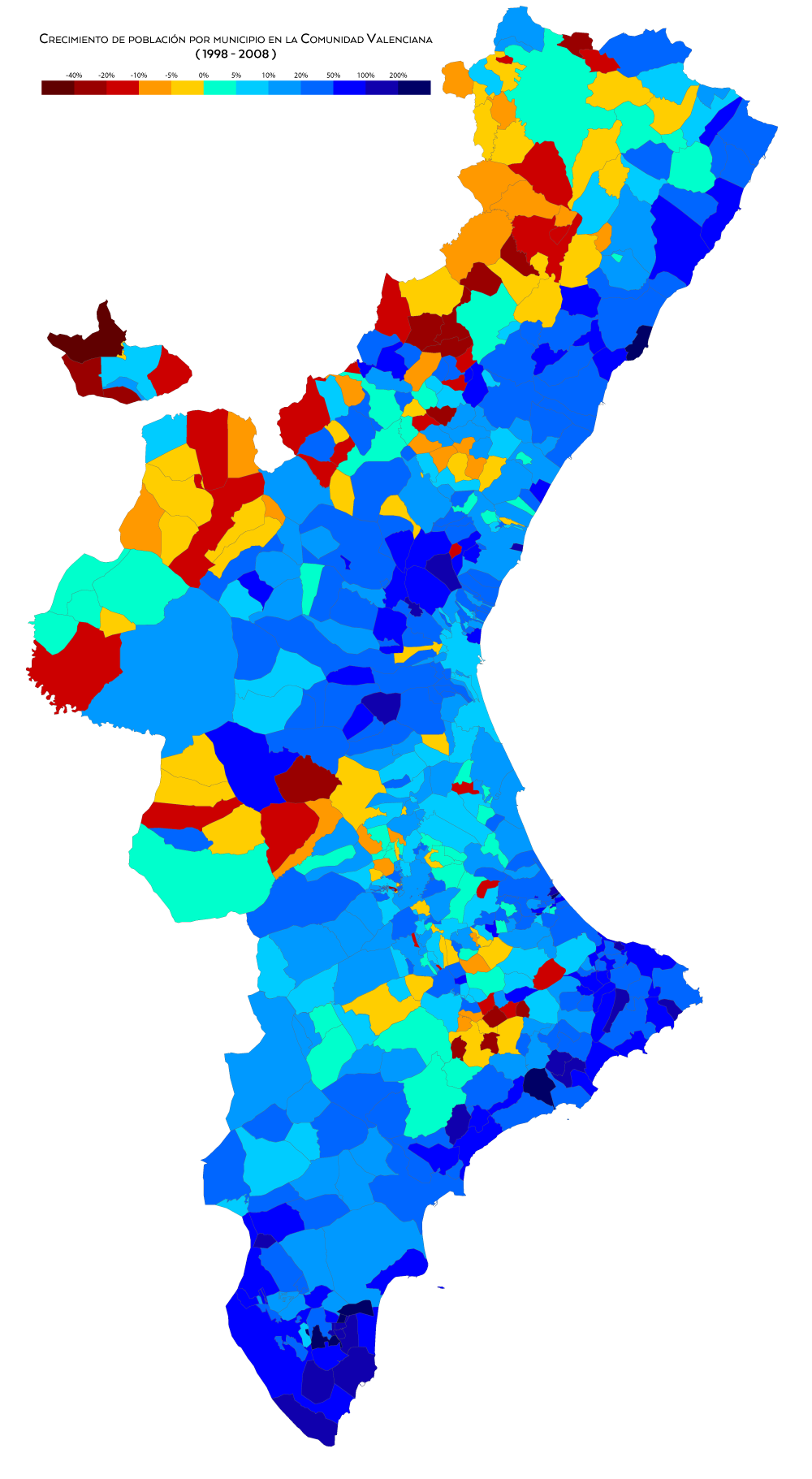
Crecimiento de la población por municipio entre 1998 y 2008
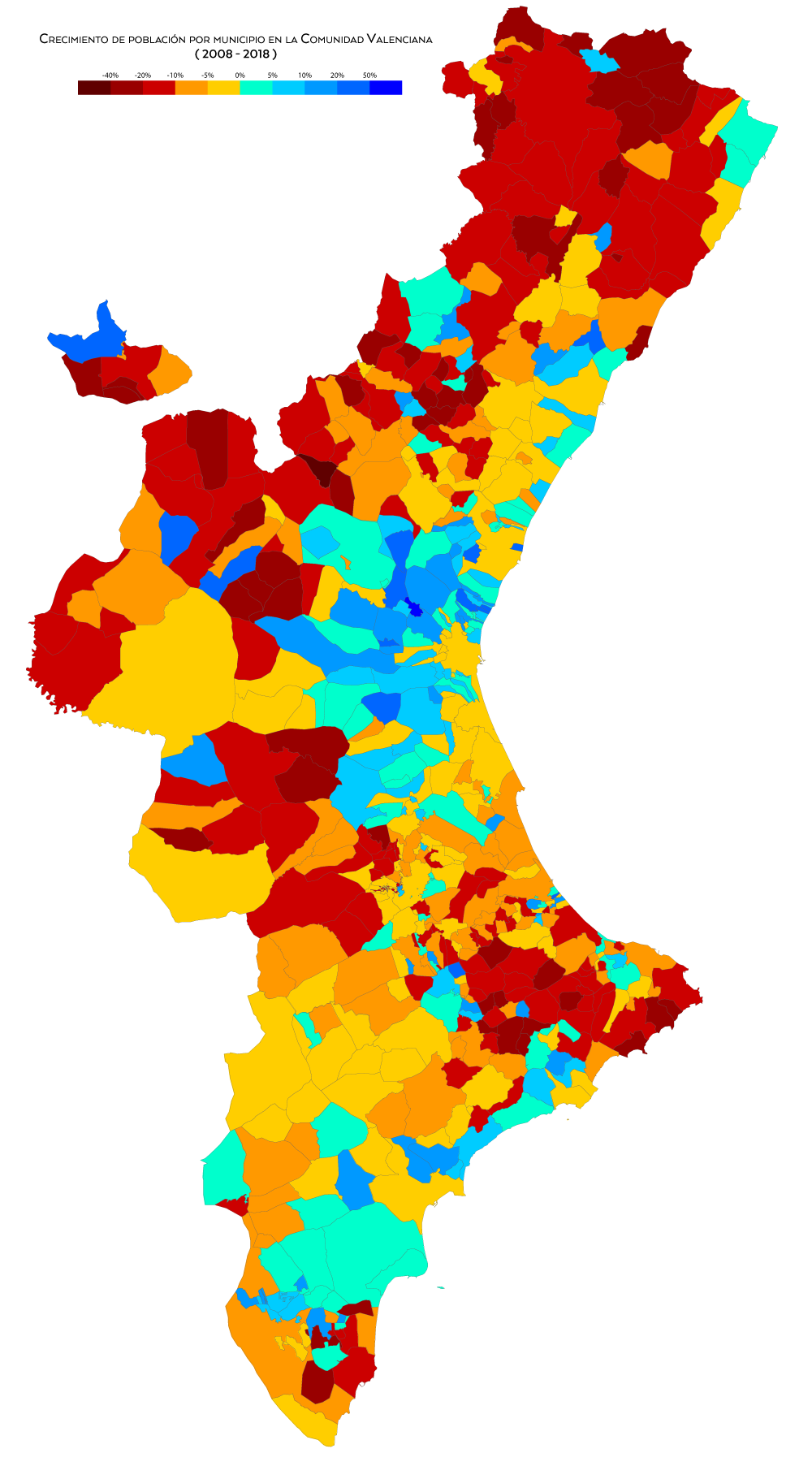
Crecimiento de la población por municipio entre 2008 y 2018

### Estructura
En 2014, el 18 % de la población tenía 65 años o más.
A comienzos del siglo XXI, la estructura de población de la Comunidad Valenciana denota una clara madurez demográfica, fruto del largo proceso de transición demográfica que se prolongó en tierras valencianas hasta el siglo XX. En la pirámide demográfica de la Comunidad Valenciana del año 2010, se pueden observar las siguientes características de la estructura de la población valenciana:
1. Un claro descenso de la población joven, debido a la importante disminución de la natalidad.
2. Aumento de población adulta, debido a la entrada en fase adulta del numeroso contingente de población nacido tras la bonanza económica de los años 60 —baby boom—. A este hecho hay que unirle el numeroso aporte de población inmigrante, normalmente en edad adulta.
3. Aumento de la población de la tercera edad, debido al aumento de la esperanza de vida.

En cuanto a la estructura por sexo, hay varios aspectos a resaltar: El 50,55 % de la población eran mujeres frente al 49,45 % que eran varones, pese a que nacen un mayor número de niños, en la tercera edad la mayor proporción de población anciana femenina es mayor, debido a la mayor esperanza de vida de la mujer; y, por otra parte, el mayor porcentaje de población adulta masculina, en gran parte debido al mayor número de nacimientos de niños, así como también por la llegada a tierras valencianas de población inmigrante, que en su mayoría es de sexo masculino.

### Distribución
Tradicionalmente, la población valenciana se concentraba en localidades y zonas de cultivo a la ribera de los ríos más importantes (Júcar, Turia, Segura, Vinalopó), así como en poblaciones costeras importantes con puertos, según las actividades agrícolas o comerciales. Las poblaciones más importantes solían ser, más antiguamente, Sagunto o Denia, durante gran parte de su historia, Valencia, Alicante, Játiva, Orihuela, Villena, Elche, Gandía, o Villarreal y, más recientemente, Alcira y Castellón de la Plana.
De esta distribución tradicional, originada por las características orográficas del territorio valenciano y la posibilidad de la agricultura de regadío, se deriva que, aún actualmente, la densidad de población es mayor en las comarcas centrales y del sur, y menor en las comarcas del norte y del interior. También afectó a la demografía (y es quizás la excepción a la mencionada distribución) la gran actividad industrial o de productos derivados de la agricultura, durante el siglo XX en ciudades no costeras como Alcoy, Onteniente, Elda, Petrel, Villena, y Vall de Uxó.
En los últimos años, se ha acentuado la concentración de población en torno a las grandes capitales y se han formado grandes áreas metropolitanas, aunque la concentración demográfica también se ha dado en pueblos y ciudades costeras, de modo que poblaciones tradicionalmente pequeñas, como son el caso de Benidorm, Gandía, Calpe y Torrevieja, han sufrido un incremento poblacional muy considerable, aun mayor durante la época estival, debido fundamentalmente a las migraciones generadas por el turismo.
| Distribución y densidad poblacional de la Comunidad Valenciana |                  |                     |                                  |                      |              |
| Provincia                                                      | Población (2024) | Densidad (hab./km²) | Proporción de la Com. Valenciana | Proporción de España | Distribución |
| Valencia                                                       | 2 710 808        | 250,03              | 50,96 %                          | 5,58 %               |              |
| Alicante                                                       | 1 993 289        | 342,73              | 37,47 %                          | 4,1 %                |              |
| Castellón                                                      | 615 188          | 93,04               | 11,57 %                          | 1,27 %               |              |
| Total                                                          | 5 319 285        | 228,73              | 100 %                            | 10,94 %              |              |
| Fuente: Instituto Nacional de Estadística de España            |                  |                     |                                  |                      |              |

#### Áreas metropolitanas

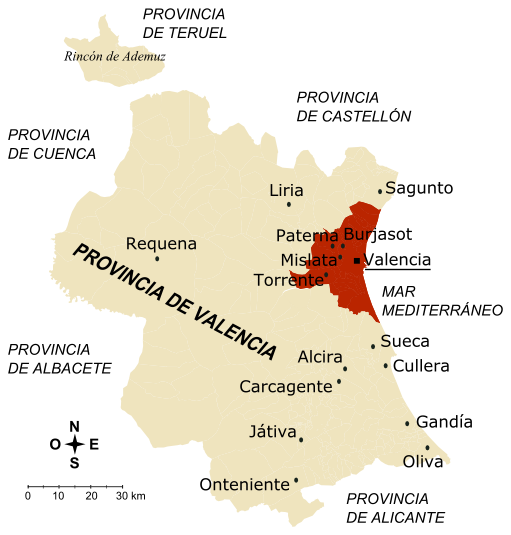
Área metropolitana de Valencia

Las principales áreas metropolitanas de la Comunidad Valenciana según el número de habitantes son fundamentalmente tres, aunque también puede incluirse otra que incorpora también a población y poblaciones de la Región de Murcia.
De este modo, la principal área metropolitana de la Comunidad Valenciana es el área metropolitana de Valencia, la cual se encuentra en la zona central del golfo de Valencia, en torno a la capital autonómica. Se trata de la tercera aglomeración en número de habitantes de España, con un total de 1 774 201 habitantes (INE 2011). El área metropolitana de Alicante-Elche cuenta con 757 085 habitantes (INE 2014) y es la octava área metropolitana de España por población. Se trata del conjunto de las áreas urbanas de Alicante (468 581 habitantes) y Elche-Crevillente (288 504 habitantes), que es, de este modo, un área metropolitana bipolar. Por otro lado, el área metropolitana de Castellón de la Plana está formada por los municipios de Castellón de la Plana, Almazora, Villarreal, Benicasim, Borriol y Burriana, y tiene 309 420 habitantes (INE 2008) y un área de 340 km²; Castellón de la Plana es el centro neurálgico y municipio más populoso de esta área metropolitana.
Finalmente, está el área metropolitana de Murcia-Orihuela, la cual además de contar con el área urbana de Orihuela, cuenta con las aglomeraciones metropolitanas de Murcia, Molina de Segura y Alcantarilla. Esta área metropolitana suprarregional cuenta con una población total de 776 784 habitantes (INE 2009), una superficie de 1787 km² y una densidad de 445,54 hab./km², por lo que es la séptima de España.

### Inmigración
El 14,8 % de la población es de nacionalidad extranjera (INE 2014), frente a un 10,7 % de media en el conjunto de España. La Comunidad Valenciana es, tras las Islas Baleares, las segunda región del país con mayor porcentaje de inmigrantes. Por provincias, la de Alicante es la provincia española con mayor porcentaje de extranjeros (un 20,6 % sobre el total de la población), la de Castellón la cuarta (un 15,4 %) y la de Valencia la decimocuarta (un 10,1 %).
En la primera y segunda línea de costa de la provincia de Alicante hay un gran número de residentes noreuropeos (principalmente británicos, seguidos de alemanes, neerlandeses, belgas y escandinavos); en varias localidades de esta zona hay, de hecho, un mayor número de extranjeros censados que de españoles. En la provincia de Castellón hay una de las comunidades rumanas más importantes de España. Por lo que respecta a la procedencia de los inmigrantes, el 59,4 % de los extranjeros residentes provienen de algún país europeo, el 24,7 % de Iberoamérica, el 12,2 % de África (principalmente del Magreb) y el 3,3 % de Asia (principalmente de China).
| Principales países de procedencia de los extranjeros residentes en la Comunidad Valenciana (1 de enero de 2017) |                 |                                      |
| País de origen                                                                                                  | N.º de personas | % de población de la Com. Valenciana |
| Rumania | 106 414         | 2,14 %                               |
| Marruecos | 73 962          | 1,49 %                               |
| Reino Unido | 73 304          | 1,48 %                               |
| Argelia | 42 871          | 0,87 %                               |
| Bulgaria | 26 724          | 0,54 %                               |
| China | 22 993          | 0,46 %                               |
| Italia | 20 719          | 0,42 %                               |
| Colombia | 20 096          | 0,4 %                                |
| Rusia | 19 466          | 0,39 %                               |
| Otros países | 249 231         | 5,02 %                               |
| Total de inmigrantes                                                                                            | 636 595         | 12,83 %                              |
| Fuente: Cámara Oficial de Comercio, Industria y Navegación de Valencia                                          |                 |                                      |

## Economía

### Producto interior bruto
El producto interior bruto per cápita (PIB) de la Comunidad Valenciana era de 20 073 euros en el 2014, mientras que la media nacional se situó en 22 780 euros. De este modo, la Comunidad Valenciana queda por debajo de la media nacional y como la undécima comunidad autónoma con mayor PIB regional. Asimismo, el PIB de la Comunidad Valenciana era en el año 2014 de 99 345 millones de euros, lo cual suponía que la Comunidad Valenciana fuera la cuarta autonomía española en términos de PIB absoluto, que representa el 9,7 % de la producción total de España. Hay que destacar que en las últimas cuatro décadas la Comunidad Valenciana ha transformado su economía regional. Después de la industrialización, fundamentada por la industria manufacturera y la entrada de grandes multinacionales, en los años 1970 y 1980 la economía valenciana se centró básicamente en el sector terciario, que llega a suponer más del 70 % del PIB regional, en detrimento de los sectores primario y secundario.
| Estructura del producto interior bruto de la Comunidad Valenciana      |                      |                      |        |        |
| Sector económico                                                       | Comunidad Valenciana | Comunidad Valenciana | España | España |
| Sector económico                                                       | 1983                 | 2010                 | 1983   | 2010   |
| Agricultura, pesca y ganadería                                         | 6,0                  | 2,3                  | 6,5    | 2,6    |
| Industria y energía                                                    | 28,3                 | 16,3                 | 27,6   | 15,6   |
| Construcción                                                           | 6,7                  | 10,3                 | 6,2    | 10,0   |
| Servicios                                                              | 59,0                 | 71,1                 | 59,7   | 71,8   |
| Fuente: Cámara Oficial de Comercio, Industria y Navegación de Valencia |                      |                      |        |        |

### Mercado laboral
El mercado laboral valenciano presentó una elevada tasa de desempleo a partir de 2008, así como por el escaso número de personas afiliadas a la seguridad social, influenciado por la grave crisis económica que sufrió el conjunto de España y el mundo, con una recuperación moderada a partir del final de los años 2010. Junto a esto, el mercado laboral se caracteriza por la polarización de trabajo en el sector servicios, el cual supone más del 70 % de los ocupados, mientras que el resto se reparte entre la agricultura, industria y construcción.
| Indicadores del mercado de trabajo de la Comunidad Valenciana          |                                |                                |
| Indicador                                                              | 2011                           | 2012                           |
| Población activa (miles)                                               | 2501,2                         | 2494,4                         |
| Población ocupada (miles) Agricultura Industria Construcción Servicios | 1888,8 58,7 327,8 147,4 1354,8 | 1804,5 66,8 309,8 125,0 1302,8 |
| Población parada (miles)                                               | 612,45                         | 689,8                          |
| Afiliados a la Seguridad Social                                        | 1 670 716                      | 1 598 510                      |
| Paro registrado (personas)                                             | 535 036                        | 569 735                        |
| Fuente: Cámara Oficial de Comercio, Industria y Navegación de Valencia |                                |                                |

Por lo que respecta al desempleo por provincias para los últimos años, según la Encuesta de Población Activa que desarrolla el Instituto Nacional de Estadística, los datos son los siguientes:
| Tasa de desempleo por provincia entre 2005 y 2021 (porcentaje del 4.º trimestre anual) |       |       |       |       |       |       |       |       |       |       |       |       |       |       |       |       |       |
| Provincia                                                                              | 2005  | 2006  | 2007  | 2008  | 2009  | 2010  | 2011  | 2012  | 2013  | 2014  | 2015  | 2016  | 2017  | 2018  | 2019  | 2020  | 2021  |
| Alicante                                                                               | 10,06 | 10,37 | 11,13 | 16,04 | 23,84 | 24,81 | 26,47 | 28,57 | 30,10 | 24,91 | 22,96 | 18,21 | 17,96 | 15,63 | 15,68 | 19,41 | 18,53 |
| Castellón                                                                              | 6,21  | 6,39  | 7,37  | 14,73 | 21,39 | 23,96 | 26,65 | 27,72 | 28,93 | 24,62 | 19,53 | 17,11 | 14,37 | 15,11 | 14,29 | 14,12 | 11,19 |
| Valencia                                                                               | 7,03  | 7,63  | 8,00  | 14,03 | 21,89 | 21,31 | 24,46 | 27,86 | 26,06 | 22,21 | 20,79 | 20,24 | 16,43 | 13,17 | 12,93 | 14,65 | 12,05 |
| Comunidad Valenciana                                                                   | 8,81  | 8,37  | 8,76  | 12,13 | 21,24 | 23,3  | 23,65 | 27,6  | 27,15 | 23,48 | 21,45 | 19,15 | 16,76 | 14,30 | 14,13 | 16,37 | 14,39 |
| Fuente: Instituto Nacional de Estadística                                              |       |       |       |       |       |       |       |       |       |       |       |       |       |       |       |       |       |

### Comercio exterior

Exportaciones de la Comunidad Valenciana en 2020

El comercio exterior de la Comunidad Valenciana ha tenido un gran desarrollo a lo largo de los últimos años, ampliando su importancia en la economía valenciana, puesto que las exportaciones suponen el 18,3 % del PIB regional (frente al 17,2 % de la media española). De este modo, con unas exportaciones valoradas en 18 694 millones de euros en el año 2010, la Comunidad Valenciana es la tercera comunidad autónoma que más exporta (el 10,1 % del total del Estado), un 13,5 % más que en 2009. Por lo que respecta a las importaciones, en el año 2010 estas tenían un valor de 19 419 millones de euros, lo que supone el 8,1 % del total nacional. Con estas cifras, la tasa de cobertura de la Comunidad Valenciana se sitúa en un 96,2 % mientras que la española es de un 78 %.
| Comercio exterior de la Comunidad Valenciana                           |                      |                      |               |                   |                      |
| Tipo de comercio                                                       | Comunidad Valenciana | Comunidad Valenciana | España        | España            | % de la CV en España |
| Tipo de comercio                                                       | Millones de €        | Tasa de cobertura    | Millones de € | Tasa de cobertura | % de la CV en España |
| Exportaciones                                                          | 18 694               | 96,2 %               | 185 799       | 78,0 %            | 10,1 %               |
| Importaciones                                                          | 19 419               | 96,2 %               | 238 081       | 78,0 %            | 8,1 %                |
| Fuente: Cámara Oficial de Comercio, Industria y Navegación de Valencia |                      |                      |               |                   |                      |

Los productos que más se exportan desde la Comunidad Valenciana son los industriales. Destacan los vehículos automóviles y sus componentes, los productos cerámicos, maquinaria, esmaltes, materias plásticas, calzado, mueble, lámparas y textil, aunque desde la región también se exportan productos agrícolas, fundamentalmente cítricos y hortalizas. Los principales productos importados destacan los bienes intermedios (combustible, hierro y acero, materias plásticas, madera o productos químicos) y los bienes de equipo (maquinaria). También destaca la importación de vehículos automóviles, lo cual llega a suponer más del 11 % de las importaciones de la región.

### Estructura productiva

#### Agricultura, pesca y ganadería

Distribución geográfica de los vinos con denominación de origen

Este sector representaba tan solo el 2,3 % del total del PIB regional (INE 2010). Por lo que respecta a la agricultura, debido a la considerable diferencia en la disposición de recursos hídricos según las zonas geográficas, se distinguen claramente los cultivos de secano y los de regadío. De este modo en el secano, el almendro sobre todo, y también el algarrobo y el olivo son los cultivos tradicionales, pero se han introducido árboles de regadío que se han implantado en determinadas comarcas y entre los cuales están los manzanos, los melocotoneros, etcétera. El olivo es muy común en toda la comunidad, pero donde más destaca es en el Alto Palancia. La vid es el paisaje natural en muchas comarcas y, desde hace un tiempo, se elaboran vinos de calidad en muchos lugares de la comunidad, especialmente en la Plana de Utiel, en la comarca del Vinalopó, o en la comarca de Los Serranos, en las zonas del interior de la Marina Alta y la Marina Baja, debido al cultivo de la uva pasa, se producen los famosos moscateles y vinos dulzones u olorosos.
Por su parte el regadío está dominado por los cítricos, especialmente la naranja, que supone la mayor parte de la citricultura de España, el arroz, que, aunque sufre un claro retroceso, también supone gran parte de la producción nacional, y los cultivos de hortalizas y florales. En los últimos años, también está aumentando el cultivo de caquis.
Debido a la gran variedad de producción agrícola, en la Comunidad Valenciana existen varias Denominaciones de Origen e Indicaciones Geográficas Protegidas:
- Vino de Alicante
- Vino Utiel-Requena
- Vino de Valencia
- Chufa de Valencia
- Cítricos valencianos
- Arroz de Valencia
- Bebidas espirituosas de Alicante
- Uva del Vinalopó
- Níspero de Callosa d’en Sarriá
- Turrón Jijona y Alicante
- Alcachofa de Benicarló
- Oliva de Segorbe
- Caqui Ribera del Júcar
- Granada mollar de Elche

Tanto la pesca, que supone solo un 7 % del sector primario regional (INE 2007), como la ganadería, son poco relevantes. Aunque está la excepción de la apicultura, ya que se ve favorecida por la gran variedad de especies vegetales.

#### Industria y energía
La industria representa el 16,3 % de la producción total en 2010. Se distinguen cinco grandes núcleos en los que se concentran varios conglomerados industriales especializados en diferentes subsectores:
- Triángulo Alcora-Onda-Villarreal, la zona productora de cerámica y frita más importante de España, y una de las principales del mundo.
- Ciudad de Valencia y su área metropolitana: muebles y maquinaria eléctrica. Abundan las pyme, pero también hay grandes industrias, como la automovilística Ford.
- El eje Játiva-Onteniente-Alcoy: textil y papel.
- La Hoya de Castalla: juguetes mecánicos y muñecas.
- El Valle del Vinalopó: calzado y caucho, la mayor concentración de industrias zapateras de Europa.[70]

El sector más destacado es el textil, confección, cuero y calzado: la manufactura valenciana representó en 2007 casi la cuarta parte de la producción española. También se conservan algunas actividades tradicionales, como la cerámica de Manises, Ribesalbes o Alcora; el turrón y el helado en Jijona y Alicante; o la fabricación de muebles y baúles de mimbre en Gata, Mogente y Vallada.

#### Construcción
La evolución del sector de la construcción en la última década ha sido espectacular, sobre todo en el ámbito de la Comunidad Valenciana, debido al mayor auge de la segunda residencia en la zona costera. Así, su peso se duplicó hasta representar en 2008 más del 12 % del PIB regional. El final del auge inmobiliario a partir de 2008 se ha traducido en un retroceso del peso de esta actividad en el conjunto de la economía valenciana hasta situarse en el 10 % del PIB en 2010, porcentaje similar a la media nacional.

#### Servicios
Si bien el conjunto del sector representa el 71,1 % de la actividad económica, la quinta parte corresponde a la hostelería y una cuarta parte adicional al sector inmobiliario, consecuencia de la fuerte actividad turística, que se ha convertido desde la década de 1960, en un importante factor de ingresos. Esto, sin embargo, ha venido aparejado de un importante riesgo de degradación del ecosistema, especialmente en las zonas del litoral.

## Infraestructuras y servicios

### Transporte

#### Red viaria

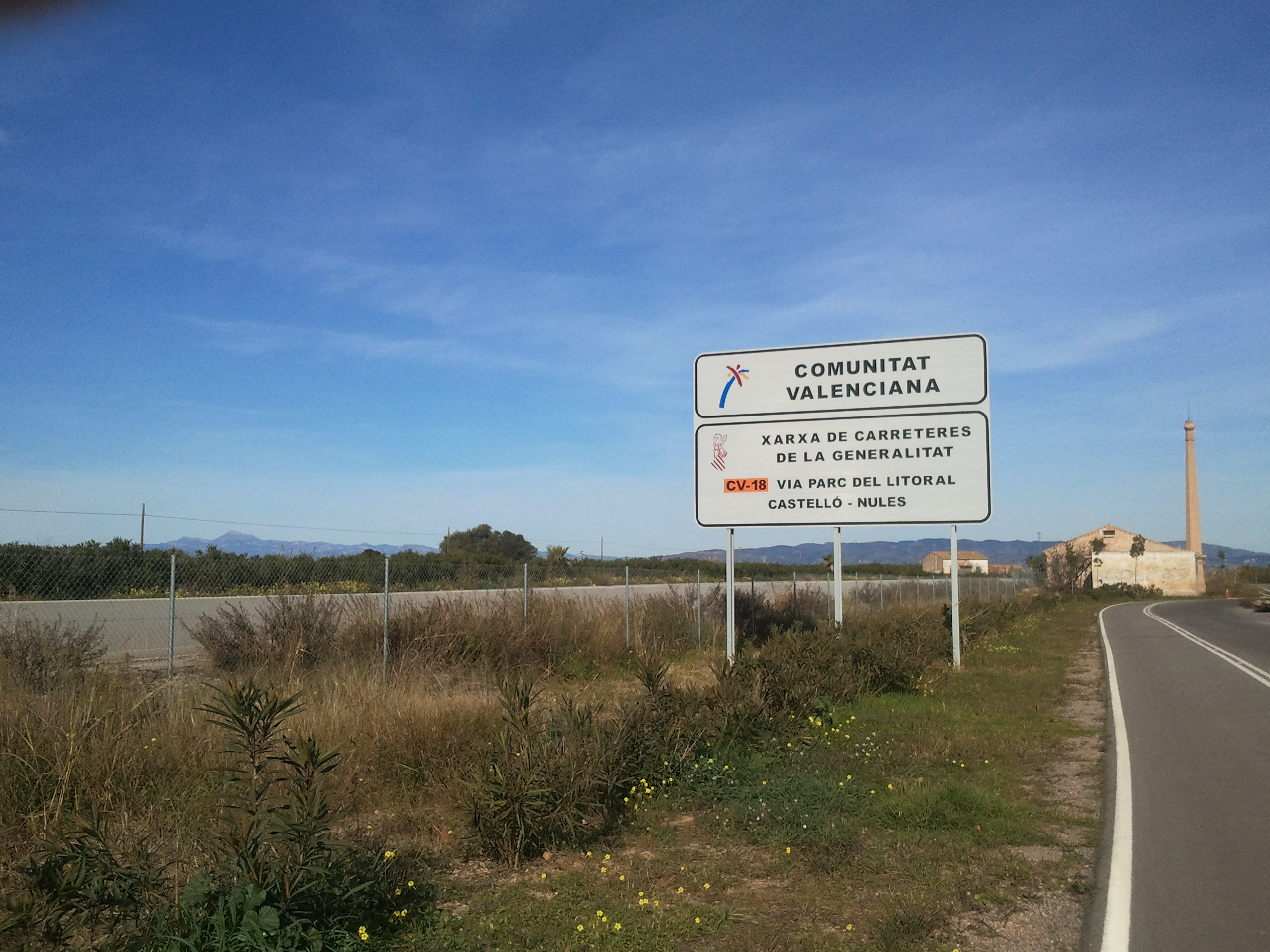
Cartel indicador de la Vía Parque del Litoral (CV-18)

Las carreteras de la Comunidad Valenciana se dividen, según el gestor de las mismas, en cuatro categorías. La primera categoría está compuesta por las carreteras que son competencia del Ministerio de Fomento, y, por lo tanto, forman parte de la Red de Carreteras del Estado. Dentro de esta categoría están las autopistas y autovías de importancia nacional, así como las carreteras nacionales. Los identificadores de las carreteras que pertenecen a la Red de Carreteras del Estado son de color azul y código A-?? o AP-??, así como también puede ser de color rojo y el código N-???. Algunas carreteras que pertenecen a la Red de Carreteras del Estado en la Comunidad Valenciana son la Autovía del Este (A-3), la Autovía del Mediterráneo (A-7), la Autopista del Mediterráneo (AP-7), la Autovía Mudéjar (A-23), la Autovía de Alicante (A-31) o la Carretera nacional N-332.
La segunda categoría es la que pertenece y gestiona la Consellería de Infraestructuras, y, por lo tanto, son aquellas que forman la Red de Carreteras de la Generalidad Valenciana. Dentro esta categoría se incluyen, tanto las carreteras convencionales como las autopistas y autovías autonómicas. En este caso, los identificadores de las carreteras que pertenecen a la Conselleria de Infraestructuras y Transportes pueden ser de color naranja y el código CV-??, o amarillo y con el código CV-???, según su importancia. Algunos ejemplos de carreteras autonómicas son la Autovía de la Plana (CV-10), la Autovía del Turia (CV-35), la Autovía Central (CV-40), o la avenida del Sur (CV-400).
La tercera categoría incluye a aquellas que son de competencia de las Diputaciones Provinciales (Castellón, Valencia y Alicante). Estas carreteras forman la Red Provincial, y los identificadores de las carreteras que pertenecen a las Diputaciones Provinciales son amarillas y con el código CV-???, aunque es probable que en algunos indicadores antiguos aún existan en carreteras tales como VV-??? o CS-V-???, pero estas nomenclaturas ya no existen como tal. Algunos ejemplos son la carretera entre Sueca y Alcira (CV-505), o la carretera entre Todolella y Olocau (CV-122). Finalmente, también existe una última categoría, la formada por las carreteras locales, competencia de las diferentes administraciones locales (diputaciones provinciales y ayuntamientos), las cuales tienen el código CV-????.

#### Aeropuertos
La Comunidad Valenciana cuenta con dos aeropuertos en servicio, y otro que está en proceso de puesta en funcionamiento:

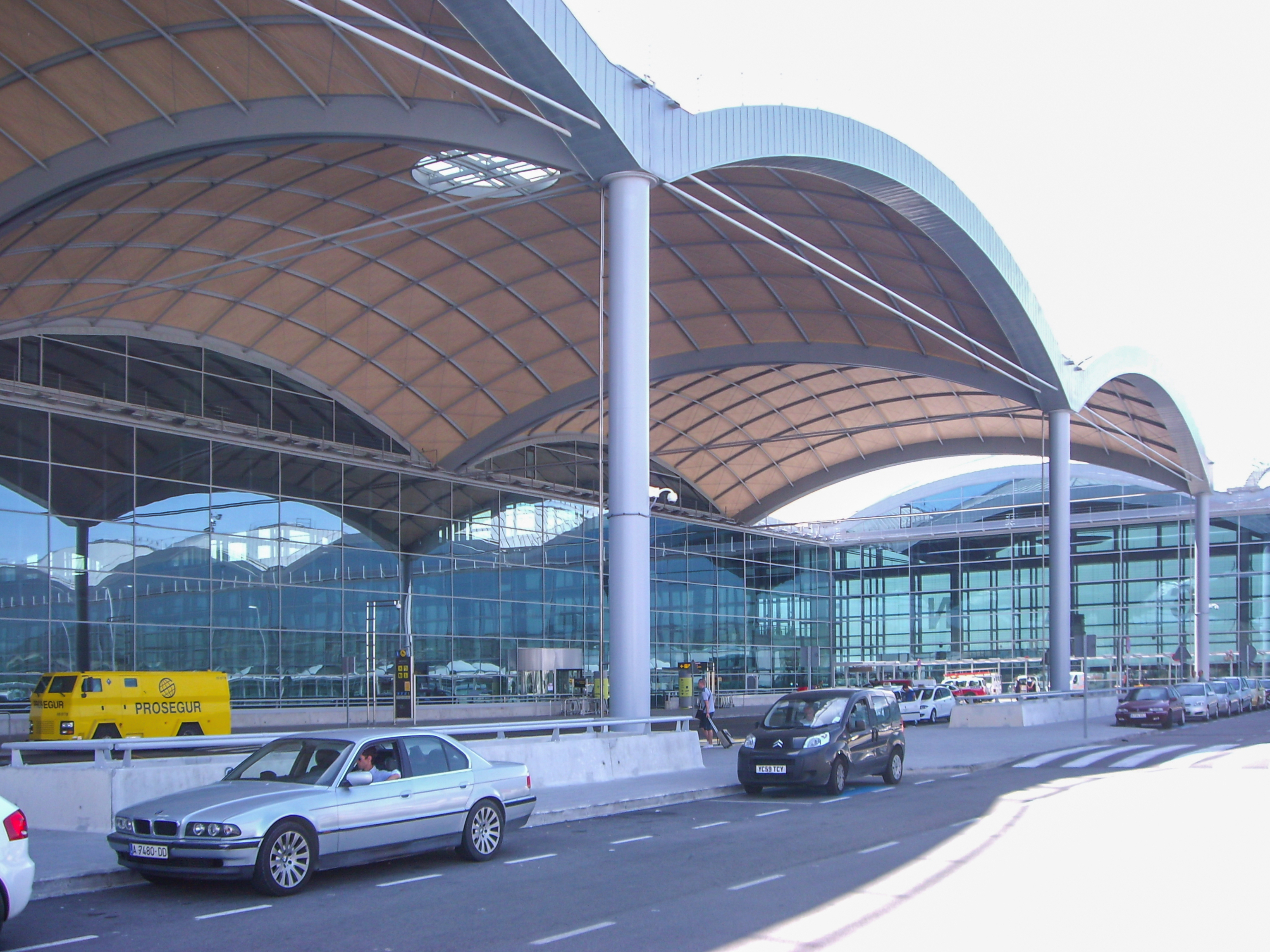
Aeropuerto de Alicante-Elche

- El aeropuerto de Alicante-Elche (código IATA: ALC, código OACI: LEAL).

Está situado en la localidad del Alted, en el término municipal de Elche, y está gestionado por Aena. Se accede a él a través de la N-338 bien desde la A-7 o desde la N-332. Está a 9 km del centro de Alicante y a 10 km de Elche. La historia del aeropuerto se remonta a 1967, la actual terminal data de 1996. Ocupa el sexto lugar en la red aeroportuaria española según número de pasajeros, además de ser el aeropuerto de mayor tráfico de pasajeros de la Comunidad Valenciana, ya que es considerado también como el aeropuerto principal de la Región de Murcia y su área de influencia abarca toda la Comunidad Valenciana, Albacete y el Levante Almeriense.
- El aeropuerto de Valencia (código IATA: VLC, código OACI: LEVC).

Es un aeropuerto español gestionado por Aena situado entre los términos municipales de Manises y Cuart de Poblet, en las cercanías de la ciudad de Valencia. El acceso por carretera se realiza desde la autovía V-11, que conecta la A-3 (Autovía de Madrid a Valencia) con la V-30. La historia del aeropuerto se remonta a 1927 y la actual terminal está operativa desde 1983, aunque en los últimos años se están ejecutando importantes obras de mejora para poder acoger el incremento de operaciones que desde el año 2001 aumentan, gracias al turismo y a las compañías de bajo coste. Es el noveno a nivel nacional, además es el segundo aeropuerto de la Comunidad Valenciana.
- El aeropuerto de Castellón (código IATA: CDT, código OACI: LECH).

Es un aeropuerto que se ubica en las inmediaciones de Villanueva de Alcolea y Benlloch. Está gestionado por la sociedad pública de la Generalidad Valenciana Aerocas. Pese a haber sido inaugurado oficialmente en marzo de 2011, no recibió todos los permisos para operar hasta diciembre de 2014, y hasta septiembre de 2015 careció de operaciones regulares. Se convirtió así en un símbolo internacional del derroche que caracterizó al periodo previo a la crisis española de 2008-2015. El 15 de septiembre de 2015 operó el primer vuelo regular en el aeropuerto, de la aerolínea irlandesa Ryanair, destino a Londres.

#### Puertos

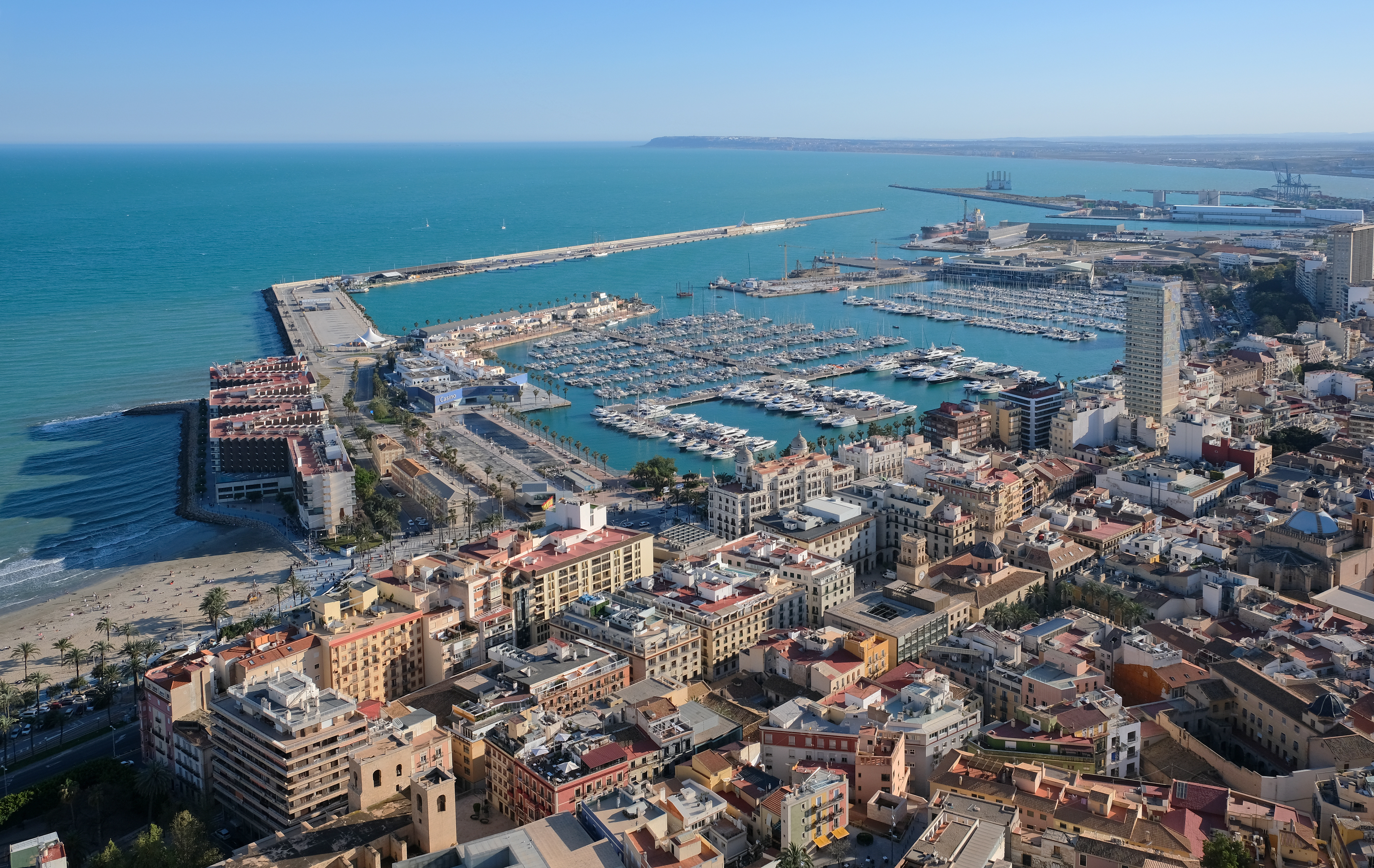
Puerto de Alicante

En el punto 20 del artículo 149 de la Constitución Española, referente a las competencias exclusivas del Estado, se hace referencia directa a la titularidad de los puertos de interés general, los cuales son en el caso valenciano los de Alicante, Castellón, Valencia, Sagunto y Gandía. Por este motivo, todos estos puertos se gestionan mediante el organismo público Puertos del Estado, dependiente del Ministerio de Fomento. Este organismo es el encargado de la ejecución de la política portuaria del gobierno y de la coordinación y control de eficiencia del sistema portuario, formado por 28 Autoridades Portuarias que administran los 46 puertos de interés general del Estado. Las Autoridades Portuarias de la Comunidad Valenciana son 3, las cuales gestionan los 5 puertos de interés general valencianos. De este modo, la Autoridad Portuaria de Valencia se encarga de la gestión de los puertos de Valencia, Sagunto y Gandía, mientras que las de Alicante y Castellón gestionan únicamente su puerto de referencia.
Además de los puertos de interés general existen también otros puertos, los conocidos como los puertos de la Generalidad Valenciana. Actualmente, hay 35 puertos dependientes de la Generalidad, de los cuales 16 están gestionados de forma directa por la Generalidad, mientras que el resto se gestionan desde el sector privado mediante concesión. Algunos de los principales puertos de la Generalidad Valenciana son los de Altea, Benicarló, Benidorm, Burriana, Calpe, Cullera, Denia, Isla de Tabarca, Jávea, Moraira, Peñíscola, Santa Pola, Torrevieja, Villajoyosa, Vinaroz, etc. En la Comunidad Valenciana el órgano que tiene encomendada la responsabilidad de crear las infraestructuras necesarias que permitan desarrollar la red de puertos valencianos es el Ente Gestor de la Red de Transporte y de Puertos de la Generalidad (GTP), dependiente de la Conselleria de Infraestructuras y Transporte.

#### Ferrocarril

##### Redes de Adif y Adif-Alta Velocidad

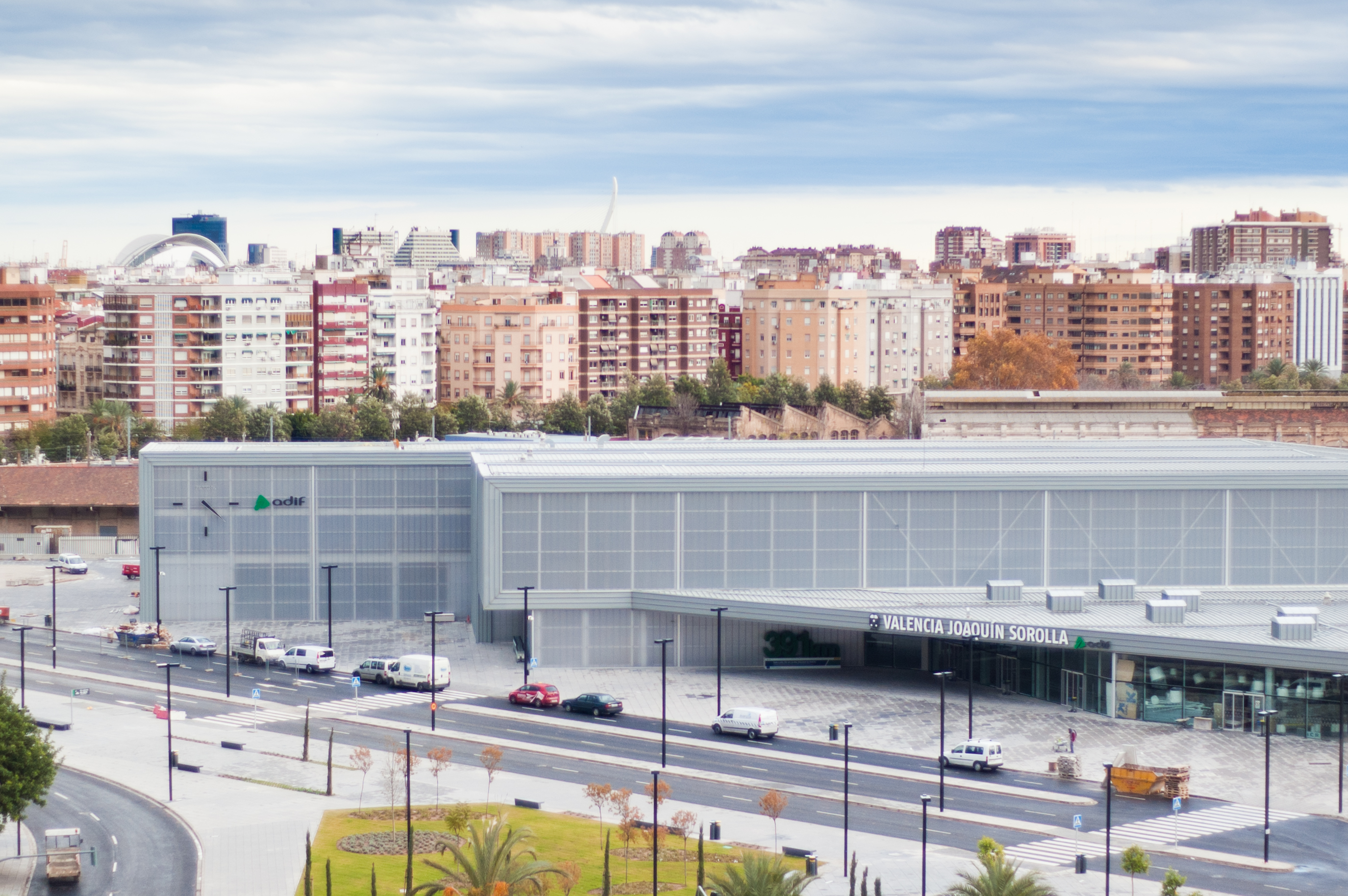
Estación Joaquín Sorolla, Valencia

El principal eje ferroviario de la comunidad es el denominado Corredor Mediterráneo, que va desde la conexión con Francia en la estación internacional de Portbou hasta el municipio murciano de Lorca y atraviesa todo el territorio valenciano de norte a sur. Este corredor lo usan tanto los trenes de cercanías, como los de media y larga distancia, así como también los de mercancías.
La Comunidad Valenciana también está conectada con Madrid desde Valencia a través de Cuenca o Albacete, y desde Alicante a través de Albacete. Por otro lado, Valencia también está comunicada con Aragón a través de Sagunto, desde donde es posible llegar a cualquiera de las tres capitales de provincia aragonesas a través de una línea no electrificada. Por lo que respecta a la Línea de alta velocidad Madrid-Levante, está une a Madrid con Valencia desde el año 2010, con Alicante desde 2013, y con Castellón y Elche desde 2018. Las principales estaciones terminales de la Comunidad Valenciana son las de las capitales de provincia:
- La Estación Joaquín Sorolla
- La Estación del Norte
- La Estación Término de Alicante
- La Estación de Castellón de la Plana

Además de esto, la Comunidad cuenta con el servicio de Cercanías Renfe, que explota Renfe Operadora sobre la infraestructura de Adif. En Castellón y Valencia, este servicio se denomina Cercanías Valencia, o Rodalia València en valenciano, y está formado por seis líneas, 252 km de vías férreas y 66 estaciones. Cuatro de las líneas tienen su origen en Valencia-Estación del Norte y dos tienen su cabecera provisional desde el 5 de abril de 2008 en la nueva estación término de Valencia-San Isidro. En el caso de Alicante, este servicio recibe el nombre de Cercanías Murcia/Alicante, y posee una red que se extiende por las provincias de Murcia y Alicante (aunque alcanza una población limítrofe de la provincia de Almería en una de las líneas). Este núcleo tiene en servicio tres líneas, recorre 200 km de vías férreas, y cuenta con un total de 26 estaciones en servicio.

##### Red de FGV
Aparte de la red de ancho ibérico, explotada en su totalidad por Adif, y la de ancho internacional, explotada por Adif-Alta Velocidad, la Comunidad Valenciana también cuenta con una red de vía estrecha operada por Ferrocarriles de la Generalidad Valenciana que ofrece un servicio de metro en la ciudad de Valencia, y tranvía en Alicante y Valencia.

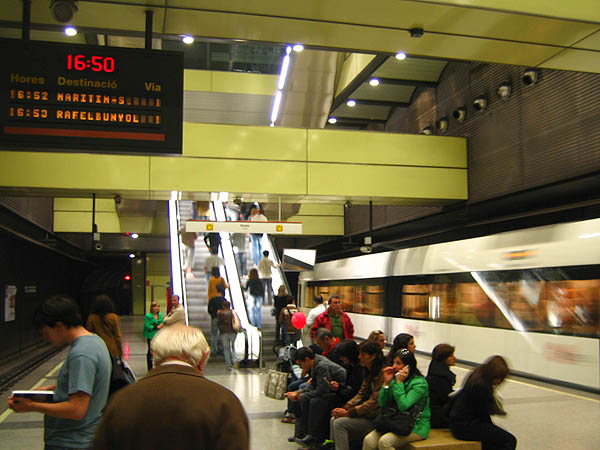
Estación de Colón (Metrovalencia)

- La red de Metrovalencia es la tercera red de metro y tranvía que se formó en España, después de las de Madrid y Barcelona, la segunda en número de kilómetros, después de Madrid, y la cuarta en número de usuarios, después de Madrid, Barcelona y Bilbao. La actual red de Ferrocarriles de la Generalidad Valenciana es heredera de la antigua red de ferrocarriles suburbanos de Valencia, conocida popularmente como el Trenet de Valencia, y está formada por seis líneas de metro y tres de tranvía.
- La red del TRAM Metropolitano de Alicante combina el tranvía en superficie tanto por vías tranviarias como por vías ferroviarias, el tren ligero (tanto en superficie como subterráneo) en el núcleo urbano y servicios de cercanías (tanto con trenes diésel como con tren-tram, con velocidades de hasta 100 km/h), hasta poblaciones cercanas del área metropolitana y otras más lejanas. La red del TRAM cuenta con seis líneas en servicio.

Al igual que en el caso de los puertos, el Ente Gestor de la Red de Transporte y de Puertos de la Generalidad (GTP), es el órgano que tiene encomendada la responsabilidad de crear las infraestructuras necesarias que permitan desarrollar la red de transporte autonómico ferroviario de la Comunidad Valenciana.

#### Trolebús
El TRAM (Transporte Metropolitano de la Plana) es un trolebús de tránsito rápido, es decir, un autobús eléctrico alimentado por una catenaria que circula por una calzada especialmente habilitada para esta cuestión. El planteamiento que se desarrolla en Castellón se estructura en dos corredores, de más de 40 km, en los que los vehículos circulan por una vía reservada para este efecto combinada con infraestructura compartida, y tienen prioridad en las intersecciones sobre el tráfico convencional. Así se combina la accesibilidad, la velocidad y la regularidad de una solución basado en raíles, con la flexibilidad, la adaptabilidad, capacidad de carga y menores costes del autobús convencional.

### Educación

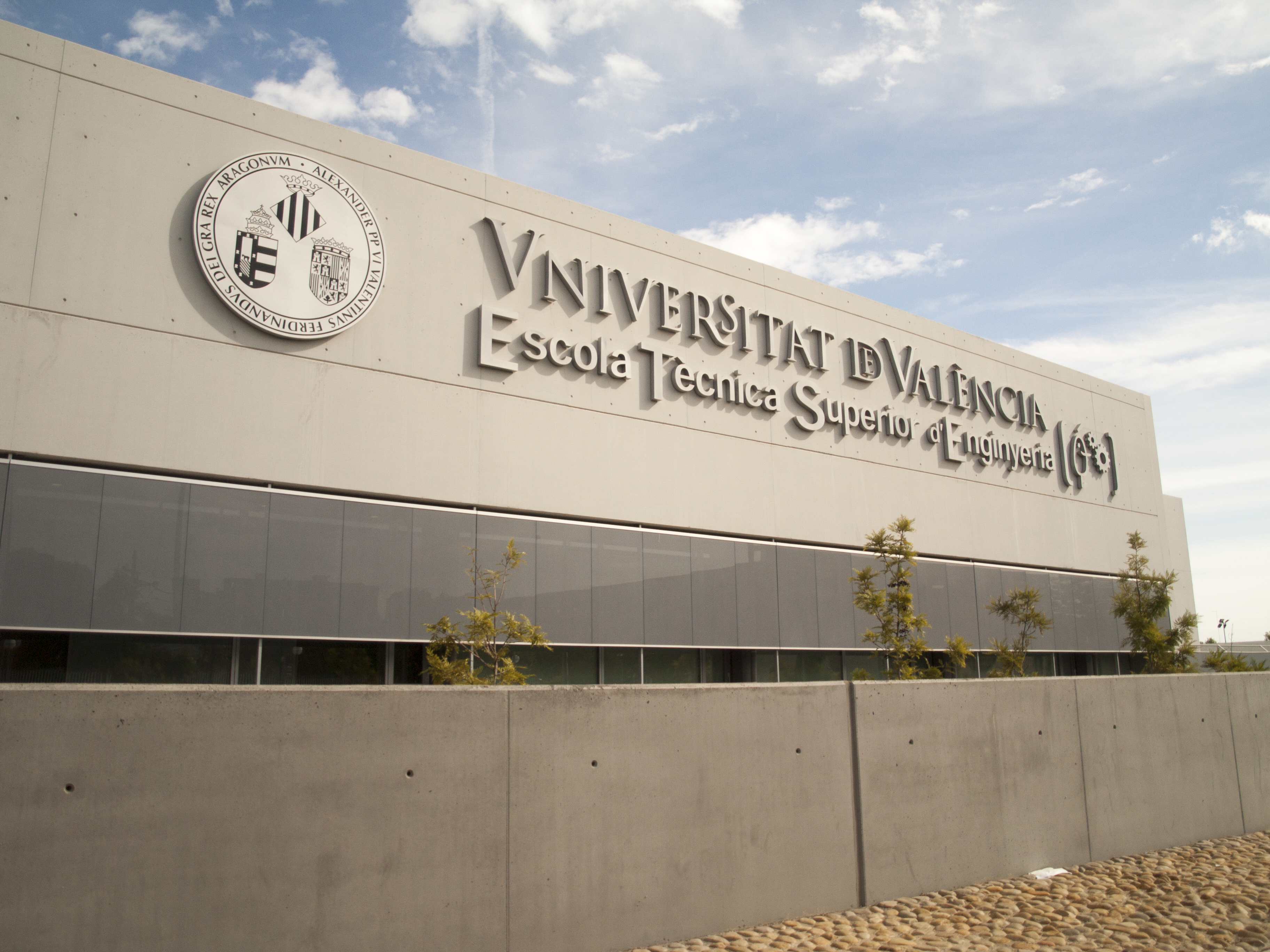
Escuela Técnica Superior de Ingeniería, Universidad de Valencia

Como en el resto del Estado, la enseñanza básica es obligatoria y gratuita para todas las personas. La enseñanza obligatoria comprende diez años de escolaridad y se desarrolla entre los seis y los dieciséis años de edad, período tras el cual el alumno puede acceder al bachillerato, a la formación profesional de grado medio, a los ciclos de grado medio de artes plásticas y diseño, a las enseñanzas deportivas de grado medio o al mundo laboral.
Los estudios universitarios toman como medida de la carga lectiva el crédito, según lo establecido en la Declaración de Bolonia, a la que se están adaptando las universidades valencianas junto a las otras universidades del Espacio Europeo de Educación Superior. Durante la Edad Moderna se creó la primera universidad en el entonces Reino de Valencia, la Universidad de Valencia (fundada en 1499). En la actualidad la Comunidad Valenciana cuenta con cinco universidades públicas: la Universidad de Alicante; la Universidad Miguel Hernández de Elche; la Universidad Jaime I de Castellón; la Universidad Politécnica de Valencia; y la Universidad de Valencia. En la comunidad también hay cinco universidades privadas: la Universidad CEU Cardenal Herrera de Valencia; la Universidad Católica de Valencia San Vicente Mártir; la Universidad Internacional de Valencia y la Universidad Europea de Valencia. También hay varios centros privados adscritos a otras universidades, como la Escuela Superior de Gestión Comercial y Marketing (ESIC) de Valencia; o el Centro de Formación Florida de Catarroja. Para finalizar, en la Comunidad Valenciana también hay varios centros asociados a la Universidad Nacional de Educación a Distancia, los cuales se ubican en Alcira, Játiva, Onteniente, Valencia, Villarreal, Benicarló, Segorbe, Denia, Benidorm, Jávea, Elche y Elda, así como una sede de la Universidad Internacional Menéndez Pelayo, la cual se ubica en la ciudad de Valencia.

### Sanidad

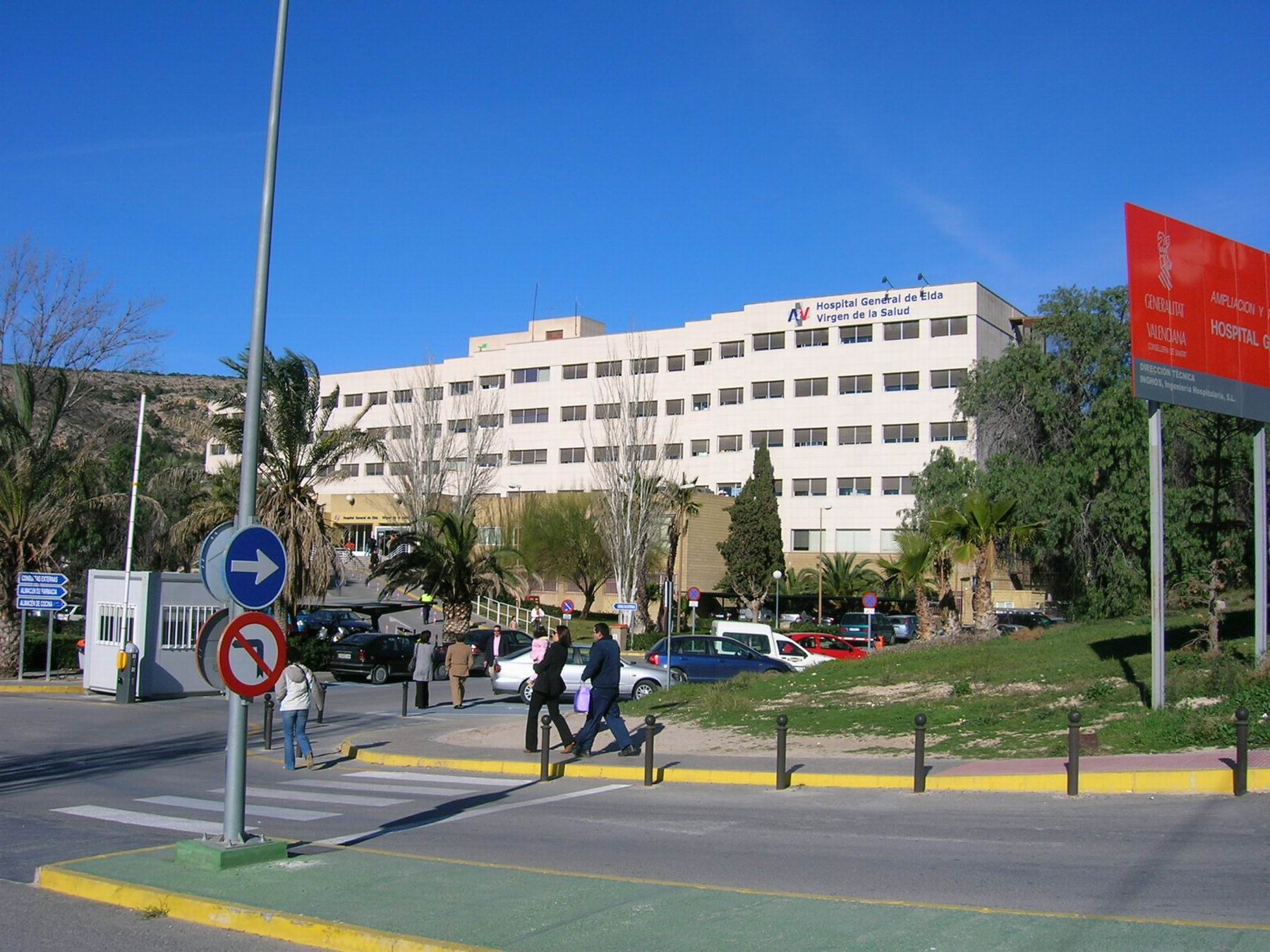
Hospital General de Elda

El sistema sanitario valenciano se ordena en departamentos de salud, que equivalen a las áreas de salud previstas en la Ley General de Sanidad. Los departamentos de salud son las estructuras fundamentales del sistema sanitario valenciano, son las demarcaciones geográficas en las que queda dividido el territorio de la Comunidad Valenciana a los efectos sanitarios.
En cada departamento de salud se garantizará una adecuada ordenación de la asistencia primaria y su coordinación con la atención especializada, de manera que se posibilite la máxima eficiencia en la ubicación y uso de los recursos, así como el establecimiento de las condiciones estratégicas.
El gerente del Departamento de Salud es el encargado de la dirección y gestión de los recursos del Departamento, tanto de Atención Primaria como Asistencia Especializada y Socio-sanitaria.
Según Ley 3/2003, de 6 de febrero, de la Generalidad Valenciana, de Ordenación Sanitaria de la Comunidad Valenciana.

### Seguridad ciudadana

#### Policía

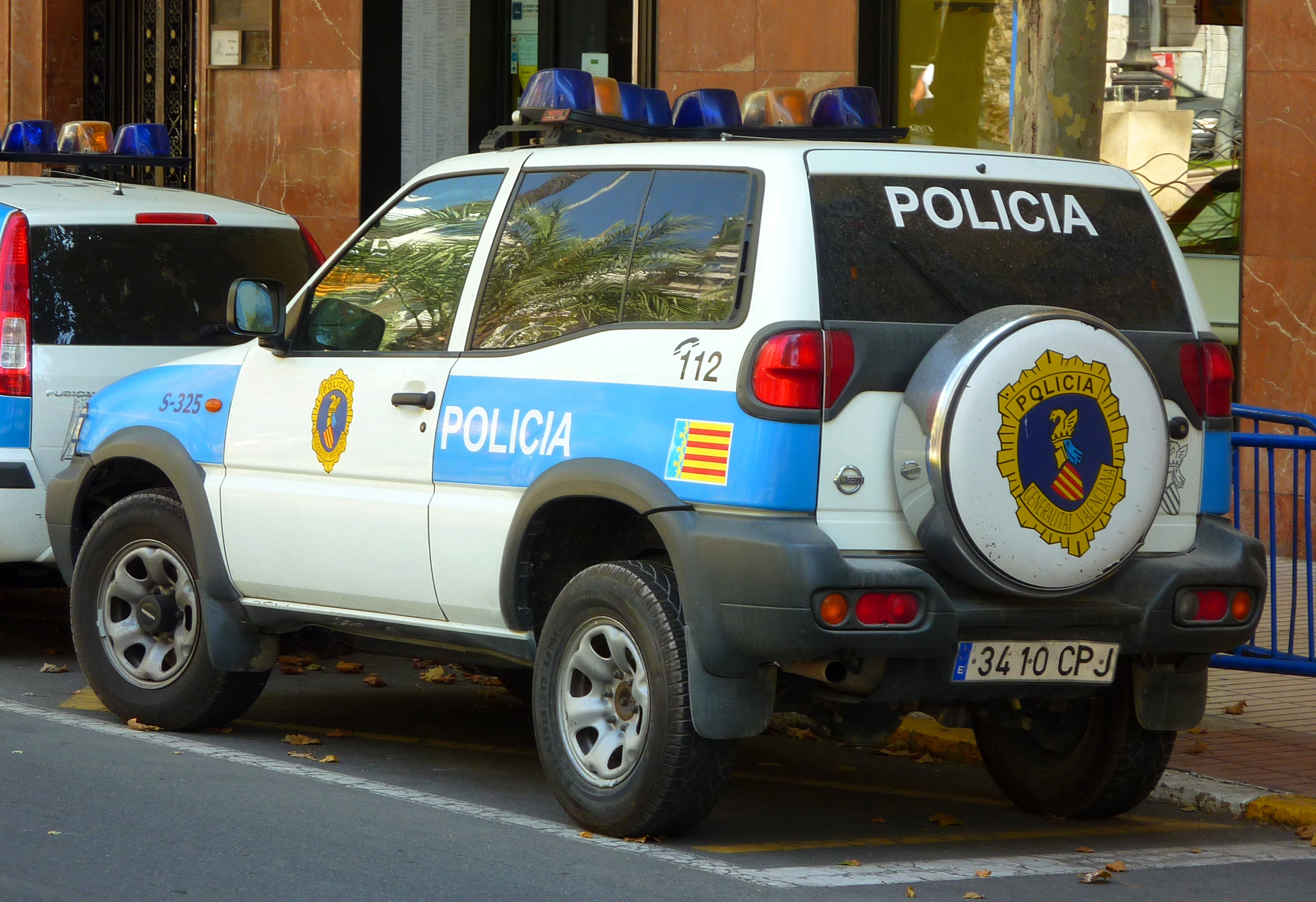
Vehículo de la Policía de la Generalidad Valenciana

En la Comunidad Valenciana se encarga de la seguridad civil las Fuerzas y Cuerpos de Seguridad del Estado, es decir, la Policía Nacional, la Guardia Civil, y la Policía Judicial. Además de estos cuerpos, los municipios de la Comunidad Valenciana cuentan con los servicios de la policía local, la cual se rige por los principios generales de los Capítulos II y III del Título I y por la sección cuarta del Capítulo IV del Título II de la Ley Orgánica 2/86 de 13 de marzo de Fuerzas y Cuerpos de Seguridad, con adecuación que exija la dependencia de la administración correspondiente, las disposiciones dictadas al respecto por las comunidades autónomas y los reglamentos específicos para cada cuerpo y demás normas dictadas por los correspondientes ayuntamientos.
Además de esto, la Generalidad Valenciana cuenta con la denominada Policía de la Generalidad (en valenciano y oficialmente Policía de la Generalitat), una unidad de Policía Autonómica que pertenece orgánicamente al Cuerpo Nacional de Policía y que está asignada funcionalmente a la Comunidad Valenciana, por lo que no es un cuerpo de policía autónomo como son los casos de los Mozos de Escuadra, la Ertzaintza, la Policía Foral de Navarra o la Policía Canaria. Entró en funcionamiento en el año 1993, en virtud de la Orden Ministerial 9/92, y actualmente cuenta con unos 500 agentes, de los cuales 350 están en la provincia de Valencia, y el resto a partes iguales en Alicante y Castellón, es decir, 75 agentes en ambas provincias.

#### Cuerpos de bomberos

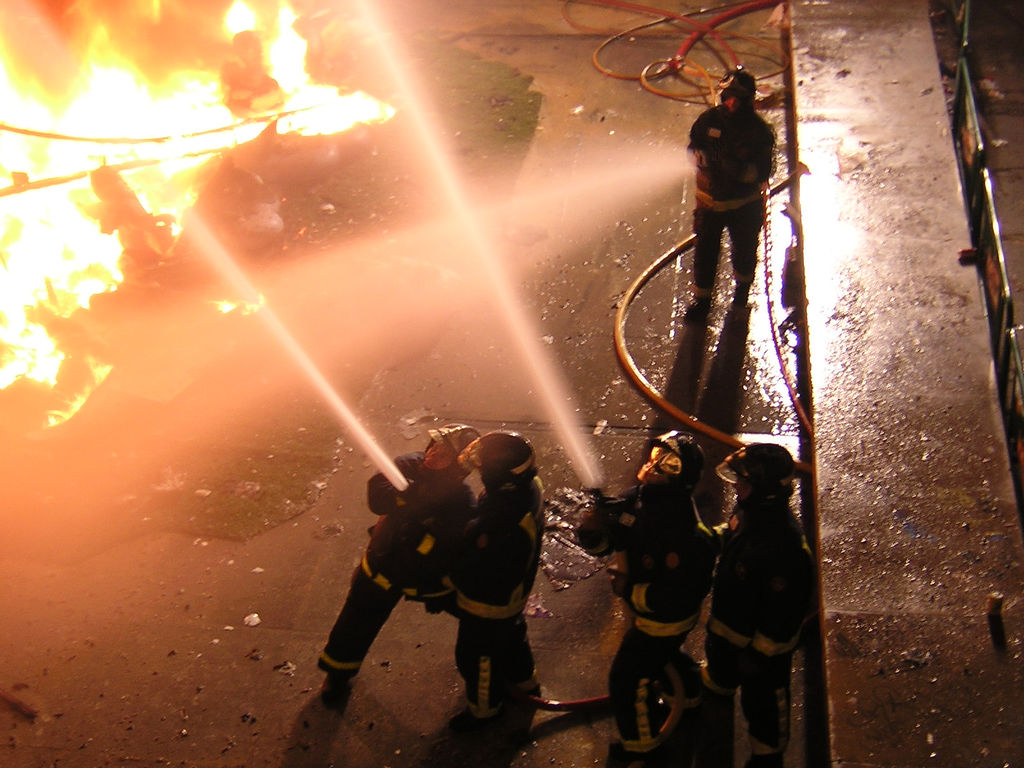
Cuerpo Municipal de Bomberos de la ciudad de Valencia

En la Comunidad Valenciana los cuerpos de bomberos están regulados por la ley 7/2011, de 1 de abril, de la Generalidad, de los Servicios de Prevención, Extinción de Incendios y Salvamento de la Comunidad Valenciana. En la actualidad en la Comunidad Valenciana no existe un cuerpo de bomberos autonómico, sino varios, los cuales dependen de las diputaciones provinciales y de los ayuntamientos de Alicante, Castellón y Valencia:
- El Consorcio Provincial de Bomberos de Valencia[78]
- El Cuerpo Municipal de Bomberos de la ciudad de Valencia[79]
- El Consorcio Provincial de Bomberos de Alicante[80]
- El Cuerpo de Bomberos del Ayuntamiento de Alicante[81]
- El Consorcio Provincial de Bomberos de Castellón[82]
- El Cuerpo de Bomberos del Ayuntamiento de Castellón[83]

## Cultura

### Literatura y filosofía
Numerosas, y de una gran importancia, son las aportaciones valencianas en el ámbito de la cultura escrita, tanto en lo que concierne a aquella más literaria o ficticia, como en lo que concierne a aquella más de ensayo, investigación o pensamiento. Esta importancia de la cultura valenciana lo ha sido tanto en la Edad Contemporánea como en épocas anteriores.

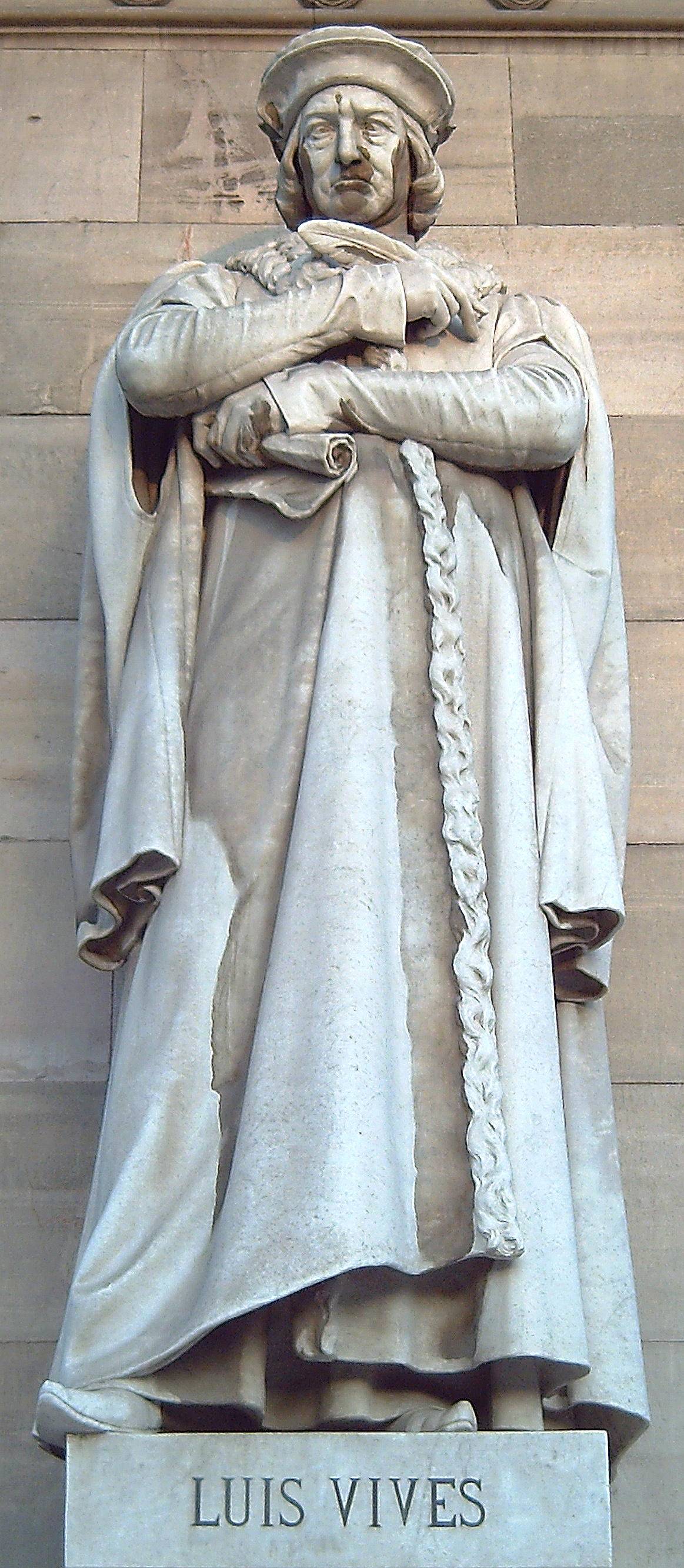
Estatua de Luis Vives en el pórtico de la Biblioteca Nacional de España

Con anterioridad a la Edad Contemporánea, no se puede dejar de hablar de figuras como el pensador y humanista Juan Luis Vives, el poeta Ausiàs March o Joanot Martorell, autor de Tirant lo Blanch. La importancia de estos tres autores trasciende ampliamente los límites valencianos e incluso españoles y sus obras están consideradas como parte de la tradición cultural universal. Quizás, sin que ello suponga ningún desdoro, tengan una importancia algo menor, aunque no puedan, en ningún caso, ser desdeñados, nombres como Joan Roís de Corella o Jaume Roig.

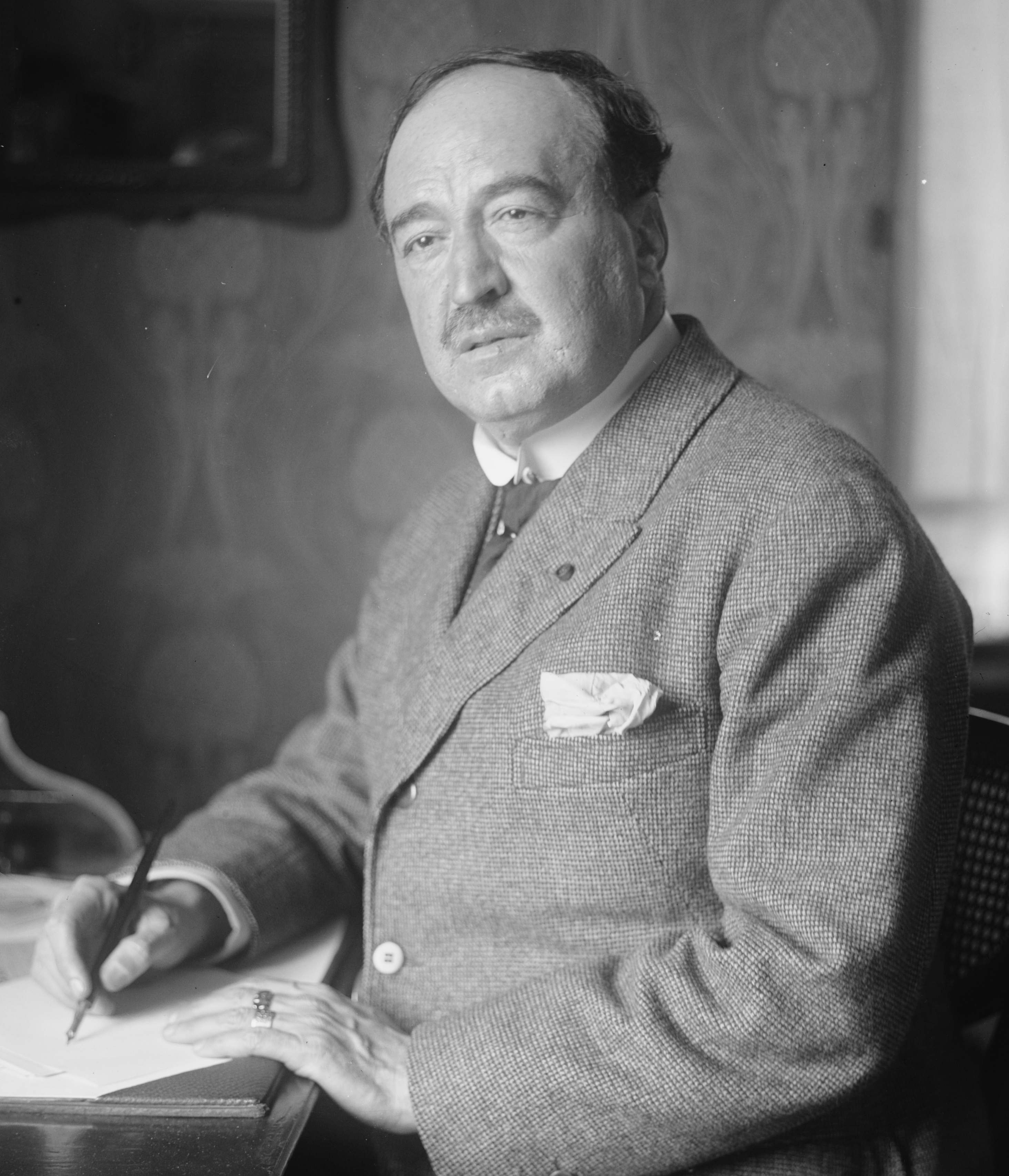
Vicente Blasco Ibáñez

En los albores de la Edad Contemporánea, en la Ilustración, aparecen los nombres de Gregorio Mayans, figura clave de la primera época de la Ilustración española —comparable a un Jovellanos— o el del botánico Antonio José Cavanilles, botánico de renombre y autor de una famosas observaciones sobre los pueblos del Reino de Valencia.
En nuestros tiempos —siglos XIX, XX, XXI— son dignos de cita, como señalábamos con anterioridad, tanto ensayistas, como narradores, dramaturgos o poetas.
Ensayistas
- Vicente Verdú, sociólogo, columnista de El País y autor de importantes libros de crítica cultural. Entre sus libros más recientes, El capitalismo funeral o El estilo del mundo: la vida en el capitalismo de ficción.
- Gabriel Albiac, conocedor profundo de la obra de Spinoza.
- José Vidal-Beneyto, figura clave entre los intelectuales antifranquistas.
- Emilio Lamo de Espinosa, sociólogo, experto en relaciones internacionales, y director, en la anterior etapa popular, y ahora de nuevo recién nombrado, del principal think tank español no-partidista (quizás sería mejor decir bipartidista) en el ámbito de la política exterior, el Real Instituto Elcano.
- Adela Cortina, filósofa moral, discípula de José Luis López Aranguren, y cultivadora de la ética procedimentalista. También es un importante filósofo moral su marido Jesús Conill.
- José Antonio Maravall, de quien podríamos decir que, junto con Antonio Elorza, este último no valenciano, sino madrileño, ha sido el principal cultivador durante el siglo XX de la Historia del Pensamiento español. Se consideran fundamentales, no solo, pero sobre todo, sus estudios sobre el Barroco. Aunque no es personalmente valenciano —aunque sí de familia valenciana— el hijo de José Antonio Maravall, José María Maravall, fue ministro socialista y es un conocido politólogo.
- Ricardo García Cárcel, importante historiador del Renacimiento y el Barroco.
- Agustín Andreu, filósofo y teólogo que mantuvo una estrecha correspondencia con María Zambrano, nombre fundamental de la filosofía y de la teología europea del siglo XX.
- Joan Fuster, figura más o menos polémica en Valencia, pero del que se pueden decir, desde cualquier posición política, dos cosas: fue un gran ensayista, y fue el principal de los intelectuales valencianos catalanistas.

Narradores
- Vicente Blasco Ibáñez, popular narrador español, cultivador del costumbrismo.
- Max Aub, una de las figuras de las letras hispanas —no solo españolas— del siglo XX, no fue estrictamente valenciano, pero sí paso aquí sus años formativos.
- Manuel Vicent.
- Azorín, uno de los nombres claves del 98.
- Gabriel Miró, que tuvo menor fortuna, aunque no menor calidad, cultivó un estilo literario cercano, identificable también quizás con el del mallorquín Llorenç Vilallonga.
- Juan Gil-Albert.
- Juan José Millás, destacado prosista, articulista, columnista de El País.
- Rafael Chirbes, de incuestionable calidad e independencia crítica, quizás —por las vicisitudes de la cultura— más conocido en Alemania que en España. Su última novela es Crematorio, inspiradora de la serie televisiva del mismo nombre.
- Vicente Molina Foix.
- Edgar Neville, aunque no era valenciano, sí pasó en Valencia sus años de infancia, en el palacio que sus abuelos, Condes de Romrée, poseían en Alfafar. En el género de la poesía son dignos de cita Miguel Hernández, Tomás Segovia, Francisco Brines y Carlos Marzal. Entre los dramaturgos, actualmente es importante en el teatro español José Sanchis Sinisterra y, en un tono mucho más costumbrista, incluso «castizo», es algo curioso que Carlos Arniches, recreador clave del imaginario tradicional madrileño, fuese alicantino. Si hablamos del cine como género hermano del teatro, hay que destacar a Luis García Berlanga.

### Ciencia y tecnología
El sector público de la Comunidad Valenciana se encarga del I+D+i mediante el Instituto Valenciano de Competitividad Empresarial (IVACE), una entidad adscrita a la Consejería de Economía, Industria, Turismo y Empleo de la Generalidad Valenciana, cuya finalidad es la gestión de la política industrial de la Generalidad Valenciana y el apoyo a las empresas en materia de innovación, emprendimiento, internacionalización y captación de inversiones, así como la promoción de los núcleos tecnológicos, de la seguridad industrial, y de la gestión de la política energética de la Generalidad.

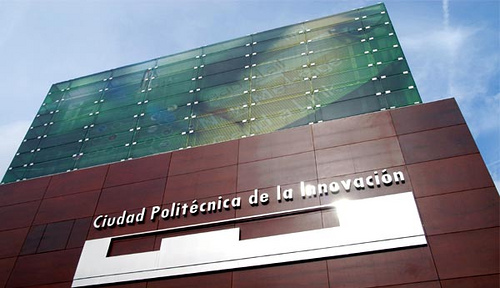
Ciudad Politécnica de la Innovación

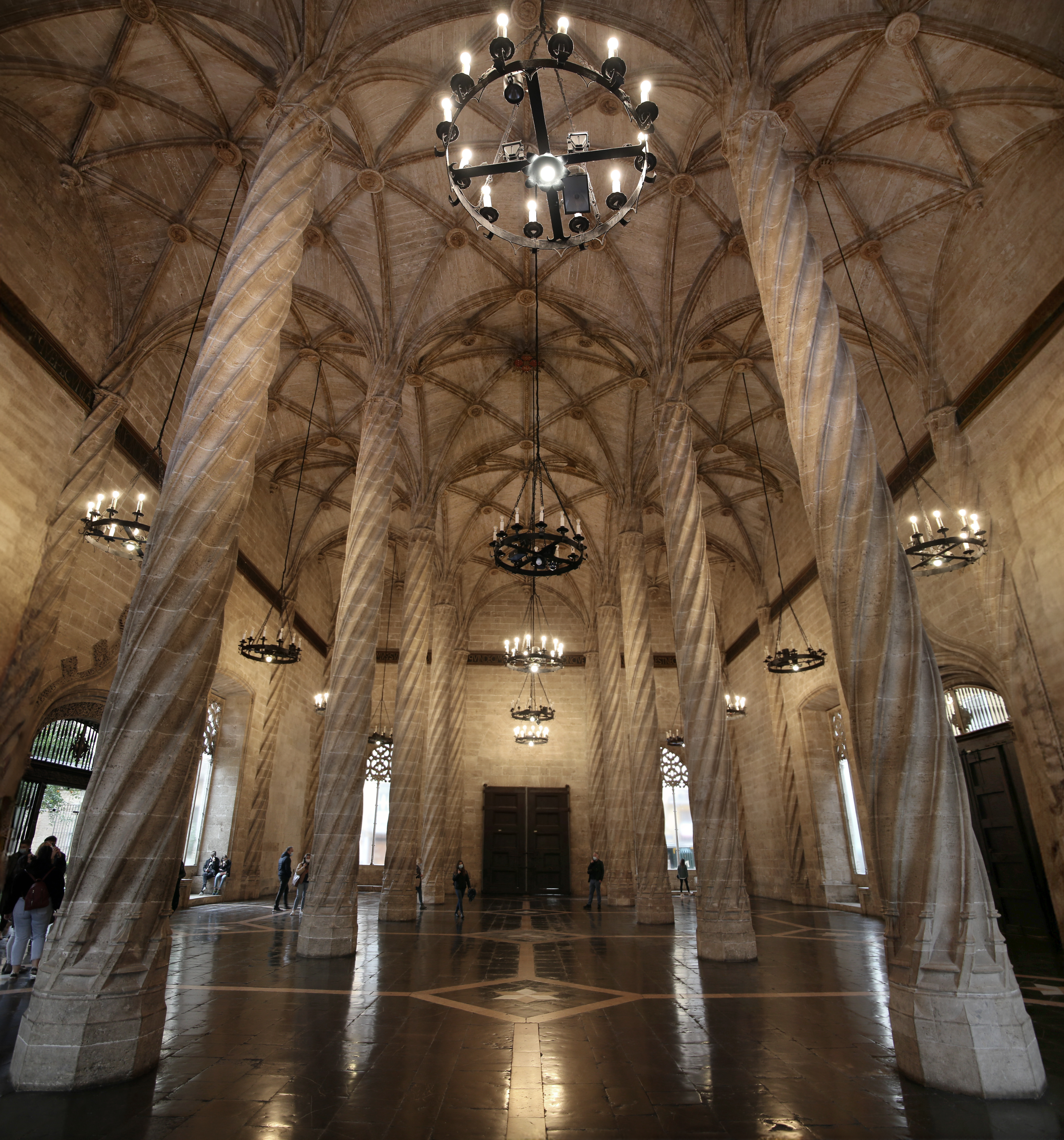
Lonja de la Seda de Valencia

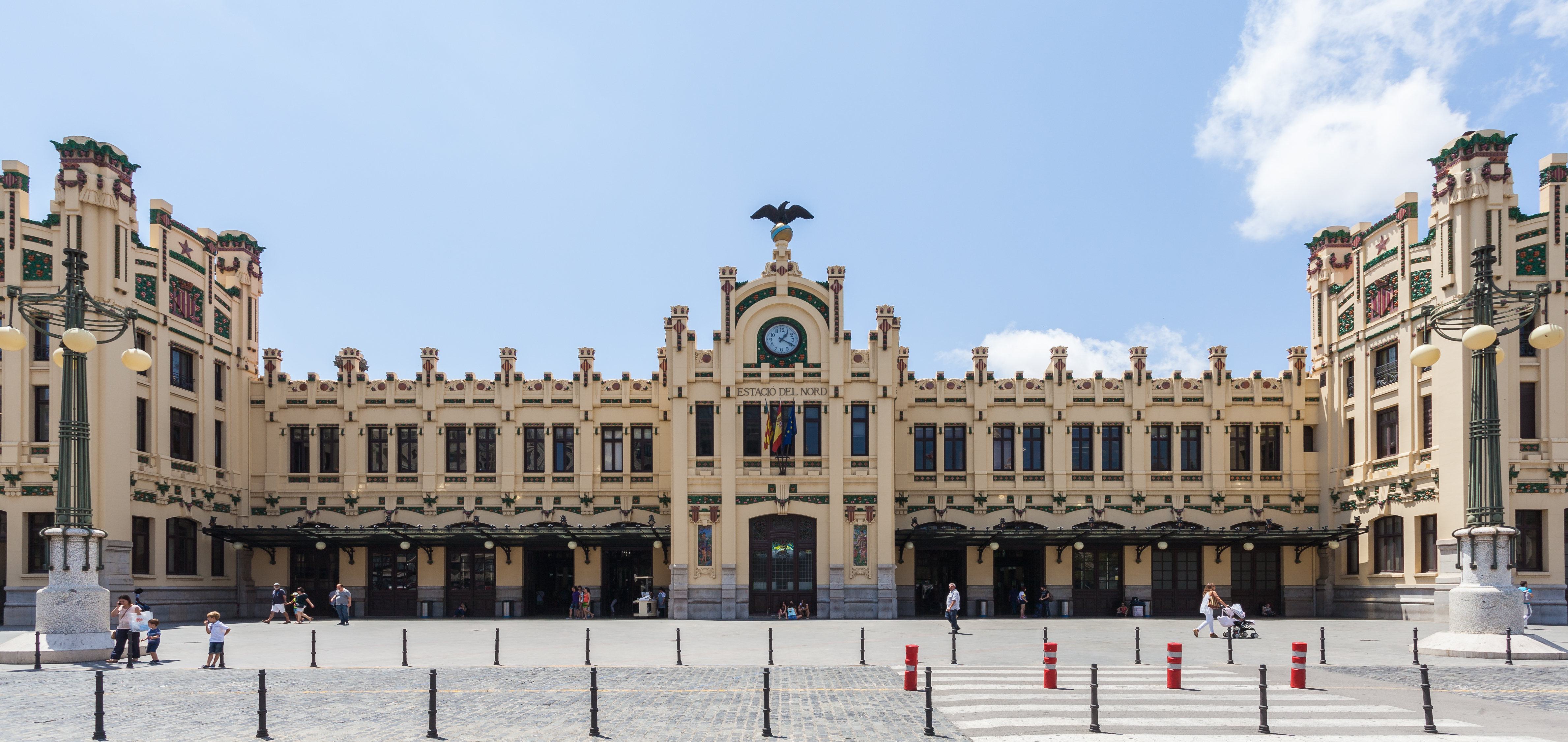
Estación del Norte, en Valencia

El principal núcleo tecnológico de la Comunidad Valenciana es el parque tecnológico de Paterna, el cual recibe el nombre de València Parc Tecnològic. Los objetivos principales de este parque tecnológico son potenciar la diversificación industrial de la Comunidad Valenciana, fomentar la incorporación de nuevas tecnologías, y apoyar las iniciativas de I+D+i. En el parque tecnológico están ubicados nueve de los Institutos Tecnológicos promovidos por el IVACE en colaboración con los empresarios de los sectores correspondientes y las universidades públicas valencianas. Estos institutos forman parte de la Red de Institutos Tecnológicos (REDIT), la cual está formada por 13 institutos tecnológicos, los nueve ubicados en el València Parc Tecnològic, y otros cuatro ubicados en otras ciudades valencianas. Actualmente, los institutos tecnológicos que existen en la Comunidad Valenciana son:
| - El Instituto Tecnológico del Mueble, Madera, Embalaje y Afines (AIDIMA) - El Instituto Tecnológico de Óptica, Color e Imagen (AIDO) - El Instituto Tecnológico del Juguete (AIJU) - El Instituto Tecnológico Metalmecánico (AIMME) - El Instituto Tecnológico del Plástico (AIMPLAS) - El Instituto Tecnológico del Sector Agroalimentario (AINIA) - El Instituto Tecnológico Textil (AITEX) | - El Instituto de Biomecánica (IBV) - El Instituto Tecnológico del Calzado y Conexas (INESCOP) - El Instituto de Tecnología Cerámica (ITC) - El Instituto Tecnológico de la Energía (ITE) - El Instituto Tecnológico del Embalaje, Transporte y Logística (ITENE) - El Instituto Tecnológico de Informática (ITI) |

Junto al València Parc Tecnològic la Comunidad Valenciana cuenta con cinco parques científicos, los cuales dependen en gran medida de las universidades públicas valencianas. Así, la Universidad Politécnica de Valencia cuenta con la Ciudad Politécnica de la Innovación (CPI); la Universidad de Valencia (UV) tiene el parque científico de la Universidad de Valencia (PCUV); la Universidad Jaime I de Castellón (UJI) y la Confederación de Empresarios de Castellón (CEC) son los promotores de Espaitec, el Parque Científico, Tecnológico y Empresarial de Castellón; la Universidad de Alicante (UA) es la fundadora y patrona del parque científico de Alicante; y finalmente, la Universidad Miguel Hernández de Elche (UMH) fundó junto con la Confederación Empresarial de la Provincia de Alicante (COEPA) el Parque Científico-Empresarial de la UMH.

### Arte

#### Gótico valenciano
Dentro de los diferentes estilos artísticos que se desarrollaron en tierras valencianas, sin duda fue el gótico valenciano uno de los estilos más destacados con diversas obras maestras y cuyo ejemplo más universal, aunque desde luego no el único, es la Lonja de la Seda de Valencia (1482-1498), declarada Patrimonio de la Humanidad por la Unesco. Su autor fue el arquitecto Pere Compte.

#### Modernismo valenciano

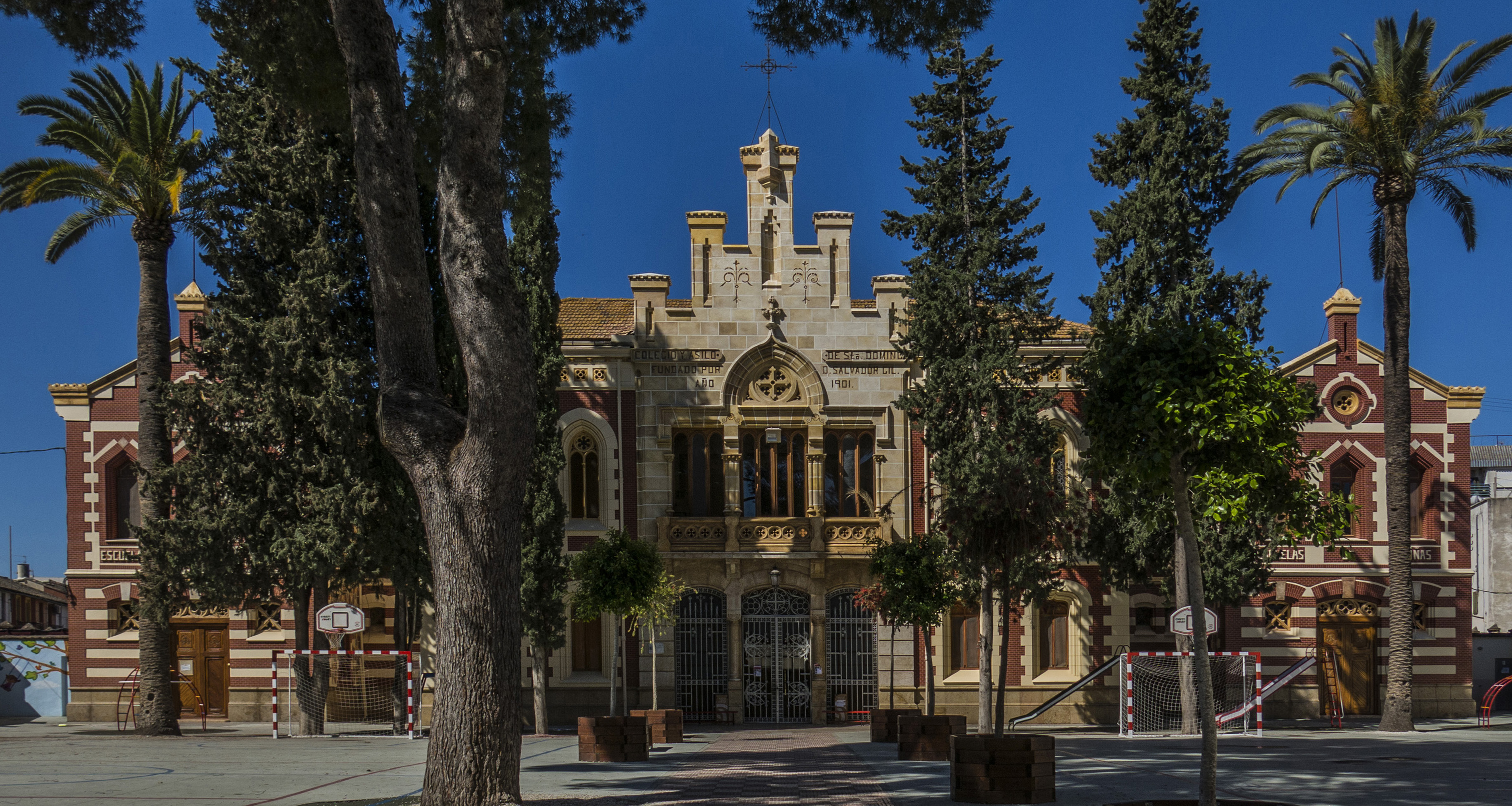
Asilo de Santo Domingo

El modernismo valenciano fue un importante foco del modernismo en España, que por número de obras tuvo su mayor desarrollo en Alcoy y Valencia y que de la mano de los arquitectos modernistas valencianos (Francisco Mora, Demetrio Ribes, Antonio Martorell, Vicente Ferrer, Vicente Pascual, Timoteo Briet, etc.) dará lugar a un estilo propio y diferenciado influenciado en buena medida por la corriente modernista austriaca Sezession.

#### Pintura

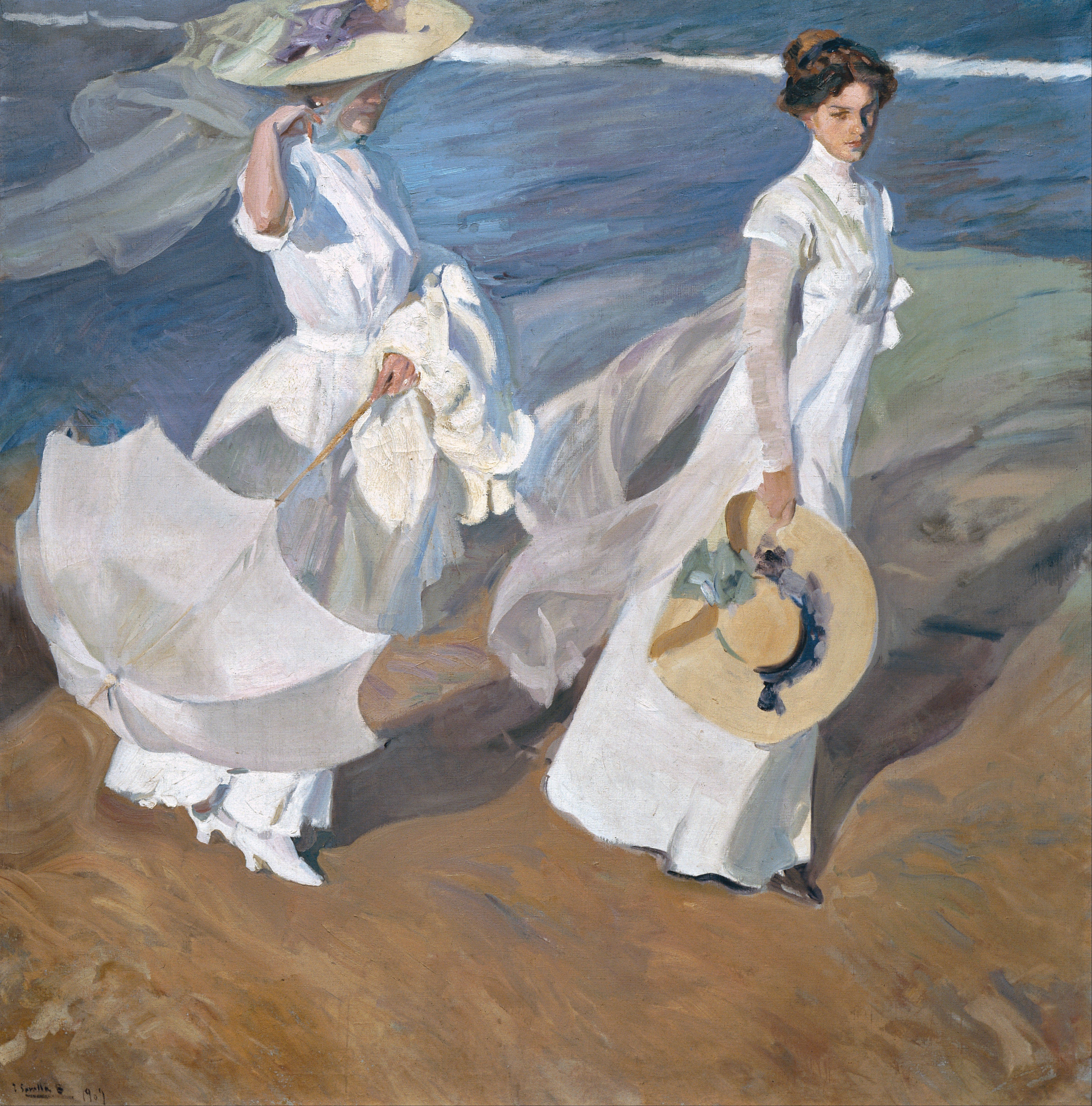
Paseo a orillas del mar, del pintor valenciano Joaquín Sorolla

Los pintores valencianos que han adquirido a lo largo de la historia un mayor renombre son: Juan de Juanes; José de Ribera; Francisco Ribalta; o Joaquín Sorolla.

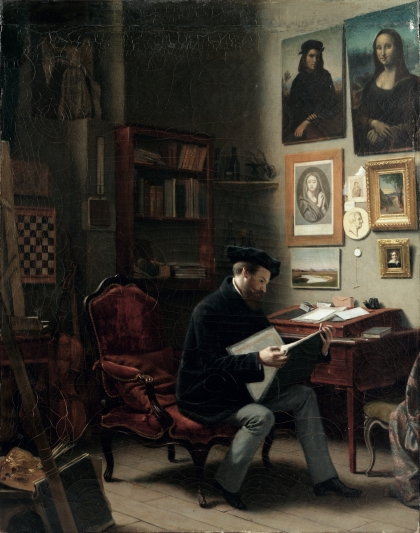
Antonio Gisbert, prominente pintor decimonónico español

#### Museos
Los museos pictóricos y pinacotecas más relevantes de la Comunidad Valencia son el Instituto Valenciano de Arte Moderno, el Museo Valenciano de la Ilustración y la Modernidad, el Museo de Bellas Artes de Valencia, todos ellos de Valencia, el Museo de Bellas Artes de Castellón y el Museo Popular de Arte Contemporáneo, ambos de Castellón, el Museo de La Asegurada y el Museo de Bellas Artes Gravina, en Alicante, aunque también es destacable el Museo Nacional de Cerámica y Artes Suntuarias González Martí de Valencia.

#### Escuela valenciana del cómic
Su capital ha sido también el segundo centro de producción de historieta en España por detrás de Barcelona y por delante de Madrid. Entre sus autores, conocidos colectivamente como escuela valenciana o línea mediterránea, destacan, dentro de una primera generación, Karpa, Palop, José Sanchis Grau y, en la nueva, Mique Beltrán, Ana Juan, Javier Mariscal, Micharmut, Sento y Daniel Torres. Han recibido algunos homenajes institucionales, como la exposición «València Còmic» y, a título individual, la dedicada a Miguel Calatayud o al citado Daniel Torres y la medalla de oro al mérito cultural concedida por la Generalidad Valenciana a Karpa por toda su carrera como dibujante.

### Música

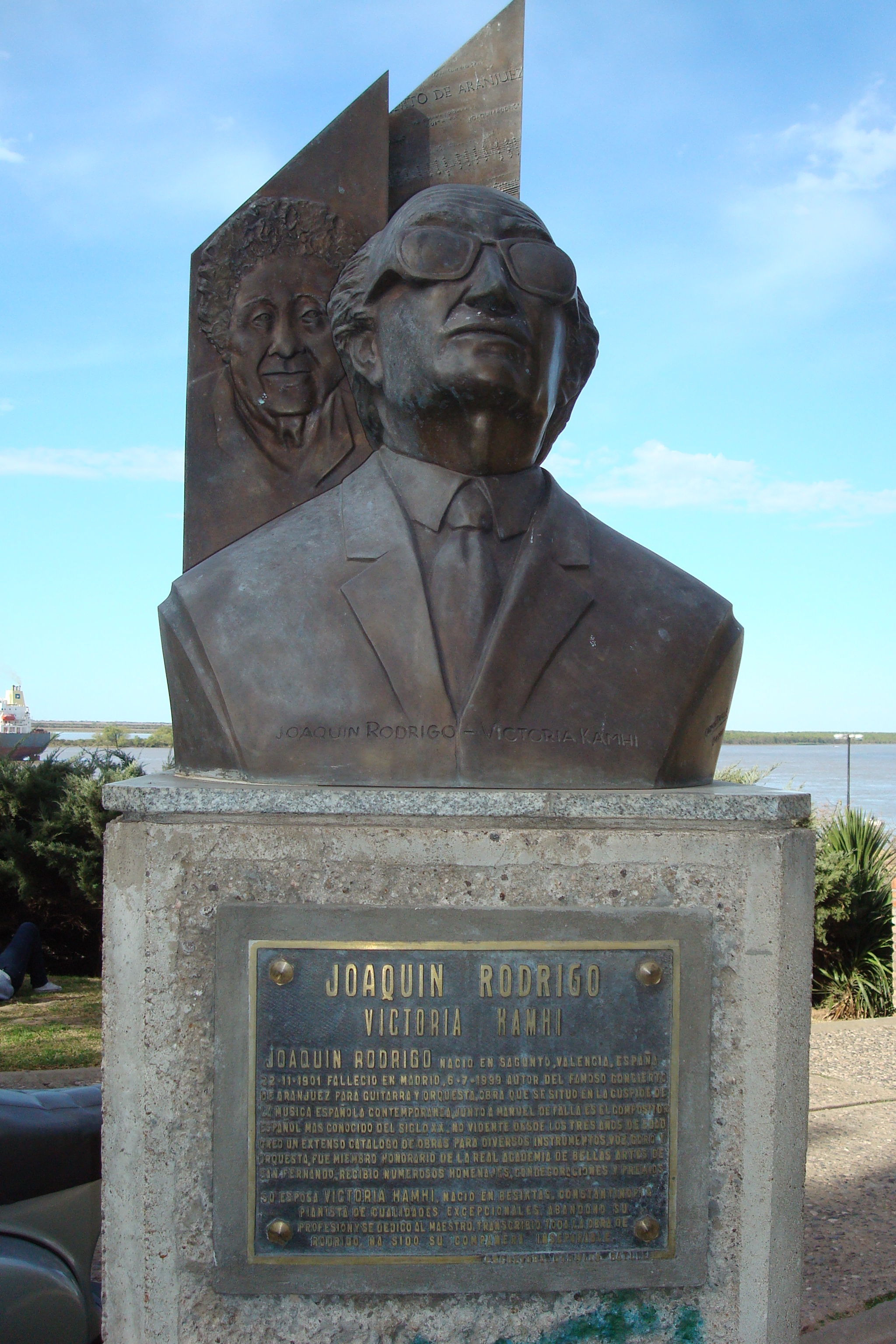
Joaquín Rodrigo

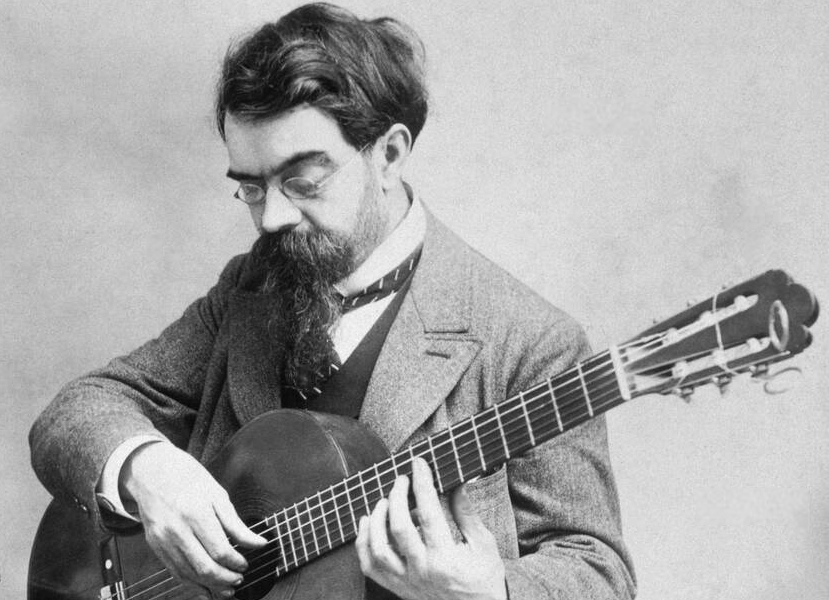
Francisco Tárrega.

Las bandas de música son una gran tradición valenciana, ya que en casi todos sus pueblos y ciudades existe al menos una de estas agrupaciones musicales, y algunos llegan a tener hasta tres o más. Muchas de estas bandas tienen un prestigio y calidad musical reconocidos a nivel internacional, y muchas de ellas cuentan con más de 125 músicos de alto nivel. Su participación en las fiestas de las diferentes localidades, como en las Fallas o Moros y Cristianos, con sus típicas marchas moras, dan el toque musical característico de las fiestas valencianas.
Un compositor valenciano de importancia universal, recordado principalmente, pero no solo, por sus Jardines de Aranjuez, fue Joaquín Rodrigo. Aunque ha sido después muy olvidado, fue muy apreciado y conocido por sus contemporáneos el músico dieciochesco Vicente Martín y Soler. Dentro de un cierto costumbrismo es conocida popularmente en Valencia la música del Maestro Serrano, José Serrano Simeón, compositor de zarzuelas (por ejemplo, La canción del olvido o La dolorosa) así como del Himno de Valencia. En este campo, es destacable la figura del compositor villenense Ruperto Chapí, maestro de la zarzuela con obras como La Revoltosa, El rey que rabió o El tambor de granaderos.
Aunque considerada como anacrónica por muchos hoy en día, y aunque se le atribuyan, falsamente, simpatías franquistas, Concha Piquer fue una de las coplistas que participaron, junto con los poetas de la generación del 27, en una cierta revitalización vanguardista del folclore, que buscaba hallar un espíritu de regeneración cultural en el sentir popular.

### Patrimonio de la humanidad
En la Comunidad Valenciana, el plan de protección de los bienes culturales y naturales de la Unesco conocido como Patrimonio de la Humanidad ha catalogado como tales varias obras y elementos que se encuentran en la comunidad, del mismo que también cuenta con varios elementos que han sido declarados Patrimonio Cultural Inmaterial de la Humanidad por la Unesco:
| Elementos Patrimonio de la Humanidad en la Comunidad Valenciana |                                                                |                 | |        |
| Año                                                             | Elemento                                                       | Tipo            | Descripción | Imagen |
| 1996                                                            | La Lonja de la Seda                                            | Bien cultural   | Construido entre 1482 y 1533, este conjunto de edificios se destinó desde un principio al comercio de la seda y desde entonces ha venido desempeñando funciones mercantiles. Obra maestra del gótico flamígero, la lonja y su grandiosa Sala de Contratación ilustran el poderío y la riqueza de una gran ciudad mercantil mediterránea en los siglos XV y XVI. |        |
| 1998                                                            | El Arte rupestre del arco mediterráneo de la Península Ibérica | Bien cultural   | Situados a lo largo del litoral mediterráneo de la península ibérica, estos sitios de arte rupestre datan del final de la Prehistoria. Constituyen un conjunto de excepcional envergadura, en él se muestra de forma vívida una etapa crucial del desarrollo del ser humano mediante pinturas que, por su estilo y temática, son únicas en su género. |        |
| 2000                                                            | El Palmeral de Elche                                           | Bien cultural   | El paisaje formado por los huertos de palmeras de Elche, con sus complejos sistemas de riego, fue estructurado en el siglo VIII d. C., cuando una gran parte de la península ibérica estaba bajo la dominación musulmana. No obstante, hay buenos motivos para pensar que quizás su origen sea más antiguo y se remonte a la época del asentamiento de los fenicios y los romanos en la región. El Palmeral de Elche es un oasis, un sistema de producción agrícola sobre terrenos áridos y un ejemplo único de las técnicas agrícolas árabes en el continente europeo. La cultura de la palmera datilera se practica en Elche desde la época ibera, hacia el siglo V a. C. |        |
| 2001                                                            | El Misterio de Elche                                           | Bien inmaterial | El Misterio de Elche es un drama musical sagrado sobre la muerte, la asunción y la coronación de la Virgen. Se ha representado sin interrupción desde mediados del siglo XV en la Basílica de Santa María y en las calles de la vieja ciudad de Elche, en la región de Valencia. Constituye un testimonio vivo del teatro religioso europeo medieval y de la devoción a la Virgen. Esta representación teatral, completamente cantada, consta de dos actos que se interpretan el 14 y el 15 de agosto. Describe la muerte y la coronación de la Virgen a través de una serie de escenas y de cuadros: la muerte de María, la procesión nocturna que siguen centenares de participantes con cirios, la procesión de la mañana, la procesión fúnebre de la tarde por las calles de Elche, la escenificación del funeral, la asunción y la coronación en la basílica. El texto está en valenciano, con algunas partes en latín. La escena se articula en dos planos: la escena horizontal, «terrestre»; y la escena vertical, «celeste», características del teatro medieval. Una antigua maquinaria aérea produce los efectos especiales. |        |
| 2009                                                            | El Tribunal de las Aguas de Valencia                           | Bien inmaterial | Es un tribunal consuetudinario de riego, que se encarga de dirimir los conflictos por el agua de riego entre los agricultores de las Comunidades de Regantes de las acequias que forman parte de la Vega de Valencia, excepto la Acequia Real de Moncada. Su origen es totalmente desconocido, pese a que lo más probable es que sea una evolución, basada en tradiciones andalusíes anteriores, aunque algunos historiadores como José Vicente Gómez Bayarri sitúan sus orígenes en la época romana. |        |
| 2011                                                            | Las Fiestas de Nuestra Señora de la Salud de Algemesí          | Bien inmaterial | Las fiestas de Nuestra Señora de la Salud se celebran en Algemesí los días 7 y 8 de septiembre de cada año. En estas fiestas unas 1400 personas participan en representaciones teatrales, conciertos de música y espectáculos de danza organizados por los cuatro barrios históricos de la localidad: Valencia, La Muntanya, Santa Bárbara y La Capella. Las procesiones efectúan su recorrido desde la Basílica Menor de San Jaime hasta la Capella de la Troballa. La base de la continuidad de esta fiesta es la participación de la vecindad del pueblo en su conjunto. Todos los vestidos, ornamentos y accesorios de las festividades se confeccionan artesanalmente y las partituras musicales se transmiten de generación en generación. |        |
| Fuente: UNESCO                                                  |                                                                |                 | |        |

### Fiestas de interés

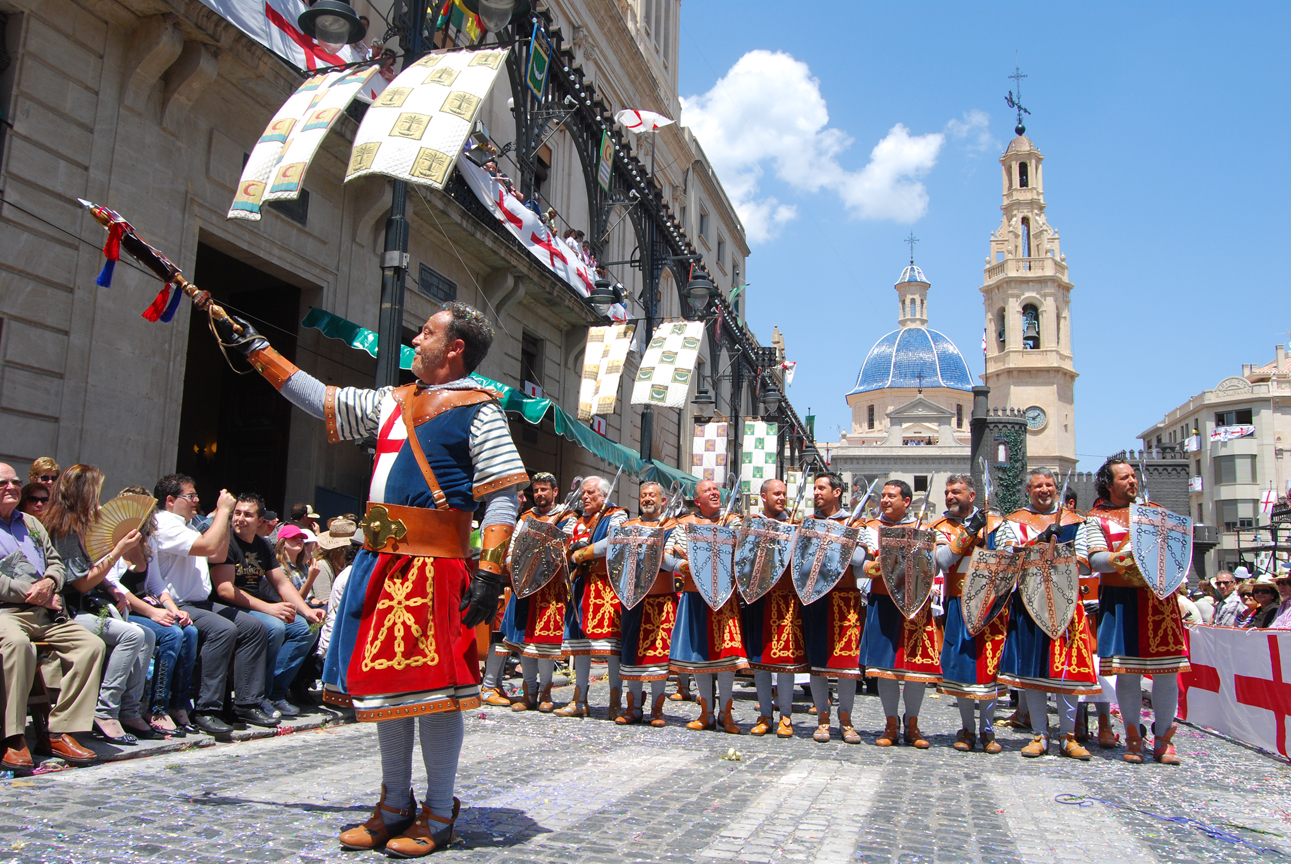
Moros y Cristianos de Alcoy

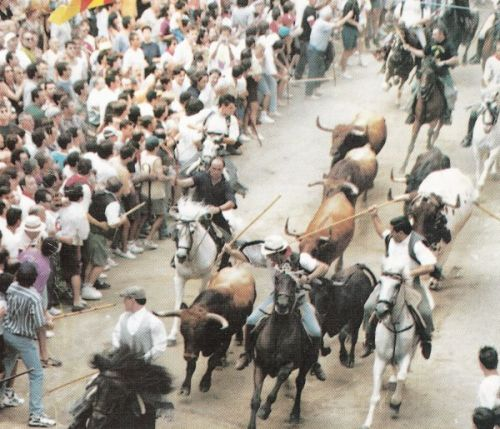
Toros y caballos de Segorbe

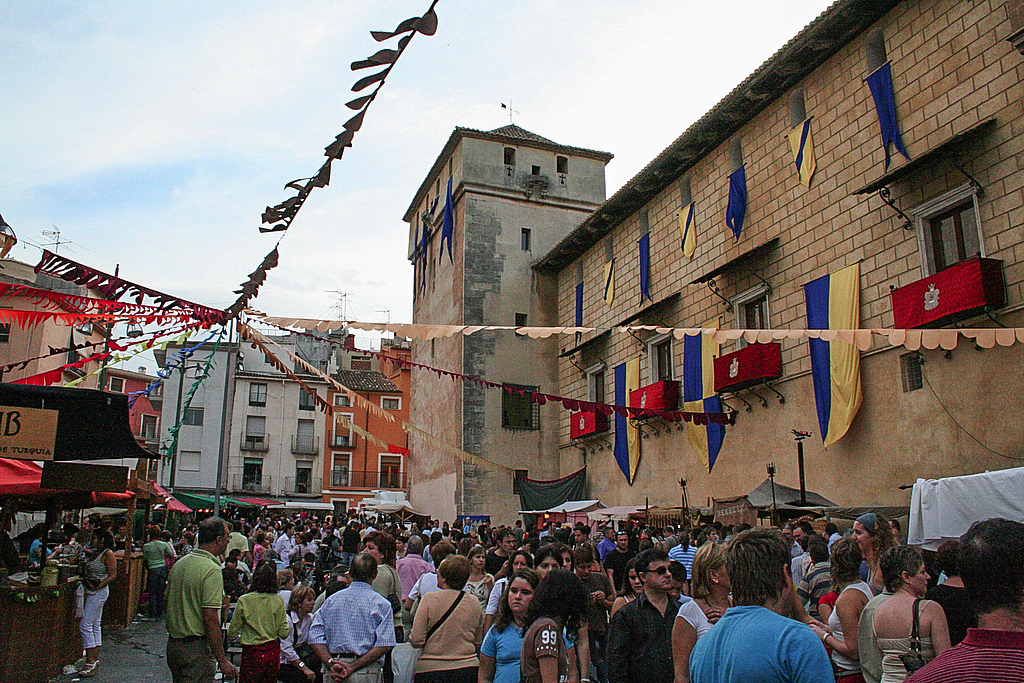
Feria de todos los santos de la localidad de Cocentaina

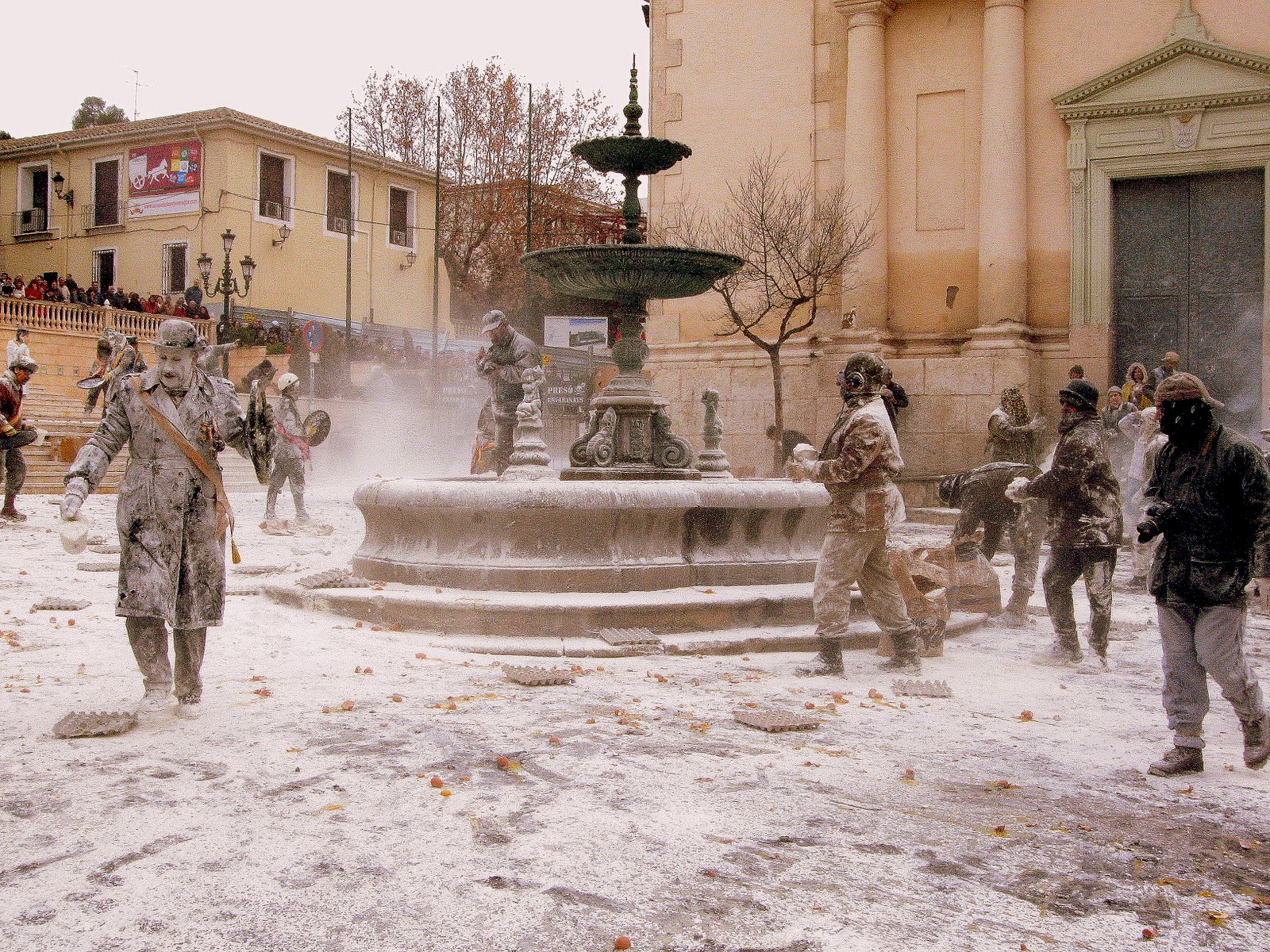
Fiesta dels enfarinats de Ibi

La Comunidad Valenciana cuenta con una gran cantidad de fiestas en todos sus municipios, aunque se pueden destacar las siguientes:
- Durante todo el año casi seguidas unas de otras, se celebran fiestas de Moros y Cristianos en Alcoy, en el Valle de Albaida, en el Alto, Medio y Bajo Vinalopó (Villena, Sax, Elda, Petrel), en la Marina Baja, en el Condado de Cocentaina, en la Vega Baja (Orihuela), en la Huerta Sur, en Liria, etc.
- También son populares las fiestas de bous al carrer, en las que el toro es el protagonista, sobre todo en las comarcas del interior, Las más conocidas son el torico de la cuerda en Chiva, «El Bou a la Vila» en Onteniente, las fiestas de Segorbe,[102] o los bous a la mar en Denia. Estas fiestas se centran en la suelta de toros y vaquillas por un recinto acotado con barreras, que comprende las calles más céntricas del pueblo o ciudad. Las reses son toreadas por los mozos, que efectúan recortes, quiebros, etc. Es también característico el toro embolado, que consiste en colocar unas bolas de estopa encendida mediante el empleo de unos hierros llamados aparatos, que se colocan en las astas del animal. Estas fiestas taurinas atraen gran cantidad de gente de las poblaciones cercanas y su ambiente es de gran bullicio.
- Entre finales de febrero y principios de marzo tiene lugar el Carnaval de Vinaroz, en la provincia de Castellón. Actualmente, es Fiesta de Interés Turístico Autonómico y es aspirante a convertirse en Fiesta de Interés Turístico Nacional.
- A finales de febrero o principio de marzo (sobre el tercer domingo de Cuaresma), se celebran las Fiestas de la Magdalena, de Castellón de la Plana.
- También durante la primera semana de febrero se celebra en Orihuela (Alicante) el Mercado medieval y es el más grande de Europa. Ocupa el espacio del casco antiguo de la ciudad, declarado conjunto histórico-artístico y monumental.
- Del 15 al 19 de marzo se celebran las Fallas en honor a San José, que son las fiestas grandes de la ciudad de Valencia, aunque también se celebran en otras localidades de la comunidad. Son las fiestas más celebradas, junto a los moros y cristianos, en la comunidad autónoma.
- En primavera se celebra la Semana Santa en el conjunto de la comunidad, aunque destacan las celebraciones que se desarrollan en Orihuela, Alicante, Elche, los poblados marítimos de Valencia, Gandía, Alcira, Játiva, Sagunto, Benetúser, Crevillente etc., que se han declarado Fiestas de Interés Turístico Internacional, Nacional, Autonómico o Provincial, según el caso.
- En abril se celebran en diversos pueblos y ciudades las fiestas en honor de san Vicente Ferrer, patrón de la región.
- Entre el 21 y el 24 de abril se celebran los Moros y Cristianos de Alcoy, origen de las fiestas de Moros y Cristianos.
- En junio se celebran las Hogueras de San Juan. Destacan las que se plantan en Alicante del 20 al 24 de junio.
- El 14 de agosto se celebra el Misterio de Elche, durante el día de la Asunción de la Virgen.
- El último miércoles de agosto se celebra otra de las fiestas más internacionales de la comunidad, la popular Tomatina de Buñol.
- Y también a finales de agosto durante las fiestas patronales de Paterna se realiza la Cordá.
- La Fiesta de la Vendimia de Requena y Utiel a finales de agosto o principios de septiembre.
- A principios de septiembre destacan las Fiestas de Nuestra Señora de la Salud de Algemesí, con la los tradicionales bailes, como Muixeranga, los torneadores, o el Bolero. Y a finales de septiembre, también en Algemesí se celebra la Semana Taurina, con la particular plaza de toros de madera.
- Las dos últimas semanas de septiembre se celebran en la localidad valenciana de Liria las fiestas en honor a su patrón San Miguel Arcángel, con ferias, mercado medieval, cenas populares, y diversos actos religiosos, los cuales terminan con la procesión el día del santo, 29 de septiembre.
- En octubre son la Feria y Fiestas de Gandía, tradicionalmente anuncia su comienzo el tío de la porra. Se puede disfrutar allí de un mercado renacentista, representaciones de la familia Borgia, disfrutar de la gastronomía en la plaza «del mosset», actuaciones artísticas a pie de calle en todo el centro histórico y de las atracciones en el recinto ferial.
- Cada 9 de octubre, día de la Comunidad Valenciana y de San Dionisio, se celebra, en la Ciudad de Valencia y alrededores, la mocadorà y los Moros y Cristianos de Crevillent con motivo de las fiestas patronales en honor de san Francisco de Asís.
- En noviembre destaca la Feria de Todos los Santos de Cocentaina, la cual es de una de las ferias más importantes de la Comunidad Valenciana cuyo origen se remonta al año 1346.
- Y todos los 28 de diciembre, se celebra la fiesta dels enfarinats, en la localidad alicantina de Ibi, en la que se realiza una batalla de harina, huevos y cohetes borrachos.

Una característica, presente en la práctica mayoría de las celebraciones en todos los rincones de la comunidad es el uso extensivo de la pólvora, utilizada tanto en las fiestas oficiales (mascletá, trabucos de los moros y cristianos, cordá y tracas) como en los eventos de todo tipo: bautizos, bodas, comuniones, carreras motociclistas, etc.

### Tauromaquia

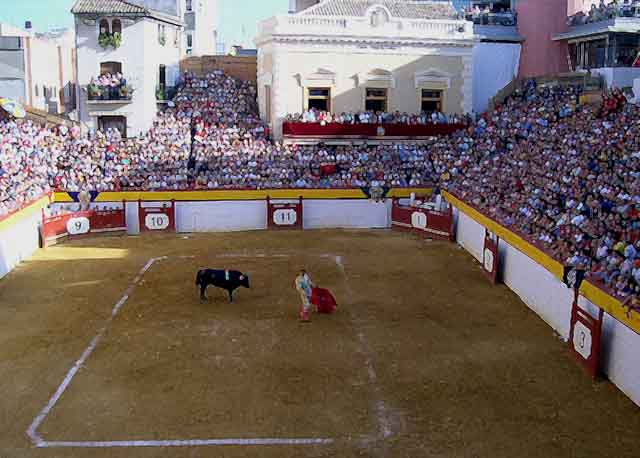
Corrida de toros en la plaza de toros cuadrada de Algemesí

En la Comunidad Valenciana se conserva la tradición de realizar diversos espectáculos taurinos, como los Bous al carrer, una fiesta taurina popular típica, que se practica en las calles de muchos pueblos de la Comunidad Valenciana, sobre todo en las comarcas de la Marina Alta, el Alto Mijares, el Alto Palancia, el Bajo y Alto Maestrazgo, la Huerta Norte, el Campo de Turia, el Campo de Murviedro, la Plana Alta y Baja.
Mientras que las también típicas corridas de toros se desarrollan en las plazas de toros, las cuales se distribuyen por categorías. La plaza valenciana de primera categoría es la plaza de toros de Valencia, aunque existen otras plazas importantes, como las de Castellón, Alicante, Játiva, Vinaroz, Requena, Villena, o la desmontable de madera de Algemesí.
Otro acontecimiento taurino de primer orden es la entrada de toros y caballos de Segorbe, declarada Fiesta de Interés Turístico Internacional. Este acto es el más relevante de la semana taurina de Segorbe que tiene lugar durante toda la semana del segundo sábado de septiembre a las dos en punto del mediodía. En ella participan seis toros bravos y aproximadamente el doble de caballos.

### Gastronomía

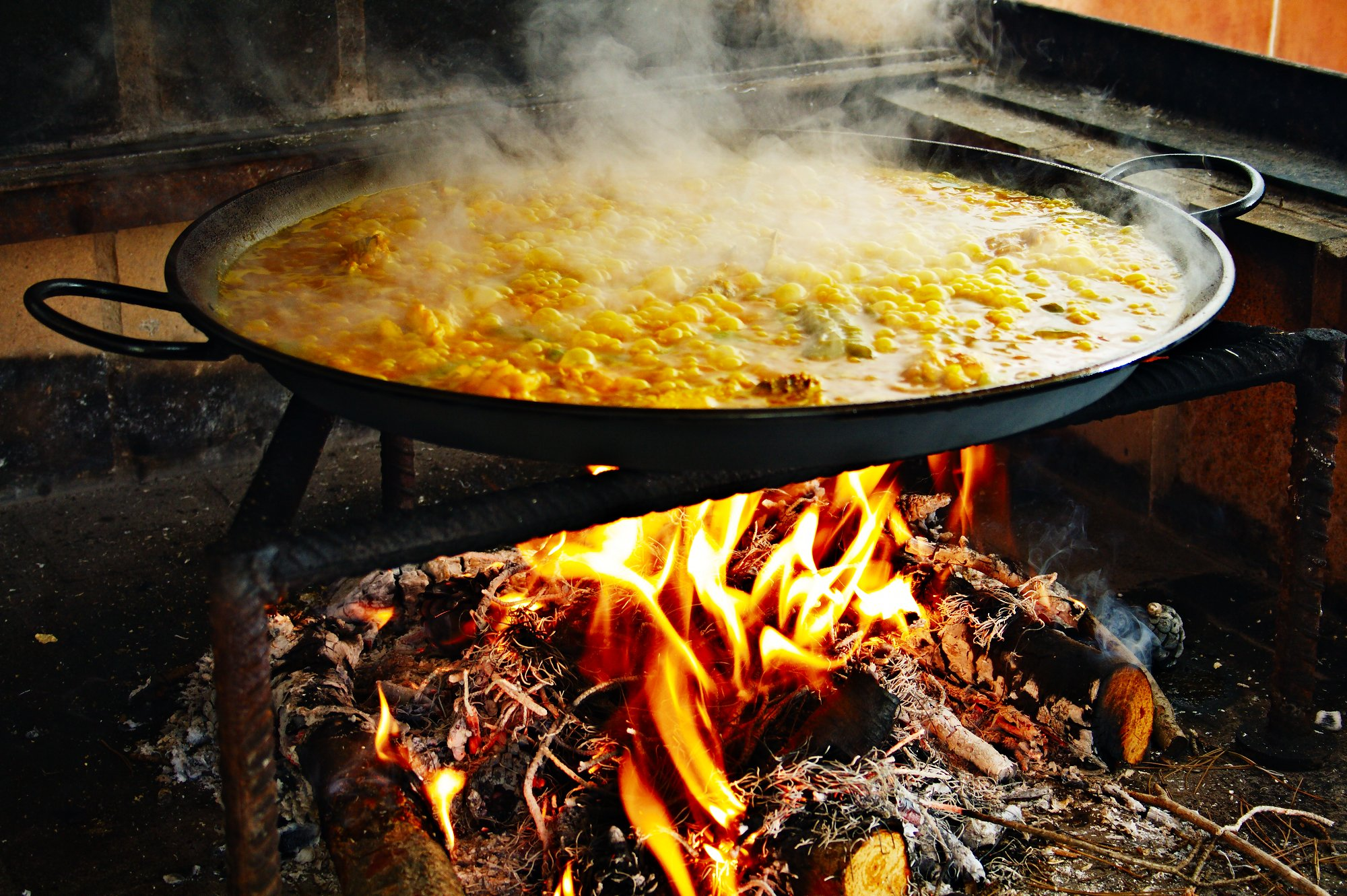
Paella valenciana

La gastronomía valenciana es de gran variedad, aunque sus platos más internacionales son de arroces, el más conocido de los cuales es la paella. El arroz (en su variedad bomba) es ingrediente básico de muchos de sus platos típicos, como el arroz al horno, el arroz a banda, el arroz a la pedrera, arroz negro, arroz con costra, arroz caldoso, entre otros. También la fideuá, el puchero o las cocas suelen estar presente en su gastronomía.
El clima mediterráneo valenciano favorece el cultivo de cítricos y hortalizas. Es muy importante el cultivo de la naranja, una de las frutas típicas de la agricultura valenciana.
La gastronomía valenciana también destaca por su repostería, la cual tiene su origen en la época árabe. Algunos de los dulces valencianos son famosos internacionalmente hoy en día, mientras que otros son elementos importantes de celebraciones festivas locales.
Jijona (Alicante) y Casinos (Valencia) son los lugares de fabricación tradicional del turrón, alimento muy consumido en Navidades en España y en el resto del mundo hispano. Actualmente, también se fabrican otros dulces navideños, como polvorones o mazapanes.
En Játiva, se elabora el famoso Arnadí, postre elaborado con calabaza. En el Valle de Albaida son típicas las fogasas y monas; las más conocidas son las de Alberique y a veces llaman panquemados. En Orihuela y su comarca están las almojábenas, y en Casinos (Valencia) y Alcoy (Alicante) las peladillas. Villajoyosa tiene una importante tradición de chocolates.
Por lo que respecta a la bebida, la horchata de chufa, cuyo núcleo tradicional de elaboración es Alboraya, es una de las bebidas típicas de Valencia, a la cual se acompaña con fartons. También es tradicional la producción de café licor (típico de Alcoy), la mistela (en la Marina Baja y la Hoya de Buñol), y el herbero, licor a base de hierbas de la sierra de Mariola. También es tradicional el cóctel denominado Agua de Valencia, combinado a base de cava o champán, zumo de naranja, vodka y ginebra.

### Deportes
La Comunidad Valenciana es una región con gran tradición deportiva, especialmente desde principios del siglo XX, cuando se fundaron grandes clubes en todos los ámbitos que, en algunos casos, fueron de los primeros en fundarse en España en su disciplina. El deporte y la actividad física está profundamente arraigado en la Comunidad Valenciana, donde existe una gran red de centros e instalaciones deportivas, tanto públicas como privadas. Los deportes más populares entre los valencianos son el fútbol, el baloncesto, el balonmano y los diferentes deportes autóctonos como la pelota o la colombicultura.
En la región hay varios equipos importantes de fútbol, como el Valencia CF, el Villarreal CF, el Elche CF, el Hércules CF, el Levante UD (club decano de la Comunidad Valenciana, fundado en 1909), el CD Castellón y el CD Alcoyano, todos ellos equipos históricos que han participado en Primera División. Otros de los deportes olímpicos en los que destaca la Comunidad Valenciana es el baloncesto, con los equipos Valencia Basket Club, Lucentum Alicante o el femenino Ros Casares Valencia (ahora es la sección femenina del Valencia Basket). Otro de los deportes importantes es el balonmano, del que destacan equipos como, BM Altea, Club Balonmano Torrevieja o el BM Puerto Sagunto masculinos (los dos primeros ya desaparecidos) o el Elda Prestigio o Mar Sagunto femeninos y en cuya división de honor estatal, actualmente más de la mitad de los clubes femeninos son valencianos. También se practican otros deportes; como el hockey sobre patines, con equipos como el Enrile Patín Alcodiam Salesiano de Alcoy en la división de honor española, la OK Liga; o el rugby, con equipos como el CAU Rugby Valencia o el Alicante Rugby Club.

#### Fútbol

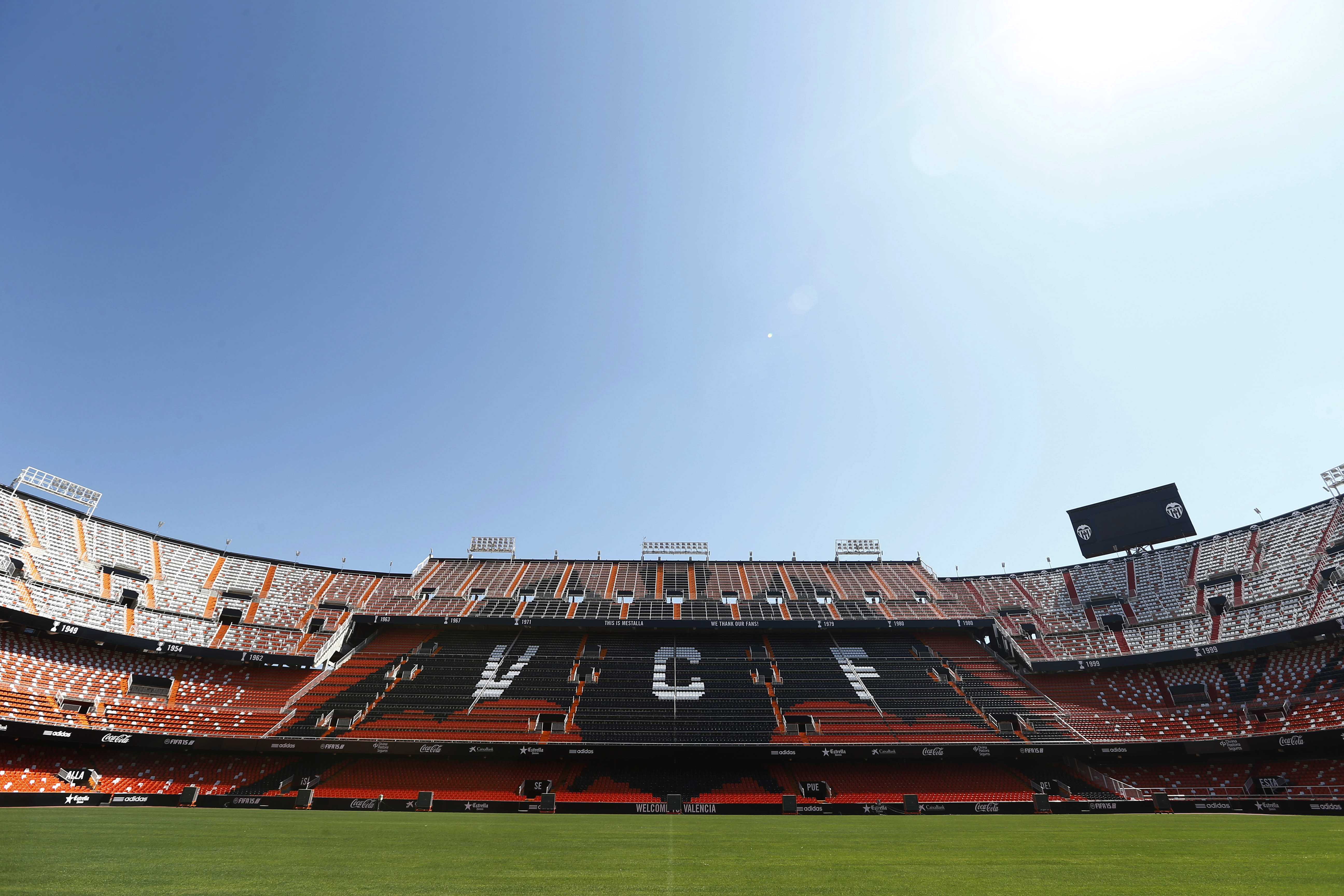
Estadio de Mestalla del Valencia CF

Los clubes más importantes son el Valencia CF, el Elche CF y el Villarreal CF, que militan en la primera división del fútbol español, y el Levante UD, que lo hace en la segunda división del fútbol español.
| División                   | Equipo                    | Ciudad     |
| -------------------------- | ------------------------- | ---------- |
| Primera división de España | Valencia Club de Fútbol   | Valencia   |
| Primera división de España | Elche Club de Fútbol      | Elche      |
| Primera división de España | Villarreal Club de Fútbol | Villarreal |
| Segunda división de España | Levante Unión Deportiva   | Valencia   |

#### Deportes tradicionales

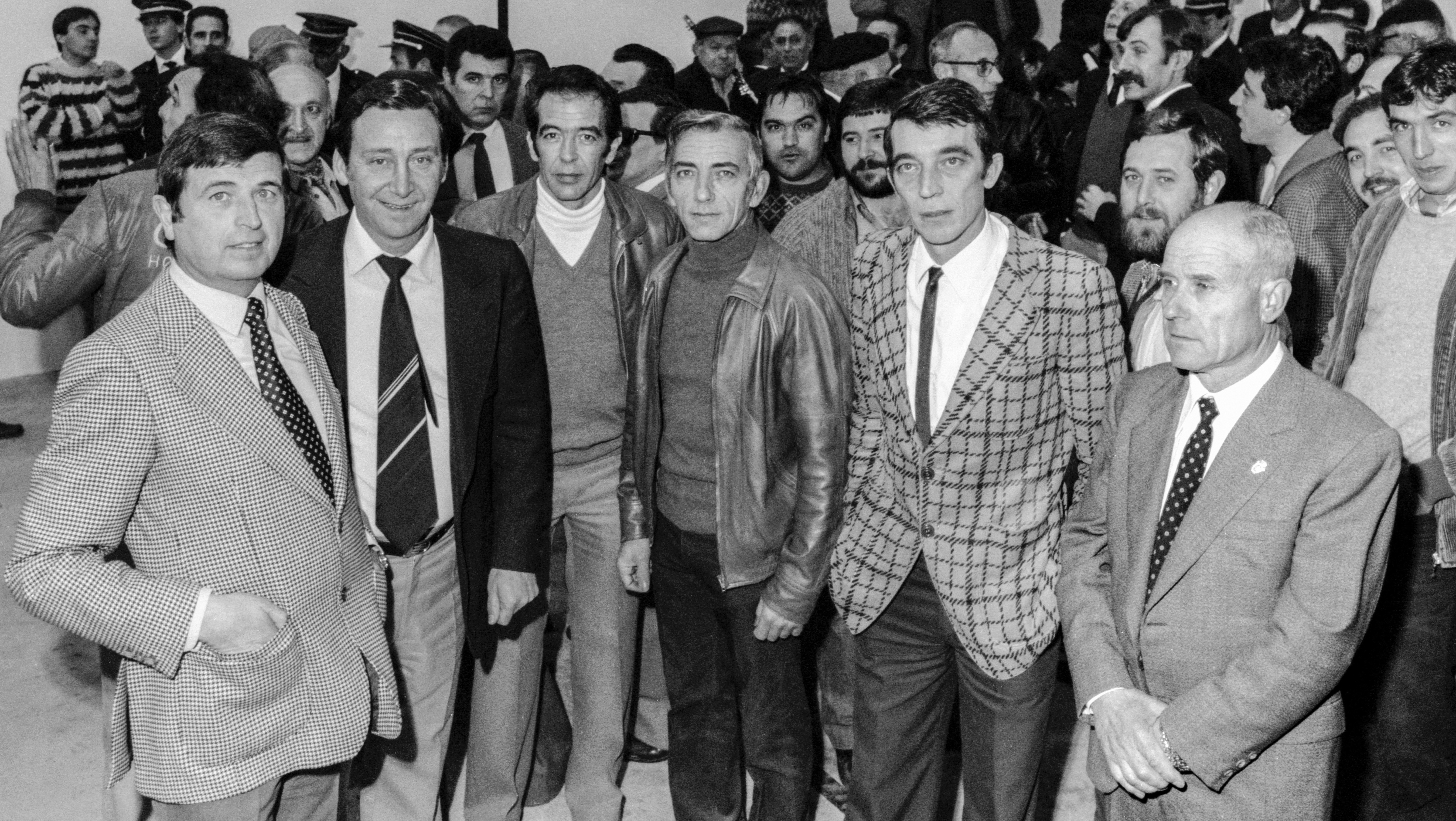
Julio Palau Lozano, Antoni Reig Ventura i otras figuras de la pelota valenciana en el Trinquete de Alginet, 1982

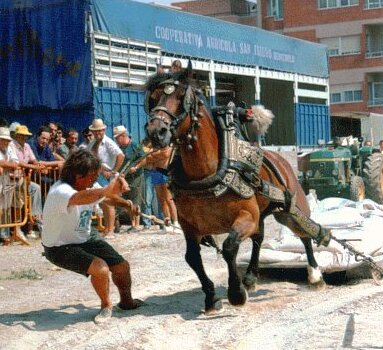
Tiro y arrastre en Benicarló

El deporte autóctono por antonomasia es el juego de la pelota valenciana, del cual existe una selección valenciana que participa en las competiciones de pelota internacionales oficiales. Este deporte se practica en más de ocho modalidades distintas, bien en la calle o bien en un trinquete. Durante las partidas es típico que el público se encuentre dentro del área de juego, y uno o dos marxadors recojan las apuestas que hacen por el equipo de blaus (azules) o por el de rojos, los únicos colores utilizados en la indumentaria de los jugadores de pelota (pilotaris). La importancia que se le da a este deporte es tal que desde hace varios en las escuelas públicas se incluye como materia educativa, y la disponibilidad obligatoria de un trinquete en sus instalaciones deportivas.
El tiro y arrastre también es un deporte autóctono de la Comunidad Valenciana, el cual consiste en la carrera de un caballo cargado con un carro lleno de sacos de arena. Su origen se remonta a los años 1940 como una disciplina en la que participaban agricultores. En la actualidad, con la disminución de la importancia de los animales de tiro en la producción agraria, se ha encarecido enormemente el costo de mantener estos animales. Debido a ello, y a la ausencia de subsidios, en los últimos años la práctica de este deporte ha retrocedido. A su vez, las escasas sociedades de tiro formadas para fomentarlo limitan su actividad a la organización de los eventos y a conseguir fondos mediante la venta de publicidad en los mismos.
Otro de los deportes más característicos es la colombicultura, o palomos deportivos. Empezó a practicarse especialmente a partir de los años 1920 y se extendió por toda la región. Se entrena una raza propia de paloma, el buchón valenciano.
También se juega Colpbol. El colpbol es un deporte reciente (1996-1997), creado por el profesor de educación física de Foios Juanjo Bendicho Ros, con el objetivo de hacer un deporte donde todos los participantes tuvieran la misma importancia.

#### Instalaciones deportivas
| Principales instalaciones deportivas de la Comunidad Valenciana | |        |
| Instalación                                                     | Descripción | Imagen |
| Circuito Ricardo Tormo                                          | El circuito de la Comunidad Valenciana Ricardo Tormo, ubicado en la localidad valenciana de Cheste, se construyó en el año 1999 y alberga el Gran Premio de la Comunidad Valenciana del Campeonato del Mundo de Motociclismo, así como también ha albergado en alguna ocasión alguna prueba del Campeonato Mundial de Superbikes, de la GP2 Series, de la European Le Mans Series, del Campeonato FIA GT, del International GT Open, del Campeonato Europeo de Turismos, de la Copa Mundial de Turismos o del Deutsche Tourenwagen Masters. Este circuito tiene una capacidad para 120 000 espectadores, con 65 000 asientos. |        |
| Estadio de Mestalla                                             | El estadio de Mestalla es el estadio del Valencia Club de Fútbol, y está situado en el barrio de Mestalla de la ciudad de Valencia. Debe su nombre a la histórica acequia de Mestalla, que pasaba junto a la grada sur del estadio. Desde 1969 hasta 1994 se denominó Estadio Luis Casanova en honor a Luis Casanova Giner, considerado uno de los mejores presidentes de la historia del club. El estadio posee actualmente una capacidad para 55 000 espectadores. Desde su inauguración ha acogido un total de 31 partidos internacionales de la Selección española de fútbol (entre ellos, 3 de la fase final del Mundial de España 1982), más 5 encuentros de la Selección Olímpica de España durante los Juegos Olímpicos de Barcelona 1992. |        |
| Estadio Ciudad de Valencia                                      | El estadio Ciudad de Valencia es el campo de fútbol en el que juega sus partidos oficiales el Levante Unión Deportiva. Se encuentra situado en el barrio de Els Orriols, en la ciudad de Valencia. El estadio del Levante UD se construyó sobre una superficie de 40 000 m², junto al antiguo monasterio de San Miguel de los Reyes en el norte de la ciudad, muy próximo a la vecina localidad de Alboraya. Fue inaugurado el día 9 de septiembre de 1969 bajo la presidencia de Antonio Román. El campo tiene una capacidad de 26 354 espectadores, y las dimensiones del terreno de juego son de 107 × 70 m. |        |
| El Madrigal                                                     | El estadio de fútbol de El Madrigal se ubica en la ciudad de Villarreal (Castellón). El estadio es propiedad municipal y en él juega sus partidos como local el equipo más representativo de la ciudad, el Villarreal Club de Fútbol y a veces también juegan sus partidos el equipo filial. El estadio se sitúa al lado de la plaza del Labrador, y la grada de tribuna es paralela a la calle Blasco Ibáñez. Hace unos años, para la disputa de la Liga de Campeones de la UEFA, se ha aumentado el aforo, que pasa de 22 000 a 25 000 espectadores de capacidad, mediante la construcción de un nuevo anfiteatro para la afición visitante. |        |
| Estadio José Rico Pérez                                         | El estadio José Rico Pérez es el estadio del Hércules Club de Fútbol. Fue inaugurado el 3 de agosto de 1974, y su nombre se debe al expresidente herculino José Rico Pérez. Actualmente, posee una capacidad de 29 500 espectadores, y está ubicado en el barrio Polígono San Blas, en la ciudad de Alicante. Su propietario fue el Hércules CF desde su inauguración, hasta que en 1994 momento en el que pasó a manos del ayuntamiento de Alicante, aunque en mayo de 2007 el Hércules recompró su estadio a través de una empresa externa, Aligestión S.L. |        |
| Estadio Manuel Martínez Valero                                  | El estadio Martínez Valero está ubicado en la ciudad de Elche. Es un recinto deportivo que alberga los partidos del Elche Club de Fútbol, equipo que milita actualmente en la Liga BBVA (Primera división española). Su nombre rinde homenaje al que fuera presidente del club ilicitano, Manuel Martínez Valero. Fue sede de la mayor goleada en la fase final de un mundial, así como sede de la final de la Copa del Rey del año 2003. La Selección Española de Fútbol ha disputado varios encuentros amistosos y oficiales, también ha sido candidato a albergar la final de la Copa de la UEFA de 2009. |        |
| Pabellón Fuente de San Luis                                     | El pabellón municipal Fuente de San Luis es un pabellón polideportivo de la ciudad de Valencia, el cual se encuentra en el barrio de Fuente San Luis, de donde recibe su nombre. En él disputan sus partidos varios equipos deportivos de la ciudad: como el Valencia Basket Club de baloncesto, el cual disputa sus partidos desde la temporada 1987-88; el Ros Casares Valencia, equipo de baloncesto femenino también juega aquí; hace unos años también jugaba aquí el Valencia FS de fútbol sala. Este pabellón además de la pista polideportiva principal, cuenta con salas para la práctica de halterofilia, musculación, tenis de mesa, judo, esgrima, karate y gimnasia artística.                                                        |        |
| Pabellón Ciutat de Castelló                                     | El pabellón municipal Ciudad de Castellón es un pabellón polideportivo de la ciudad de Castellón. Se encuentra en la zona sudeste de la ciudad. Es el lugar donde juega el Playas de Castellón FS, entre otros equipos. El pabellón cuenta con instalaciones adecuadas para el desarrollo de competiciones de alto nivel. |        |
| Trinquete de Pelayo                                             | El Trinquete de Pelayo de Valencia es conocido como La catedral de la Escala i corda, y es uno de los trinquetes con más renombre, donde se suelen disputar las finales de competiciones importantes como el Circuit Bancaixa. |        |
| Fuente: Elaboración propia                                      | |        |

### Lenguas
| Idioma     | Porcentaje de la población |
| ---------- | -------------------------- |
| Castellano | 94,7 %                     |
| Valenciano | 51,6 %                     |
| Inglés     | 12,1 %                     |
| Francés    | 3,2 %                      |

En la Comunidad Valenciana existen dos lenguas de amplio uso y conocimiento entre la población autóctona: el valenciano (que en otros territorios recibe el nombre de lengua catalana) y el castellano, declaradas como idiomas oficiales según el Estatuto de Autonomía. El valenciano está considerado como lengua propia, si bien el castellano es la lengua empleada por la mayor parte de la población y los medios de comunicación, pero ambas cuentan con una amplia tradición literaria y cultural. Según datos de 2021 del INE, un 94,7 % de la población sabe hablar bien el castellano y un 51,6 % el valenciano. Tras estas dos siguen el inglés con un 12,1 % y un 3,2 % el francés.

#### Zonas de predominio lingüístico

Predominios lingüísticos:
Valenciano
Castellano

El Estatuto de Autonomía de la Comunidad Valenciana de 1982 dispuso en su artículo 7 que mediante una ley se delimitarían los territorios en los que predominasen el valenciano y el castellano, apartado este que sería trasladado sin cambios al nuevo artículo 6 del Estatuto de Autonomía de la Comunidad Valenciana de 2006.
En cumplimiento de esta previsión del estatuto, en 1983 sería aprobada la Ley de uso y enseñanza del valenciano que en su título V incluiría a partir de un listado de municipios la determinación concreta de la zona de predominio lingüístico valenciano y la zona de predominio lingüístico castellano.
El término es un concepto político-jurídico, mediante el cual, en aras de la normalización lingüística, las administraciones local y autonómica pueden hacer predominar en sus comunicaciones oficiales el valenciano en cualquier ámbito. El hecho de que un municipio sea calificado de «predominio lingüístico valenciano», no implica necesariamente que el uso de dicha lengua sea mayoritario en el municipio, sino que se han atendido a criterios históricos o sociolingüísticos para determinar en qué zona la Generalidad o los ayuntamientos pueden llevar a cabo determinadas acciones políticas con el objetivo de recuperar o fortalecer la situación del valenciano.
El predominio castellano se concentra básicamente en una franja interior central y occidental, y un exclave en el extremo sur, que comprende el 25 % del territorio con el 13 % de la población. En dicho territorio se emplean unas variantes dialectales que son la churra y la murciana, si bien esta última no está consensuada por todos los lingüistas debido a las diferencias dialectales de la Vega Baja del Segura y Villena con la zona oriental de Murcia.[cita requerida] El valenciano tiene en esta zona un grado de conocimiento limitado.
El predominio valenciano se concentra en la costa y comarcas contiguas, abarca un 75 % del territorio y en ella reside el 87 % de la población. En esta área, el 36,4 % de la población afirma utilizarlo preferentemente en el hogar, según un sondeo del 2005, frente a un 54,5 % que usa preferentemente el castellano. Por zonas, el uso del valenciano en el hogar es predominante en las zonas de concentración urbana media o baja del área, mientras que el castellano lo es en las grandes concentraciones urbanas. El castellano que se habla en esta área es a grandes rasgos un estándar con algunos rasgos fonéticos y léxicos propios o con influencia del valenciano.

#### Conocimiento de las lenguas
De acuerdo a los datos de la Encuesta de Conocimiento y Uso Social del Valenciano de 2010 llevada a cabo por la Generalidad Valenciana en el conjunto de la Comunidad Valenciana, el 68,8 % de la población afirma entenderlo («perfectamente» o «bastante bien»), el 48,5 % ser capaz de hablarlo, y el 26,4 % saber escribirlo, según el mismo sondeo, con una intensa diversidad entre las dos zonas de predominio lingüístico y las distintas regiones del territorio de la comunidad autónoma.
| Conocimiento del valenciano                        |          |             |           |               |
| Predominio lingüístico                             | Entiende | Sabe hablar | Sabe leer | Sabe escribir |
| Valenciano                                         | 77,6 %   | 56,4 %      | 57,2 %    | 38,3 %        |
| Castellano                                         | 37,3 %   | 14,7 %      | 24,0 %    | 11,4 %        |
| Total conjunto                                     | 72,4 %   | 50,9 %      | 52,9 %    | 34,7 %        |
| Fuente: Consejería de Educación, Cultura y Deporte |          |             |           |               |

En cuanto al uso del valenciano, según los datos del mismo estudio, aproximadamente un tercio de la población residente en la zona de predominio lingüístico valenciano utiliza la lengua valenciana siempre o más que la castellana en el hogar. Se dan los porcentajes mayores (próximos al 60 %) en la región de Alcoy-Gandía, la Marina Alta, la Safor y el resto de comarcas valencianohablantes de la provincia de Valencia.
| Uso del valenciano en el hogar                     |            |            |
| Uso                                                | Castellano | Valenciano |
| Siempre                                            | 45,6 %     | 23,5 %     |
| Generalmente                                       | 7,7 %      | 5,5 %      |
| Más que la otra lengua                             | 2,8 %      | 2,0 %      |
| Indistintamente                                    | 9,3 %      | 9,3 %      |
| Otros idiomas                                      | 3,2 %      | 3,2 %      |
| NS/NC                                              | 0,4 %      | 0,4 %      |
| Fuente: Consejería de Educación, Cultura y Deporte |            |            |

### Religión

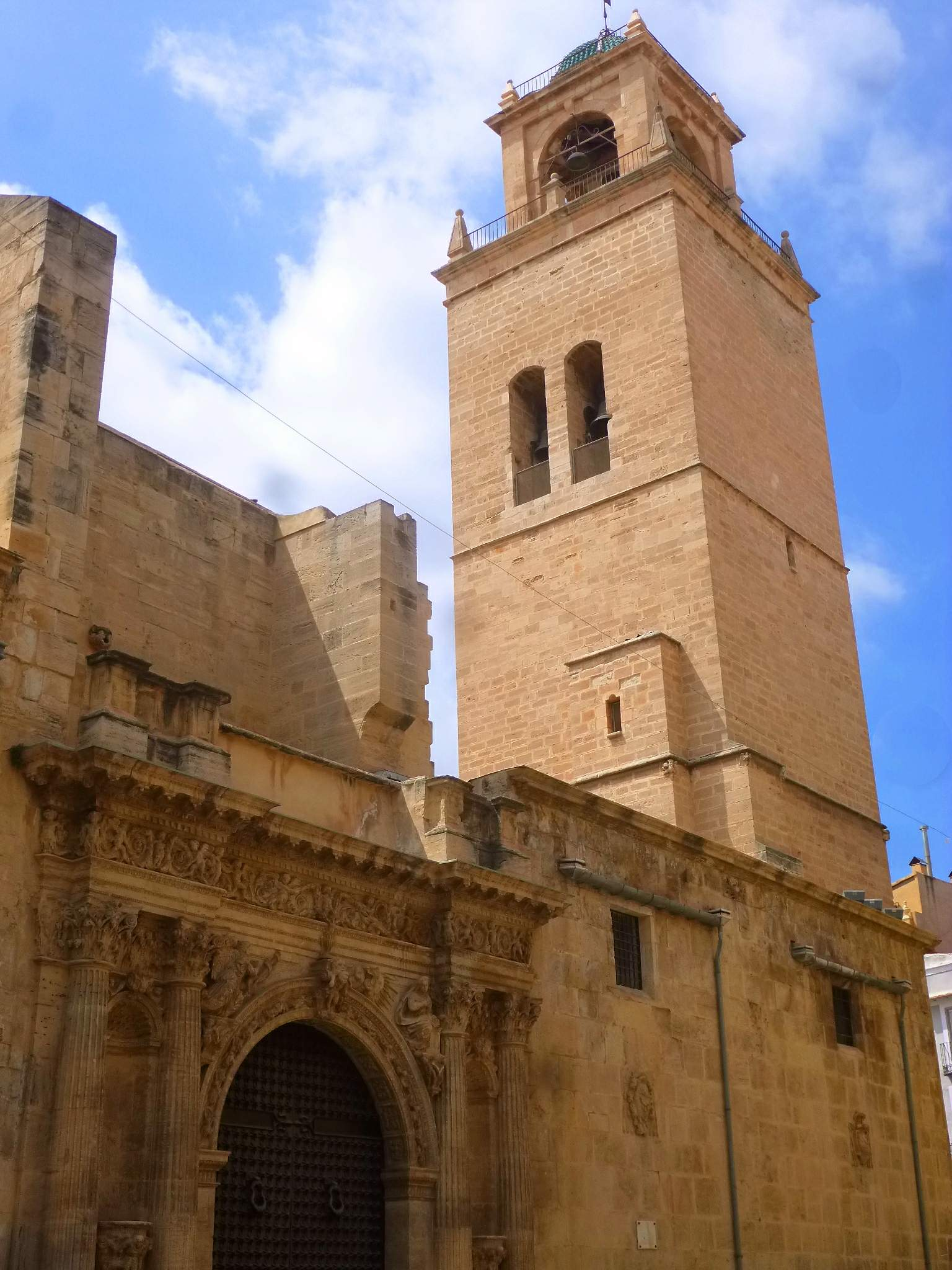
Catedral de Orihuela

El artículo 16.3 de la Constitución española de 1978 define el país como un Estado aconfesional: «Ninguna confesión tendrá carácter estatal». Sin embargo, garantiza la libertad religiosa y de culto de los individuos y asegura relaciones de cooperación entre los poderes públicos y todas las confesiones religiosas.
El catolicismo es la religión predominante en la comunidad autónoma. La Iglesia católica es la única mencionada expresamente en la Constitución, en el mismo artículo 16.3: «... y mantendrán las consiguientes relaciones de cooperación con la Iglesia Católica y las demás confesiones». Según el barómetro de opinión del Centro de Investigaciones Sociológicas realizado en diciembre de 2012, el 75 % de los valencianos se consideraban católicos, los ateos o no creyentes suponían el 8,9 %, los no afiliados eran el 12,4 % y los adscritos a otra religión el 2,7 %. No obstante, el porcentaje de practicantes es mucho menor. Según el mismo estudio, los católicos o creyentes en otra religión que dicen no ir a misa o a otros oficios religiosos nunca o casi nunca son el 59,5 %, y el 19,1 % dice ir varias veces al año, mientras el 9,5 % dice acudir a oficios religiosos casi todos los domingos y días festivos, el 9,5 % lo hace alguna vez al mes, y un 1,5 % dice acudir varias veces por semana.
En este momento, en la Comunidad Valenciana hay 1054 parroquias católicas. Además de las parroquias católicas, también existen centros de culto de las minorías religiosas: los evangélicos, con 262 templos, son la minoría religiosa con un mayor número de centros de culto; los musulmanes alcanzan las 164 mezquitas; los Testigos de Jehová disponen de 81 salones del reino; los cristianos ortodoxos tienen 25 lugares de culto, aunque los hay de distintas obediencias (al Patriarcado de Moscú, a la Iglesia Ortodoxa Búlgara y a la Iglesia Ortodoxa Rumana); La Iglesia de Jesucristo de los Santos de los Últimos Días cuenta con 15 centros de culto; los budistas disponen de 15 lugares de culto; los adventistas cuentan 14 centros de culto; y, finalmente, los mormones disponen de 11 templos en tierras valencianas.
Patronazgo

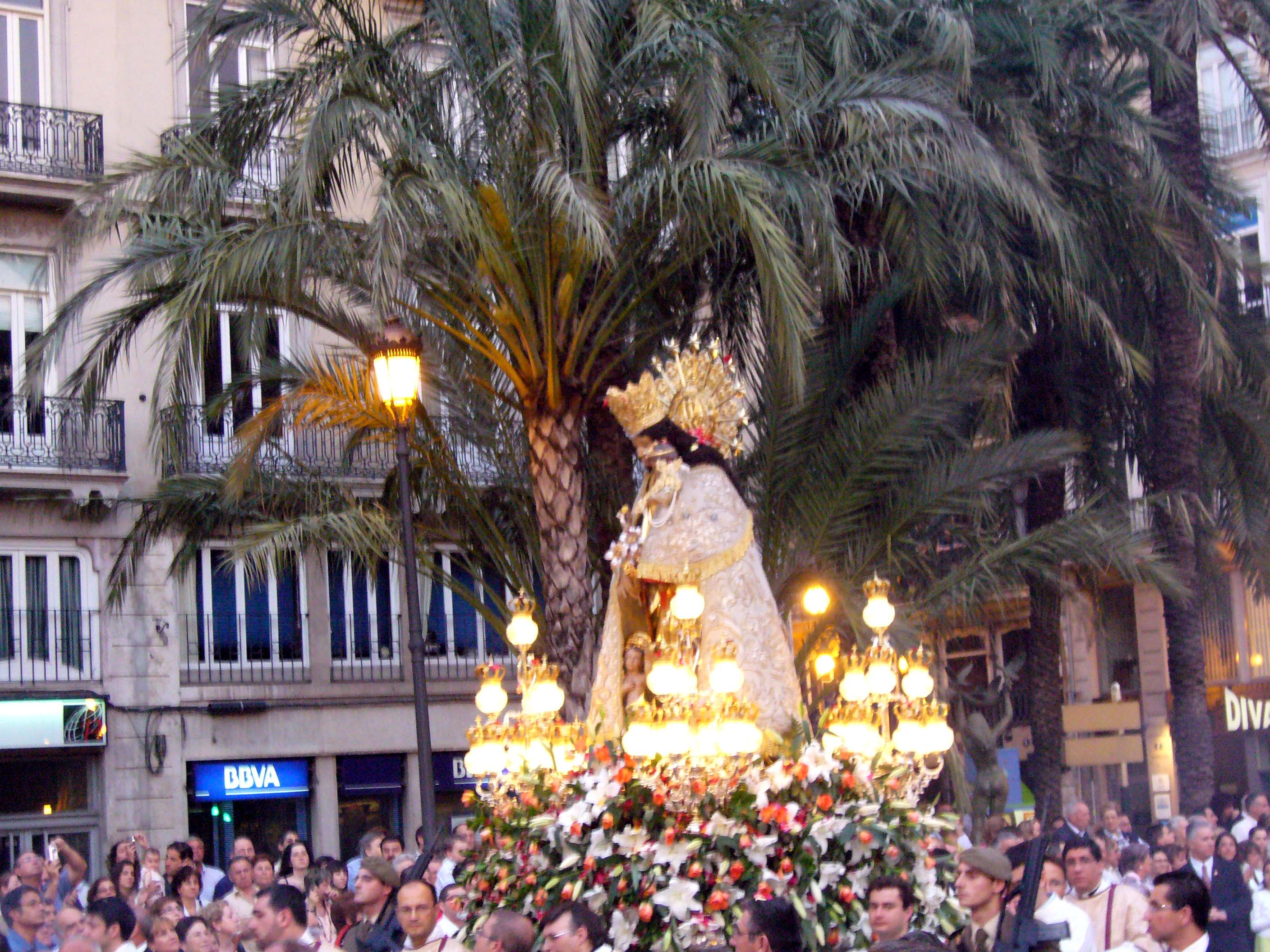
Virgen de los Desamparados

Para los católicos, el santo patrón (o santo patrono o simplemente patrono) es un santo que tiene una afinidad especial con una comunidad o un grupo específico de personas. De este modo, la Comunidad Valenciana es una de las siete comunidades autónomas con patrona, que es la advocación mariana de la Virgen de los Desamparados, la cual a su vez es la patrona de la ciudad de Valencia, así como también de otros muchos municipios valencianos. La patrona de la Comunidad Valenciana aparece representada con una azucena en una mano y con el niño Jesús portando la cruz, en sus brazos. La imagen se caracteriza por tener una ligera inclinación hacia adelante; por dicho motivo se le conoce cariñosamente entre los valencianos como La Geperudeta (La Jorobadita en castellano).
El patrón masculino de la Comunidad Valenciana es San Vicente Ferrer, un dominico valenciano, taumaturgo, predicador, lógico y filósofo, canonizado por Calixto III en el siglo XV. San Vicente Ferrer predicó por Europa en valenciano, y le entendían tanto los castellanos, como los franceses, los vascos, y los italianos del Piamonte y Lombardía. Murió en la ciudad francesa de Vannes en el año 1419, y antes de morir dejó un mensaje para los valencianos, el cual se puede considerar como su testamento. El mensaje decía así:

«¡Pobre patria mía! No puedo tener el placer de que mis huesos descansen en su regazo; pero decid a aquellos ciudadanos que muero dedicándoles mis recuerdos, prometiéndoles una constante asistencia. y que mis continuas oraciones allí en el cielo serán para ellos, a los que nunca olvidaré».

«En todas sus tribulaciones, en todas sus desgracias, en todos sus pesares, yo les consolaré, yo intercederé por ellos. Que conserven y practiquen las enseñanzas que les di, que guarden siempre incólume la fe que les prediqué, y que no desmientan nunca la religiosidad de que siempre han dado pruebas».

«Aunque no viva en este mundo, yo siempre seré hijo de Valencia. Que vivan tranquilos, que mi protección no les faltará jamás. Decid a mis queridos hermanos que muero bendiciéndoles y dedicándoles mi último suspiro».

### Medios de comunicación

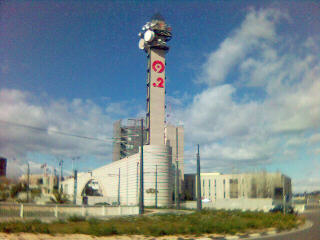
Sede de la Corporación Valenciana de Medios de Comunicación, Burjasot

El principal medio de comunicación audiovisual de la Comunidad Valenciana fue durante más de 24 años Radiotelevisión Valenciana (RTVV), una empresa pública de radiodifusión de la Generalidad Valenciana encargada de la emisión de una televisión y radio en valenciano desde su fundación en 1984 hasta su desaparición en el año 2013. En la última etapa de RTVV contaba con dos canales de televisión (Canal Nou y Canal Nou 24) y con dos emisoras de radio (Nou Ràdio y Sí Ràdio). Con el cese de las emisiones de la Radiotelevisión Valenciana se dejó a la Comunidad Valenciana sin un medio audiovisual que emita íntegramente en valenciano. El 20 de julio de 2016 se aprobó la ley para poner en marcha la Corporación Valenciana de Medios de Comunicación (sucesora de la antigua RTVV), que cuenta, hasta la fecha, con un canal de televisión y otro de radio.
El 11 de diciembre de 2017 À Punt Mèdia comenzó las emisiones regulares de la radio autonómica valenciana À Punt FM, mientras que la televisión À Punt comenzó a emitir con la parrilla al completo el 10 de junio de 2018.
Las cadenas de televisión privadas valencianas emiten de forma desigual en valenciano. La cadena privada autonómica La Ocho Mediterráneo, desde diciembre de 2014, comenzó a emitir cada vez más en valenciano, debido a las subvenciones de la Generalidad para su fomento, siendo lengua vehicular en los informativos, y con cada vez más frecuencia en los diferentes programas de la cadena. Por su parte, la cadena privada Levante TV, que únicamente tiene licencia para emitir en el área metropolitana de Valencia, emite principalmente en valenciano. Asimismo, la cadena privada Información TV, que únicamente tiene licencia para emitir en el área metropolitana de Alicante, emite en español.
Por lo que respecta a la radio, las principales emisoras, aparte de la radio autonómica À Punt FM son Onda Cero, Radio Castellón, COPE Elche, Radio Expres Elche, Ràdio Klara, La 97.7 Radio, Ràdio Flaixbac, Radio San Miguel, Radio Valencia, además de las desconexiones de las principales cadenas de radio de ámbito nacional.
Las emisoras de radio con cobertura autonómica son À Punt FM, Radio Valencia, COPE, Onda Cero, Radio Nacional (RNE), Radio 5 (RNE) y esRadio, todas ellas con amplias desconexiones autonómicas diarias.
Además de las frecuencias locales de estas emisoras, las frecuencias por onda media (AM) que emiten desde Valencia: Radio 1 (774AM, Montepicayo), Radio 5 (558AM, Montepicayo), SER Comunidad Valenciana (1179AM, parque natural de la Albufera) y COPE (1296AM, parque natural de la Albufera); tienen cobertura en toda la comunidad, y además se pueden escuchar en el este de Cuenca y Albacete, sureste de Teruel, sur de Tarragona y noreste de Murcia.
Además la Cadena Ser por su frecuencia autonómica de AM emite todos los partidos del Valencia Club de Fútbol y los más importantes del Valencia Basket.
Las emisoras de radio musicales con cobertura autonómica son Radio Clásica y Radio 3 de Radio Racional y Europa FM.
Otras emisoras con cobertura en las tres capitales de provincia y áreas metropolitanas son, Los 40 Principales, Máxima FM y Spektra FM entre otras.
La Cadena SER, Los 40 Principales, Onda Cero, la Cadena COPE y la 97.7 entre otras emisoras de radio, también se han acogido a las subvenciones para el fomento del valenciano, y también emiten parte de su programación autonómica en dicha lengua.

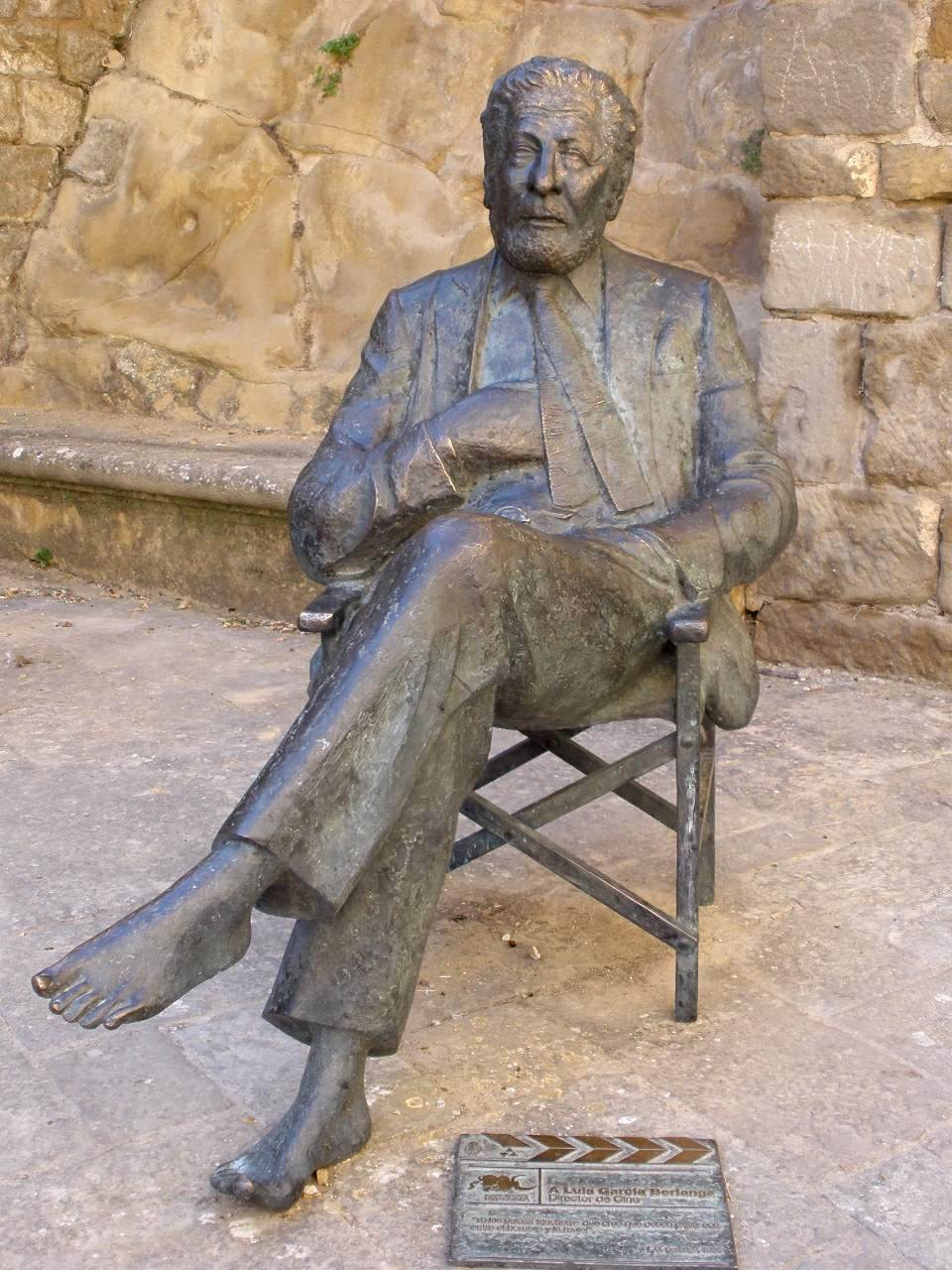
Luis García Berlanga

Los periódicos autonómicos que se editan en la comunidad son:
- Alicante Press (diario digital)
- Diario Información (diario)
- Superdeporte (diario deportivo)
- El Periódico Mediterráneo
- Levante-EMV (diario)
- Valencia Plaza (diario digital)
- Las Provincias (diario)